# Ruská invaze na Ukrajinu
Ruská invaze na Ukrajinu (rusky вторжение России на Украину, vtorženie Rossii na Ukrainu/ukrajinsky російське вторгнення в Україну, rosijske vtorhnennja v Ukrajinu) neboli rusko-ukrajinská válka (rusky российско-украинская война, rossijsko-ukrainskaja vojna/ukrajinsky російсько-українська війна, rosijsko-ukrajinska vijna; běžně též ruská agrese na Ukrajině, válka na Ukrajině či Putinova válka), v Rusku pouze pod legálním označením „speciální vojenská operace na Ukrajině“, je mezinárodní ozbrojený konflikt, který začal zrána 24. února 2022 ruským útokem na Ukrajinu. Je součástí ruské vojenské intervence na Ukrajině a vyvrcholením rusko-ukrajinské krize. Jedná se o největší konflikt v Evropě od konce druhé světové války a o jeden z největších konfliktů na světě ve 21. století.
Již ode dne 26. října 2021 se v tisku, v kontextu sílícího napětí mezi Ruskem a Ukrajinou, objevovaly zprávy o hromadění desetitisíců ruských vojáků a vojenské techniky při hranicích s Ukrajinou, které vyústilo v oficiálně ohlášené vojenské manévry, avšak Rusko válku doposud nevyhlásilo.
Dne 3. prosince 2021 americký deník The Washington Post s odvoláním na americké zpravodajské služby oznámil, že Rusko shromáždilo armádu 175 000 vojáků a chystá se počátkem roku 2022 napadnout Ukrajinu. V té době měl k dispozici i satelitní snímky ruských základen s připravenou technikou.
Ruští představitelé přitom přípravy na invazi opakovaně popírali a ještě v lednu a únoru 2022 podobná tvrzení označovali za „hysterii“, „provokace“ a „dezinformace“ Západu. Dne 16. února ruská duma uznala nezávislost samozvaných republik v donbaské oblasti na východní Ukrajině nazvaných Doněcká lidová republika (DNR) a Luhanská lidová republika (LNR). K 18. únoru byly zaznamenány stovky případů porušení příměří včetně explozí na obou stranách hranice separatistických území Doněcké a Luhanské oblasti. Obě republiky poté vyhlásily evakuaci obyvatelstva a všeobecnou mobilizaci. Dne 21. února ruský prezident Vladimir Putin zveřejnil téměř hodinový projev, v němž oznámil uznání nezávislosti Doněcké lidové republiky a Luhanské lidové republiky a současně zpochybnil „skutečnou státnost“ Ukrajiny, kterou označil za „integrální součást naší [ruské] historie“. Následujícího dne Rada federace schválila použití vojenské síly v zahraničí, načež ruské jednotky vstoupily na obě donbaská území. V ranních hodinách 24. února Putin zveřejnil další prohlášení, v rámci kterého oznámil zahájení „speciální vojenské operace“ (rusky специальная военная операция, specialnaja vojennaja operacija, případně zkráceně спецоперация) s cílem „demilitarizace a denacifikace Ukrajiny“. „Vojenskou operaci“ zdůvodnil potřebou ochránit samotné Rusko před rozšiřováním NATO a pomoci ruskojazyčnému obyvatelstvu na východní Ukrajině, jež údajně čelí šikanování a genocidě ze strany ukrajinské vlády. Ukrajince ve stejném projevu označil za neonacisty; trvalou okupaci ukrajinského území mimo donbaskou oblast nicméně výslovně odmítl a nehovořil ani o plánech na dobytí Kyjeva a dalších ukrajinských měst.
Téměř okamžitě po zahájení invaze Ukrajina oznámila přerušení diplomatických vztahů s Ruskou federací. Kvůli vypuknutí bojů vyhlásil prezident Volodymyr Zelenskyj na Ukrajině týž den válečný stav a 25. února všeobecnou mobilizaci. Ruská vojska vstoupila na území Ukrajiny z Ruska, Krymu a Běloruska, přičemž se k bojové operaci připojili také Ruskem podporovaní ozbrojení separatisté z Doněcké a Luhanské oblasti. První údery byly vedeny proti ukrajinské vojenské infrastruktuře, vojenským letištím, zařízením protivzdušné obrany (PVO) a dalším strategickým cílům, aby pozemní jednotky postupně pronikaly dále do vnitrozemí za účelem obléhání a dobývání klíčových měst včetně samotného Kyjeva, přičemž u některých z nich narazily na tvrdou ukrajinskou obranu a musely se vypořádávat s vážnými logistickými problémy. Ruská strana se vedle toho dopouštěla vzdušných a raketových úderů i daleko na západním území ukrajinského státu a v některých obléhaných městech (Buča, Irpiň) se po ústupu Rusů začalo hovořit o hromadném vraždění civilního obyvatelstva s podezřením na možné válečné zločiny.
Podle údajů Organizace spojených národů (OSN) z 24. dubna 2023 bylo od počátku invaze zabito nejméně 8574 civilistů a minimálně 14 441 jich bylo zraněno; skutečné ztráty na civilním obyvatelstvu jsou však pravděpodobně mnohem vyšší, protože například není znám skutečný počet obětí v Mariupolu. Výše materiálních škod na infrastruktuře, budovách a dalších hmotných statcích byla již 10. března 2022 vyčíslena nejméně na 100 miliard amerických dolarů. Řada měst a obcí (Popasna, Marjinka, Vuhledar, Mariupol, Bachmut) byla při dobývání ruským vojskem prakticky srovnána se zemí. Invaze navíc odstartovala v evropských poměrech nebývale rozsáhlou migrační vlnu: dle OSN opustilo Ukrajinu k 25. dubnu 2023 přes 8 milionů uprchlíků. Již v prvních týdnech od zahájení konfliktu se ruská invaze na Ukrajinu kvůli svému rozsahu stala největší bojovou operací v Evropě od skončení druhé světové války.
Jednání Ruska odsoudila většina světového společenství a řada mezinárodních organizací. Rezoluce Valného shromáždění OSN ES-11/1, kterou podpořila drtivá většina států, odsoudila jednání Ruska a vyzvala Moskvu k okamžitému ukončení bojů a stažení svých vojáků z území Ukrajiny. Pro rezoluci hlasovalo 141 zemí, proti bylo pět států: Rusko, Bělorusko, KLDR, Sýrie a Eritrea. 35 zemí včetně Číny, Indie, Pákistánu, Íránu a Jihoafrické republiky se zdrželo a 12 zemí se hlasování nezúčastnilo.
Rusko požaduje zajištění zákonných práv národnostních menšin na Ukrajině, neutralitu Ukrajiny, uznání nezávislosti separatistických republik a nerozmisťování některých útočných zbraní v zemi.
Invaze vedla k protiválečným protestům v řadě států světa, posílení cenzury v ruských mediích, uvalení rozsáhlých mezinárodních sankcí proti Rusku či omezení účasti Ruska na řadě sportovních a dalších mezinárodních akcí. V Rusku invaze a sankce přispěly v roce 2022 k poklesu HDP o 2,5 %. Na Ukrajině invaze zapříčinila 30% roční propad HDP, četné ztráty na životech a majetku a pozastavení letecké a námořní dopravy. Z globálního pohledu vedla invaze a související sankce k omezení mezinárodního obchodu a prudkému nárůstu cen některých komodit.

## Pozadí
Ruská invaze na Ukrajinu je nejzávažnější a nejrozsáhlejší postsovětský konflikt, tedy válka v zemích bývalého Sovětského svazu (rozpad 1991), které Ruská federace označuje za své „blízké zahraničí“ a usiluje zde o uplatňování svého velmocenského vlivu. Označuje se tak fáze rusko-ukrajinské války, která přešla od lokálního konfliktu k útoku na celou Ukrajinu.
Otázka zahraničněpolitické orientace Ukrajiny před válkou do určité míry rozdělovala zemi a orientace na Rusko měla větší podporu na východě a jihu Ukrajiny, kde je více ruskojazyčného obyvatelstva, a na severu a západě země měli větší podporu prozápadní politici. Prvním velkým střetem v této otázce byla oranžová revoluce na přelomu let 2004 a 2005, která zabránila jmenování Ruskem podporovaného Viktora Janukovyče prezidentem. Po opakování zpochybněných voleb se stal prezidentem Viktor Juščenko, který usiloval o integraci do západních struktur. Žádost o vstup do Severoatlantické aliance (NATO) byla na konferenci v Bukurešti v dubnu 2008 odmítnuta s ohledem na odpor Ruska ostře vyjádřeného v Putinově projevu na mnichovské bezpečnostní konferenci o rok dříve. Když se stal Janukovyč v roce 2010 prezidentem, ukončil snahy o vstup do NATO, ale pokračoval v jednáních s Evropskou unií. Ta vyvrcholila přípravou asociační dohody s EU, jejíž podpis v listopadu 2013 prezident na nátlak Ruska zrušil s tím, že je „prozatím nevýhodná“. Ruský prezident Vladimir Putin tím pozastavil spolupráci s EU. Odpor k tomuto kroku vyvolal novou ukrajinskou krizi.
Občanské protesty označované euromajdan trvaly několik měsíců, měly řadu lidských obětí ozbrojenými zásahy státní moci a pořádaly se protidemonstrace zvané antimajdan. V únoru 2014 prezident Janukovyč nedodržel čerstvě podepsanou dohodu na řešení krize, uprchl z Kyjeva a stal se nezvěstným. Parlament jej proto sesadil pro neschopnost vykonávat úřad, a to i hlasy části poslanců Janukovyčovy vlastní strany. Mocenská změna eskalovala krizi a Rusko na ni zareagovalo nepřiznaným zahájením války proti Ukrajině. Vojensky obsadilo poloostrov Krym, což podstatně usnadnila ruská základna v pronajatém Sevastopolu, a s pomocí proruských separatistů zahájilo válku na východě Ukrajiny (Donbase), ze které se po neúspěchu dohod Minsk I a Minsk II stal vleklý konflikt. Na odštěpeneckých územích byly zakládány různé kvazistáty, z nichž déle přetrvaly pouze tzv. Doněcká a Luhanská lidová republika (DLR a LLR). Rusko hned na jaře 2014 anektovalo Krym, zatímco DLR a LLR anektovalo až po invazi spolu dalšími okupovanými územími. Na šok z napadení Ukrajina reagovala modernizací a restrukturalizací armády a její přípravy na předpokládaný další útok ze strany Ruska. Události způsobily podstatné změny ve společnosti, ve vztazích k Rusku a vnímání ukrajinské identity, což mělo důsledky například v zákonech o dekomunizaci (2015) nebo ve vytvoření sjednocené Pravoslavné církve Ukrajiny nezávislé na moskevském patriarchátu.
Konflikt mezi Ruskem a Ukrajinou znovu eskaloval v březnu dubnu roku 2021, kdy Ukrajina v čele s nově zvoleným prezidentem Zelenským projevila odhodlání spolupracovat s NATO, časem vstoupit do NATO a zahájit diplomatická jednání s cílem osvobodit okupovaný Krym, načež Rusko u ukrajinských hranic shromáždilo vojenské síly. V letních měsících Bruselský summit NATO potvrdil zahájení Akčního plánu procesu vstupu Ukrajiny do NATO a USA podepsaly s Ukrajinou dohodu o strategické obranné spolupráci. Následovalo prohloubení krize a přesun ruských vojsk do Běloruska. Podrobnosti naleznete v článku Rusko-ukrajinská krize (2021–2022)

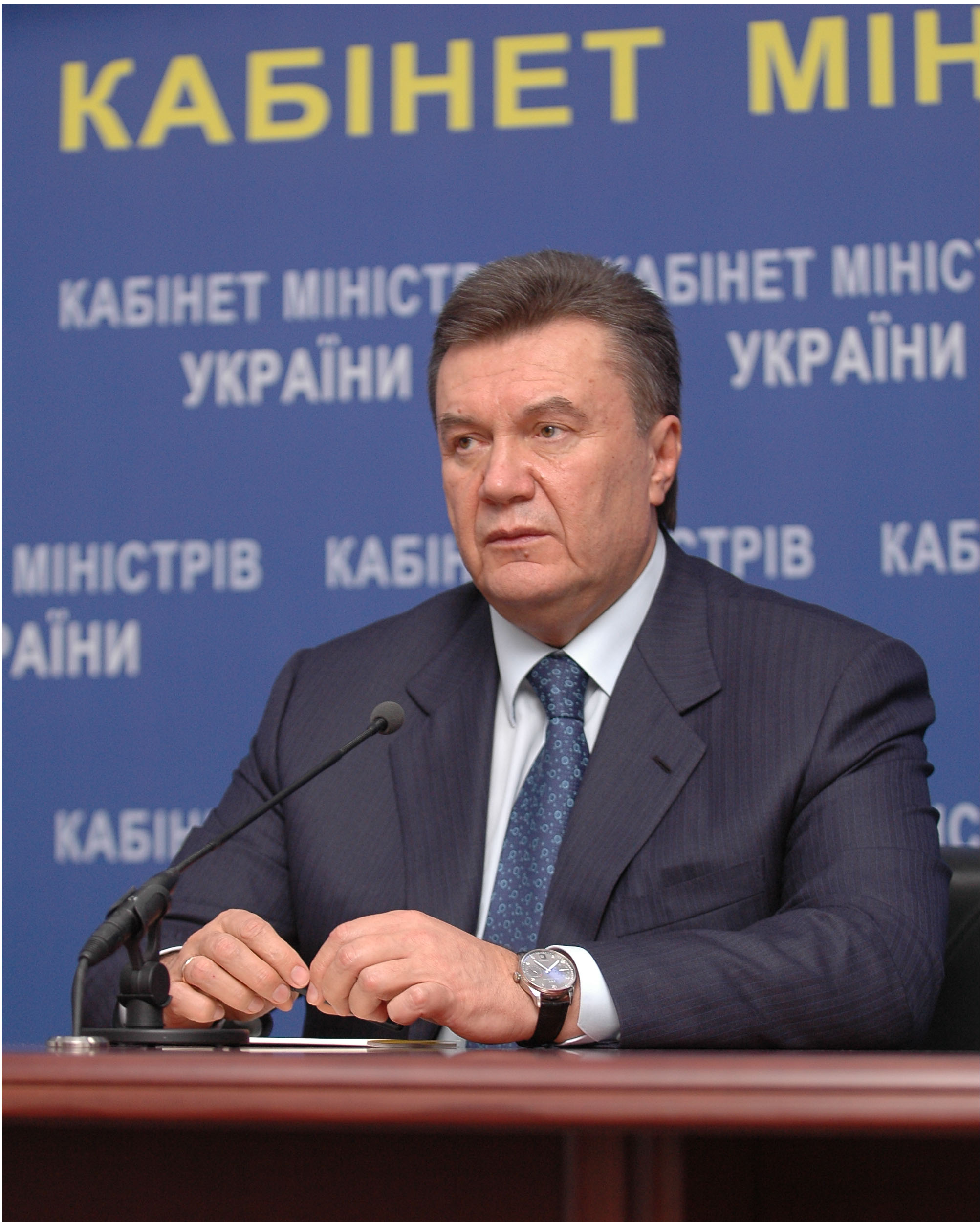
Bývalý ukrajinský prezident Viktor Janukovyč

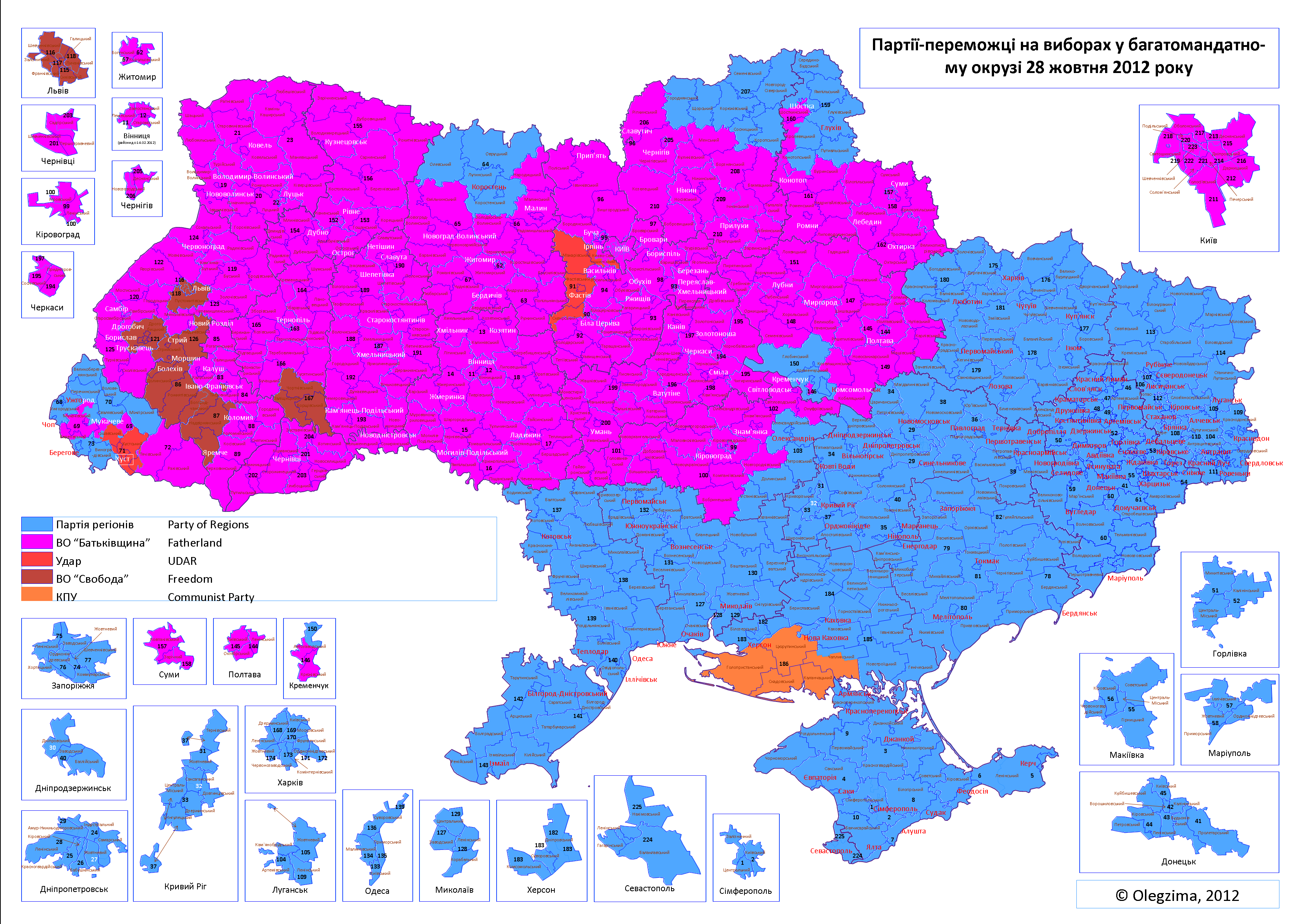
Parlamentní volby na Ukrajině v roce 2012 vyhrála Strana regionů (modře)

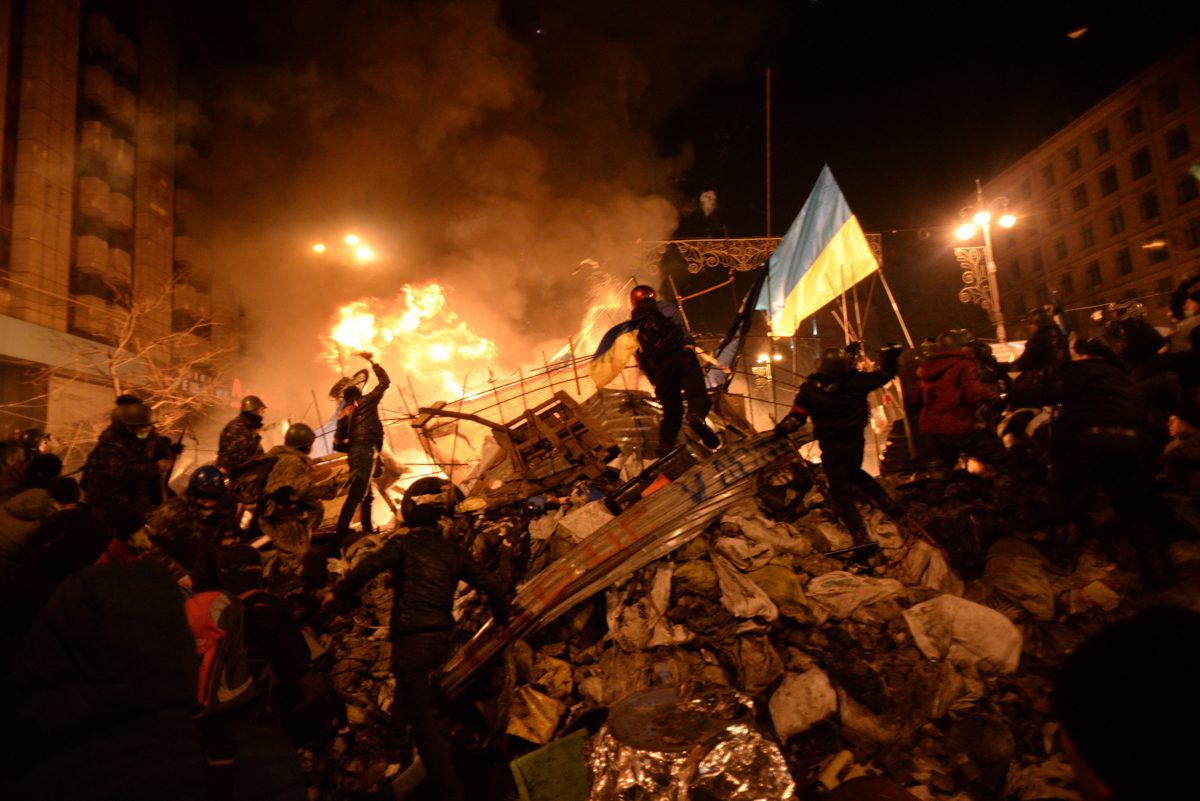
Hořící barikády 18. února 2014 na Euromajdanu

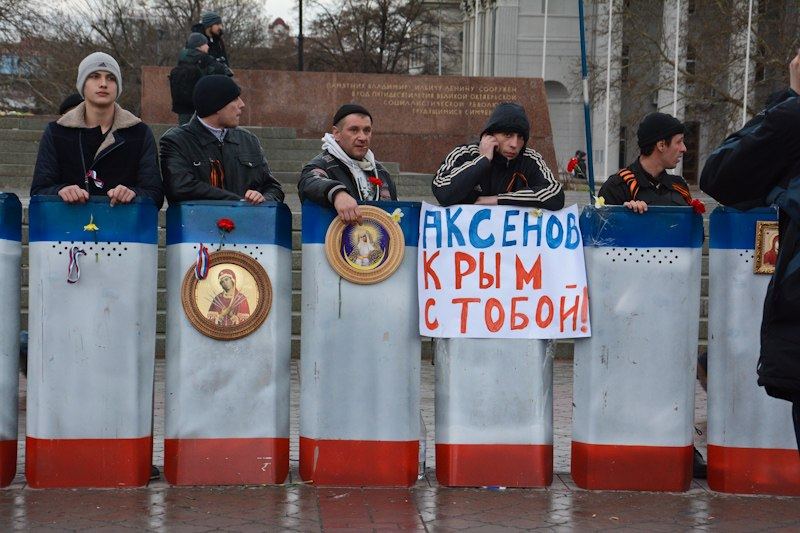
Krymská domobrana se štíty v barvách Autonomní republiky Krym, únor 2014

Animovaná mapa postupu vojsk a bombardovaných měst 1. fáze invaze:
Území kontrolované Ukrajinou
Území okupované Ruskem a proruskými separatisty

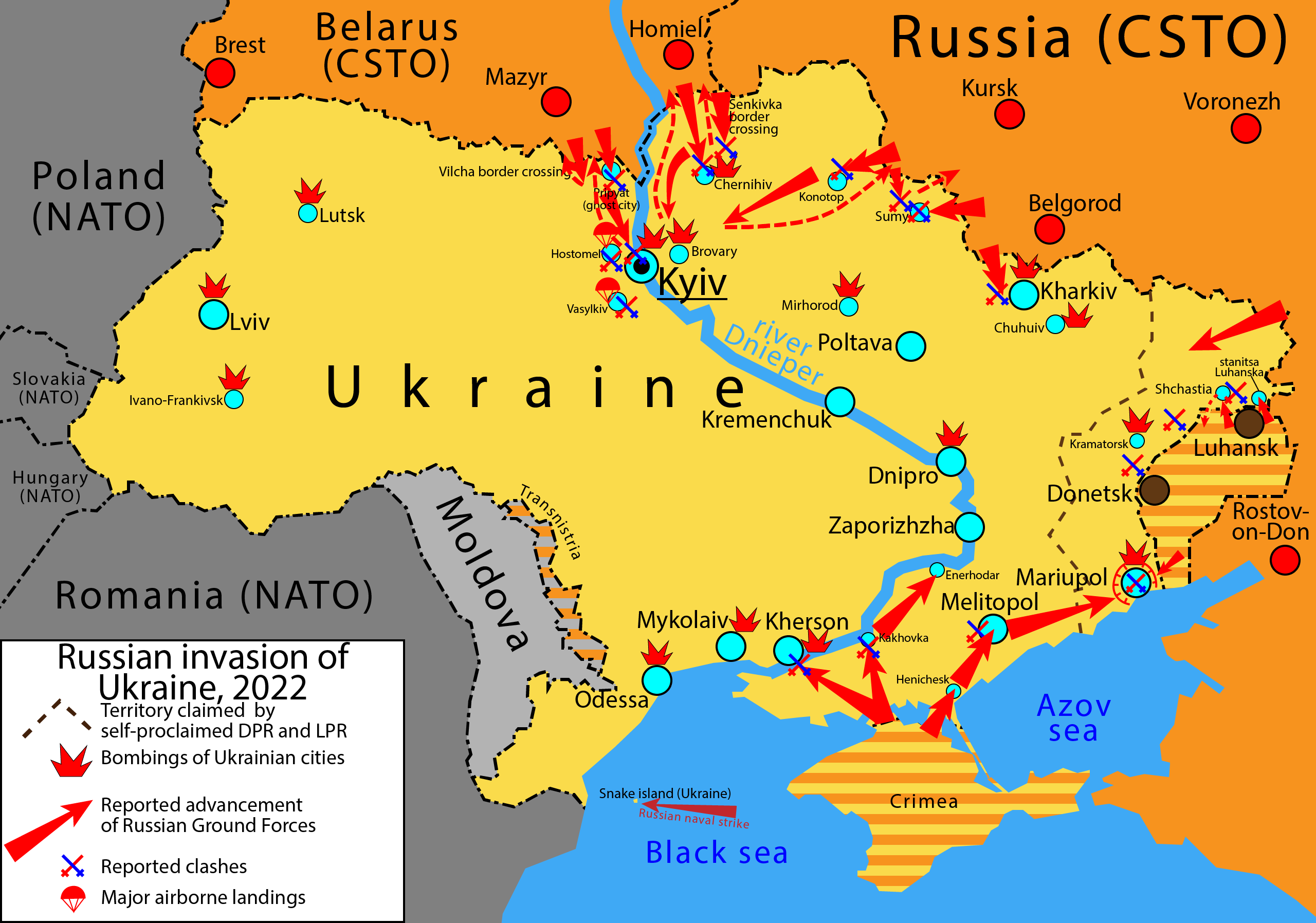
Územní mapa Ukrajiny s vyznačením bojových operací a ozbrojených střetů

### Předešlé události
Dne 24. března 2021 ukrajinský prezident Volodymyr Zelenskyj podepsal dekret č. 117/2021, kterým schválil „strategii deokupace a reintegrace dočasně okupovaného území Autonomní republiky Krym a města Sevastopol“. Ukrajina si v dekretu vyhrazuje právo uplatnit „všechny prostředky ochrany lidských a občanských práv a svobod, nezávislosti, státní suverenity a územní celistvosti“ na Krymu a v Sevastopolu. 30. března 2021 přijala Vrchní Rada Ukrajiny zákon 1357-IX, který umožňuje prezidentovi povolat do armády záložáky bez vyhlášení mobilizace a vytvořila legislativní základ pro brannou povinnost určitých skupin žen podle jejich profesí a specializací.
Od 30. března 2021 začalo Rusko přesouvat značné vojenské síly na svou hranici s Ukrajinou, což vyvolalo obavy z možnosti rozsáhlé invaze, které zesílily začátkem roku 2022. Diplomatická jednání nevedla ke zmírnění napětí a Rusko pokračovalo v soustřeďování vojsk, ačkoliv jeho představitelé opakovaně popírali útočné plány.
19. ledna 2022 byl vnesen k projednání do senátu USA Lend-Lease Act pro zbrojní dodávky Ukrajině.
26. ledna 2022 vláda České republiky na základě seznamu požadavků Ukrajiny obdrženého o týden dříve odsouhlasila dar pro Ukrajinu 4006 kusů dělostřelecké munice ráže 152 milimetrů v hodnotě 36,6 milionu korun pro samohybné kanónové houfnice DANA.
V první polovině února 2022 vyjadřovala západní média a tajné služby s odvoláním na vyjádření prezidenta USA Joea Bidena přesvědčení, že ruská invaze na Ukrajinu začne ve středu 16. února 2022. Dne 16. února 2022 měla ruská Státní duma na programu jednání o nezávislosti separatistických republik (Doněcké LR a Luhanské LR), ležících na východní Ukrajině, během nějž její poslanci přijali usnesení, vybízející Putina k uznání jejich nezávislosti.
Na začátku listopadu 2021 se CIA ředitel William Burns a americký velvyslanec Ruska John Sullivan setkali s generálním tajemníkem Bezpečnostní rady Ruské federace, Nikolaiem Patruševem a informovali ho, že vědí o plánech ruské invaze. Burns varoval, že pokud bude Putin pokračovat v plánech, západ zareaguje tvrdými sankcemi na Rusko. Podle Sulivana byl Patrušev velice přesvědčený, že invaze bude úspěšná. Avšak Patrušev veřejně odmítal, že Rusko napadne Ukrajinu.
Ruské ministerstvo zahraničí předložilo 17. prosince 2021 podmínky nenapadení sousedních států, které zahrnovaly odstranění vojenské infrastruktury NATO ve všech spojeneckých zemích, které vstoupily do NATO od roku 1997, což by zahrnovalo pobaltské země i všechny země Visegrádské skupiny včetně České republiky. Své požadavky předalo NATO i americké diplomacii, kteří však takové podmínky odmítli.
Rusko 17. února 2022 zveřejnilo odpověď, kde konstatovalo, že americká strana nereagovala konstruktivně na základní prvky návrhu smlouvy o bezpečnostních zárukách se Spojenými státy připravené ruskou stranou. Rusko odmítá další rozšiřování NATO, požaduje odvolání „bukurešťské formulace“, že „Ukrajina a Gruzie se stanou členy NATO“, a odmítá vytváření vojenských základen na území států, které byly dříve součástí Sovětského svazu a nejsou členy Severoatlantické aliance, včetně využití jejich infrastruktury pro vedení jakékoliv vojenské činnosti, jakož i návrat vojenských kapacit včetně úderu a infrastruktury NATO do stavu z roku 1997, kdy byl podepsán „Zakládající akt Rusko–NATO“. Tato ustanovení mají pro Ruskou federaci zásadní význam. Při absenci připravenosti americké strany dohodnout se na pevných, právně závazných zárukách k zajištění ruské bezpečnosti ze strany Spojených států a jejich spojenců, bude Rusko nuceno reagovat, a to i prostřednictvím realizace vojensko-technických opatření. Fakticky tak žádalo návrat vojenských možností NATO do roku 1997 a opuštění podpory NATO pro středoevropské země, které do NATO vstoupily až poté (včetně ČR).
Od 17. února 2022 je podle zpráv monitorovací mise OBSE na Ukrajině evidována mnohonásobně zvýšená intenzita porušení příměří a explozí. Podle zveřejněných map OBSE exploze značně převažují na území Doněcké a Luhanské oblasti na linii kontaktu ukrajinských a separatistických sil. Ve zprávě z 18. února 2022 se uvádí porušování demilitarizované zóny, vládní síly měly v demilitarizované zóně jeden raketový systém země-vzduch, naopak separatisté 13 samohybných houfnic, 8 houfnic, 5 protitankových kanónů a kromě toho přes 80 BVP.
Dne 18. února 2022 vyhlásila Doněcká a Luhanská republika evakuaci obyvatel.
Dne 19. února 2022 ukrajinský prezident Volodymyr Zelenskyj vystoupil na bezpečnostní konferenci v Mnichově a žádal západní svět o podporu Ukrajiny a jejích obranných schopností. Zelenskyj řekl, že bezpečnostní architektura v Evropě a ve světě je téměř zničena. Je příliš pozdě přemýšlet o opravách, je čas postavit nový systém. Zelenskyj počtvrté a naposledy inicioval konzultace v rámci Budapešťského memoranda. Zelenskyj řekl, že pokud se konzultace nebudou opakovat nebo její výsledky nezaručí bezpečnost Ukrajiny, bude mít Ukrajina plné právo věřit, že Budapešťské memorandum nefunguje a všechna rozhodnutí o balíčku z roku 1994 jsou zpochybněna. V Budapešťském memorandu se Ukrajina v roce 1994 zavázala být zemí bez jaderných zbraní a byla jí poskytnuta ujištění týkající se respektování její suverenity a územní celistvosti. V roce 2008 Putin v rozhovoru pro televizi ARD ujišťoval, že Krym není sporné území, Rusko uznává hranice Ukrajiny a etnické problémy na Krymu jsou vnitřní záležitostí Ukrajiny do které Rusko nebude zasahovat. Zelenskyj navrhl svolání summitu o bezpečnostní situaci za účasti stálých členů Rady bezpečnosti OSN a Německa, Turecka a Ukrajiny s cílem najít nový rámec záruk ukrajinské bezpečnosti. Žádal o poskytnutí jasné evropské perspektivy Ukrajině, o nástroje podpory dostupné kandidátským zemím a jasného a komplexního časového rámce pro vstup do Severoatlantické aliance. Dále žádal o podporu transformace na Ukrajině, založení Fondu stability a obnovy pro Ukrajinu, Lend-Lease programu zbrojních dodávek, dodávek nejnovějších zbraní, strojů a vybavení pro ukrajinskou armádu, která podle něj chrání celou Evropu. Ve své řeči zmínil také vyvinutí účinného balíčku preventivních sankcí k odvrácení ruské agrese a zaručení energetické bezpečnosti Ukrajiny včetně zajištění její integrace do energetického trhu Evropské unie.
Dne 19. února 2022 vyhlásil vůdce Doněcké republiky Denis Pušilin a vůdce Luhanské republiky Leonid Pasečnik všeobecnou mobilizaci.
Dne 19. února 2022 uskutečnilo Rusko vojenské cvičení zaměřené na strategické jaderné zbraně. Během cvičení Rusko úspěšně otestovalo střely s plochou dráhou letu mířící na terče na pevnině i na moři. Ruský ministr zahraničí Sergej Lavrov v telefonátu se svým francouzským protějškem zdůraznil, že Západ musí brát vážně ruské bezpečnostní požadavky. Ignorování ruských požadavků, k nimž patří především to, aby Ukrajina nikdy nevstoupila do NATO, podle něj bude mít negativní dopady na stabilitu v Evropě i ve světě.
Dne 21. února 2022 proběhlo zasedání Rady bezpečnosti Ruské federace o tom, zda uznat nezávislost Donbasu. Všichni přítomní se vyslovili pro toto uznání. Během zasedání se hodnotily výsledky jednání o bezpečnostních garancích s NATO a USA. Lavrov uvedl, že Západ se nechystá přijmout klíčové ruské návrhy bezpečnosti, zejména co se týče nerozšiřování NATO na východ. Tento požadavek byl odmítnut s odkazem na tzv. politiku otevřených dveří aliance a svobodu státu zvolit si způsob zajištění své bezpečnosti. Žádná alternativa k tomuto klíčovému bodu není nabízena ani v reakci Spojených států, ani v reakci Aliance. Pro Rusko základní princip nedělitelnosti bezpečnosti, na který Rusko aktivně odkazovalo, se Spojené státy snaží všemi možnými způsoby obejít. Rada došla k závěru, že Ukrajina nikdy nebude plnit Minské dohody a odmítá jakákoliv jednání s představiteli Donbasu. Šojgu konstatoval „zvýšení intenzity ostřelování území Donbasu ze strany Ukrajiny a přítomnost zakázané těžké ukrajinské vojenské techniky u hranic s Donbasem.“ Obecně vyhodnotil situaci jako extrémně napjatou. Konstatoval, že „od 14. února jsme svědky aktivnější fáze či snahy přivést ukrajinskou armádu prakticky na samý vrchol všech stupňů pohotovosti.“ Z toho vyvozoval, že se buď připravují velké, vážné provokace, nebo se připravuje vojenská varianta, jak vyřešit alespoň otázku Donbasu. Šojgu odkázal na projev Zelenského, který dle něj znamenal, že by si Ukrajina chtěla vrátit status jaderné země. Další účastníci jednání hovořili o „těžké humanitární situaci“ a „genocidě na Donbase“. Šéf civilní rozvědky SVR Sergej Naryškin při zasedání působil nervózně, po dotazu Putina odpověděl, že je pro začlenění DLR i LLR do Ruské federace, ačkoliv se hovořilo pouze o uznání jejich nezávislosti.
Dne 21. února 2022 Putin oficiálně uznal nezávislost separatistických republik (Doněcké LR a Luhanské LR) na východě Ukrajiny a nařídil ruským vojskům vstoupit na jejich území, což označil za mírovou misi. Stalo se tak den po skončení zimních olympijských her v Pekingu, dle západních zdrojů podle tajné dohody Ruska s pořadatelskou Čínou. Ruské jednotky překročily rusko-ukrajinskou hranici a začaly vstupovat na území Donbasu. Putin následně zpochybnil státnost a suverenitu Ukrajiny. Uvedl, že Ukrajina má v úmyslu v budoucnosti vstoupit do NATO a je otázkou času, kdy získá jaderné zbraně. Za „autora“ moderní Ukrajiny označil bolševického vůdce Vladimira Iljiče Lenina, který vytvořil Sovětský svaz. Kritizoval taktéž právo sovětských svazových republik na jejich vystoupení ze svazu. Některé komentáře západních médií přirovnávaly Putinův útok na Ukrajinu k Hitlerově napadení Československa v předvečer 2. světové války.
Dne 22. února 2022 Ukrajina, Spojené státy americké, Spojené království, Irsko, Mexiko a další státy požádaly o mimořádné svolání Rady bezpečnosti OSN kvůli ruské akci. Ta nakonec v noci (UTC) na 26. února kvůli nesouhlasu několika zemí o odsouzení Ruska nerozhodla. Ani upravený text, vyjadřující kromě požadavku na okamžité stažení Ruska z Ukrajiny pouze politování, přijat nebyl kvůli ruskému vetu, přičemž tři členové rady – Čína, Indie a Spojené arabské emiráty – se zdržely hlasování.
Dne 24. února 2022 vystoupil Putin s projevem, v němž oznámil, že „dal svolení ke speciální vojenské operaci na Ukrajině“. V projevu též podal vysvětlení, proč k operaci přistoupil. Za hlavní příčiny označil snahy o rozšiřování NATO na východ, přiblížení jeho vojenské infrastruktury k ruským hranicím, údajné odmítání ruských návrhů na principy rovné a nedělitelné bezpečnosti v Evropě, rozbití původních bezpečnostních dohod a smluv, porušení západních slibů, že se NATO nerozšíří ani o palec na východ, údajné nelegitimní útoky západu v Jugoslávii, Afghánistánu, Iráku, Libyi a Sýrii, které podle něj vedly k mezinárodnímu terorismu a extremismu. Spojené státy označil Putin za „říši lží“ a západní blok jako „říši zla“, tvrdil, že po původní jednostranné otevřenosti nového Ruska, připravenosti poctivě spolupracovat s USA a dalšími západními partnery v podmínkách prakticky jednostranného odzbrojování se tito partneři okamžitě pokusili Rusko položit na lopatky, konečně Rusko zničit. Západ podle něj velmi aktivně podporoval separatismus a bandy žoldnéřů na jihu Ruska, na Kavkaze. Pokud ale Rusko povolí komukoliv, aby vojensky ovládl území, která přiléhají k ruským hranicím, zůstane tam na mnoho desítek let dopředu, možná navždy a bude to představovat pro Rusko neustálou a narůstající, absolutně nepřijatelnou hrozbu. Za problém označil to, že na územích u ruských hranic – která považuje za vlastní ruská historická území – vzniká pro Rusko nepřátelské „antiRusko“, které prý za plné zahraniční kontroly ožívá vojenskými silami zemí NATO a zaplňuje je těmi nejmodernějšími zbraněmi. Putin vyjádřil obavy, že Ukrajina chce získat zpět Donbas a poloostrov Krym silou. Lidové republiky Donbasu se obrátily na Rusko s žádostí o pomoc. V souvislosti s článkem 51 části 7 Charty OSN, se sankcemi Rady federace Ruska a v souladu se smlouvami o přátelství, spolupráci a vzájemné pomoci s Doněckou lidovou republikou a Luhanskou lidovou republikou, které Federální shromáždění ratifikovalo 22. února, se Putin rozhodl provést „speciální vojenskou operaci“. Jejím cílem je ochrana lidi, kteří byli osm let vystaveni šikaně a genocidě ze strany kyjevského režimu. A za tímto účelem bude Rusko usilovat o demilitarizaci a denacifikaci Ukrajiny, stejně jako o postavení před soud těch, kteří spáchali četné krvavé zločiny proti civilistům, včetně občanů Ruské federace. Prohlásil, že „plánem není okupace ukrajinských území. Nikomu a nic nechceme vnucovat násilím. Současně se ale v poslední době dozvídáme, že na Západě stále častěji padají slova o tom, že smlouvy, které podepsal sovětský totalitní režim, které ukotvují výsledky druhé světové války, už nemá cenu dodržovat. A jak na to odpovědět? Základem ruské politiky je svoboda, svobodné volby, svobodný výběr vlastní budoucnosti a budoucnosti svých dětí. Považujeme za důležité, aby se tímto zákonem – právem volby – mohly řídit všechny národy, které bydlí na území dnešní Ukrajiny, každý, kdo to bude chtít.“

### Problém Putin

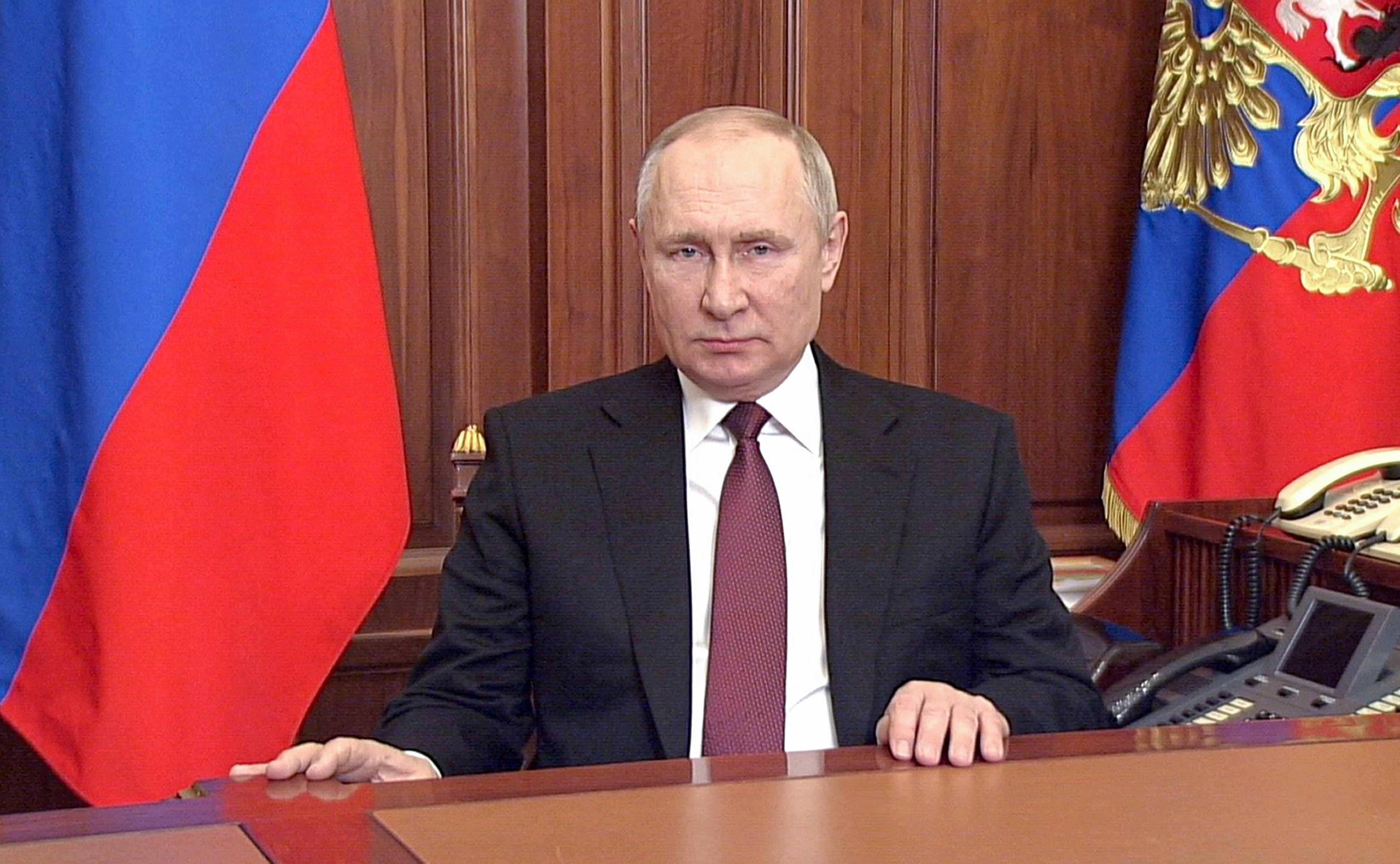
Putin při projevu, ve kterém oznamuje zahájení „speciální vojenské operace“ na Ukrajině 24. února 2022.

Ve světě se k válce vyjadřovali politici, kteří se s Putinem setkávali jako diplomati. Mnozí z nich, např. bývalá americká ministryně zahraničí Condoleezza Riceová, otevřeně pochybovali o jeho mentálním zdraví: „Myslím si, že dnešní Putin je jiný než tehdejší. Byl vždy chladně kalkulující, ale teď je jeho chování nevyzpytatelné a projevuje se u něj vliv lživého a blouznivého výkladu historie na jeho rozhodování.“ Podle bývalého amerického velvyslance v Moskvě Michaela McFaula se změny v Putinově chování začaly projevovat s počátkem pandemie covidu-19, které se panicky bojí. Když šel na návštěvu nemocnice, neměl jen respirátor, nýbrž speciální oblek, který vypadal jako ochrana proti chemickým zbraním nebo radioaktivitě. Také při jednáních s ruskými podřízenými nebo zahraničními státníky sedává na druhém konci velmi dlouhého stolu. Francouzská prezidentská kancelář po návštěvě Emmanuela Macrona v únoru v Moskvě potvrdila, že ji Kreml vyzval, aby hlava státu podstoupila na místě PCR test, nebo se nesmí k ruskému prezidentovi přiblížit. Také bývalý ředitel amerických zpravodajských služeb James Clapper se obával, zda je Putin „mentálně v rovnováze“.
Tehdejší Putinovy projevy byly plné dříve neobvyklé slovní agrese. Fakt, že se mu Ukrajina i přes anexi Krymu a ovládání části Donbasu prostřednictvím separatistů vymkla z rukou a směřovala k Evropské unii a NATO, bere jako osobní porážku a možnou potupu svého jména v budoucích ruských učebnicích dějepisu.
Publicista Teodor Marjanovič uvedl, že „jako jsme kremelského vládce neodhadli, když se vedla debata o tom, co má za lubem, podobně můžeme být mimo realitu i nyní.“ Podle něj „teze, že se [Putin] zbláznil, je pohodlná i proto, že nás nenutí klást otázku, jestli demokratický svět neudělal chyby v době, kdy se vše teprve chystalo.“
Představitelé amerických zpravodajských služeb varovali vládu Spojených států, že zahnání Putina do kouta ho může přimět k výpadu, který by mohl rozšířit konflikt i mimo Ukrajinu.
Ředitel CIA William Burns, který v minulosti zastával i post velvyslance v Rusku a s Putinem se setkával, se domnívá, že „Putin žije v bublině propagandy a již mnoho let se dusí v hořlavé kombinaci zášti a ambicí.“
Komentátor Neal Ascherson se domnívá, že Putinův 24. únor 2022 se ukáže být jako Hitlerův 22. červen 1941 – „den, kdy napadl Rusko, odsoudil sebe i Německo ke zkáze“. Cituje historičku Margaret MacMillanovou, která vidí významnou paralelu mezi Putinem a Hitlerem: „oba muži mysleli vážně to, co říkali. A v obou případech je nikdo nebral vážně, dokud nebylo příliš pozdě“.
Podle Fora 24 ze 13. března 2022 se Putin v obavách z atentátu skrývá patrně v některém ze tří speciálně vybavených bunkrů a stýká se pouze s omezeným počtem přísně prověřených osob. Facebook rozhodl, že nebude mazat výzvy k odstranění Putina. Podnikatel Alex Konanychin vypsal odměnu milion dolarů za zatčení nebo likvidaci Putina. Historik Alexej Kelin se domnívá, že Putina opouštějí i sankcemi zasažení ruští oligarchové a budou hledat cestu, jak se ho s pomocí FSB, GRU nebo armády zbavit. Ke svržení Putina vyzvala 13. března Rusy i hackerská skupina Anonymous.
Podle deníku Daily Mail, který cituje zpravodajské služby Five Eyes, trpí Putin mozkovou poruchou způsobenou demencí, Parkinsonovou chorobou nebo tzv. „roid rage“ v důsledku steroidní léčby rakoviny. Zpravodajská komunita sdílí stále více zpráv o „nevyzpytatelném chování“ 69letého Putina, které si spojuje s jeho oteklým vzhledem na posledních záběrech – a absurdním odstupem, který si drží od návštěvníků Kremlu. Putinův zdravotní stav zmiňuje i Telegramový účet Generál SVR, o kterém nezávislý web Meduza tvrdí, že ho provozuje bývalý generál ruské zahraniční zpravodajské služby, který má důvěrné informace o ruském prezidentovi. Ten tvrdí, že Putin je nevyléčitelně nemocný a má rakovinu ve stadiu, kdy nemá šanci na uzdravení. Tím nebezpečnější se jeví možnost, že Putin už nemá žádné zábrany a své geopolitické ambice se snaží realizovat i za cenu jaderného útoku.

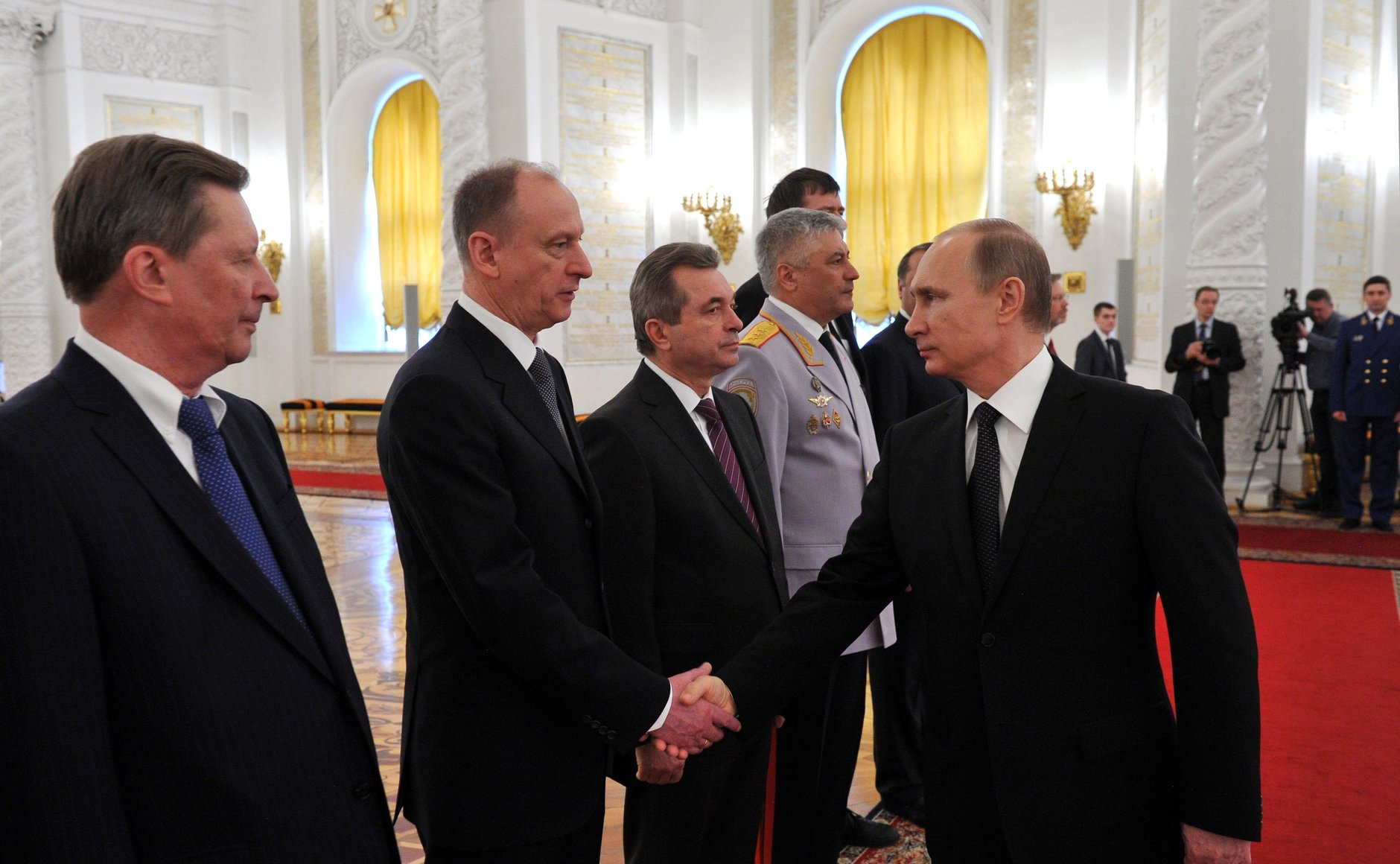
Nikolaj Patrušev, podávající si ruku s Putinem, je podle některých zdrojů jedním ze čtyř mužů, kteří znali datum a způsob zahájení invaze na Ukrajinu

Nejbližšími poradci Putina, kteří rovněž nesou odpovědnost za invazi, jsou ministr obrany Sergej Šojgu, náčelník generálního štábu Valerij Gerasimov, šéf bezpečnostní rady Nikolaj Patrušev, šéf pátého oddělení ruské Federální bezpečnostní služby (FSB) Sergej Beseda, ředitel vojenské rozvědky GRU Igor Kosťjukov, šéf ruské zahraniční rozvědky SVR Sergej Naryškin, ředitel státní ropné společnosti Rosněfť Igor Sečin a ministr zahraničí Sergej Lavrov.
Putin 16. března 2022 v televizním vystoupení použil jazyk připomínající stalinskou éru. Západ podle něj využívá pátou kolonu zrádných Rusů k vyvolání občanských nepokojů, jejichž cílem je zničení Ruska. Řekl: „Rusové budou vždy schopni rozlišit skutečné vlastence od šmejdů a zrádců a jednoduše je vyplivnou jako komára, který jim omylem vletěl do úst. Jsem přesvědčen, že takováto přirozená a nutná sebeočista společnosti naši zemi jen posílí.“
Putinův počáteční vojenský plán zřejmě vznikl ve velmi malé skupině s důrazem na utajení, ruští vojenští velitelé nebyli připraveni a někteří vojáci přešli hranice, aniž by věděli, co dělají. John Sipher, který dříve řídil operace CIA v Rusku, se domnívá, že Putin je jediný, kdo v Rusku rozhoduje. Bývalý šéf britské MI6 John Sawers usuzuje, že ani řada lidí z Putinova okolí nemá tušení, co se děje v jeho hlavě a je proto obtížné získat relevantní zpravodajské informace. Podle psychologa Adriana Furnhama je Putin obětí své vlastní propagandy, naslouchá jen určitému počtu lidí a vše ostatní blokuje. Je známa Putinova posedlost sledováním videí, na nichž je libyjský plukovník Kaddáfí zabíjen poté, co byl v roce 2011 odstaven od moci. Ti, kdo Putina znají osobně, tvrdí, že ruského vůdce pohání touha překonat vnímané ponížení Ruska v 90. letech spolu s přesvědčením, že Západ je odhodlán udržet Rusko na dně a odstavit ho od moci. Kvůli izolovanosti Putin možná stále nemá takový přehled o tom, jak špatně se věci vyvíjejí pro jeho vlastní vojáky, jako západní zpravodajské služby. Putinova koncepce nepřipouští selhání nebo slabost a panují obavy, „že udělá něco neuvěřitelně zbrklého, a to zákeřným způsobem stisknutí tlačítka“.
Podle novináře Craiga Copetase se od zahájení invaze na Ukrajin Putin zbavil osmi generálů a propustil asi tisíc lidí ze svého okolí. Putin již mnoho let vede život poustevníka a jeho opatrnost a nedůvěřivost hraničí s paranoiou. Kvůli obavám o život si nechává ochutnávat jídlo.
Podle americké rozvědky se Putinovi vysocí poradci bojí říkat mu pravdu. Američtí představitelé se domnívají, že omezený tok informací –⁠ možná ještě zhoršený Putinovou izolací během pandemie covidu-19 –⁠ mu mohl vnuknout nerealistické představy o tom, jak rychle může ovládnout Ukrajinu. Podle nich Putin nevěděl, že jeho armáda na Ukrajině využívá a ztrácí brance. Také si není plně vědom, do jaké míry je ruská ekonomika poškozována ekonomickými sankcemi. Putin je podle amerických představitelů přinejmenším zčásti stále veden snahou získat zpět prestiž Ruska ztracenou rozpadem Sovětského svazu. Začíná si ale být vědom situace ruské armády na Ukrajině na základě informací, které k němu přicházejí, a mezi ním a vysokými ruskými vojenskými představiteli nyní panuje trvalé napětí.

### Možné důvody
Ideologicko-velmocenské důvody k invazi shrnuje v souladu s ideologií Putinova Ruska dlouhodobě šířenou ruskou propagandou článek Nástup Ruska a nového světa oslavující vítězství na Ukrajině, který vyšel omylem dva dny po začátku invaze na oficiálním státním zpravodajském webu RIA Novosti. Rusko neuznává Ukrajince jako samostatný národ a chce „obnovovat ruskou jednotu, jednotu ruského světa a ruského lidu – celistvost Velkorusů, Bělorusů a Malorusů“ a napravit tak jeho rozdělení při rozpadu Sovětského svazu, „vracet ztracenou Ukrajinu“ a odčiňovat „národní ponížení“. Další zdůvodnění je obnovování supervelmocenského postavení ztracené rozpadem Sovětského svazu, událost označenou Putinem za „největší geopolitickou katastrofu 20. století“. Podmaněním Ukrajiny a obnovením „historických hranic Ruska“ by podle ideologie byla poražena globální nadvláda Západu a tím by se potvrdila přeměna unipolárního světa s jedinou supervelmocí USA na multipolární svět, kde by jednou z rovnocenných globálních velmocí bylo Rusko.
Ukrajina hraje specifickou roli na sakrální mapě Ruska v jejich příběhu "ruského světa". Podle Alaina Besançona "když Ukrajina získala nezávislost, vnímalo to mnoho Rusů jako akt nevěry a prožívalo bolest milostné zrady". Fionna Hill a Angela Stent napsaly: To Putin, Ukrainians are Nazis because they refuse to admit they are Russians (Pro Putina jsou Ukrajinci nacisty, protože odmítají uznat, že jsou Rusové). Ruská tolerance vůči odlišnosti jiných národů končí ve chvíli, kdy ony jiné národy odmítají dát souhlas "ruské ideji" a zaujmout své místo ve světě vymyšleném Rusy. Na kompase ruských emocí se střelka z polohy "osvobozujeme bratry" dokáže neuvěřitelně snadno přesunout do polohy "vyhlazujeme zrádce". Lze to přirovnat k chování šílence, který je z nějakých pouze jemu známých příčin přesvědčen, že jistá žena přirozeně patří pouze jemu a zvláštním způsobem ji miluje. Když se ukáže, že ona jeho lásku neopětuje, tak ji zavraždí.
Po ruské anexi Krymu Ukrajina uzavřela 400 km dlouhý Severokrymský kanál, který přiváděl vodu z Dněpru a pokrýval 85 % krymské spotřeby vody. Na Krymu bylo několik sladkovodních jezer, která jsou už převážně vyčerpána. Velká část zdrojů pitné vody je spotřebována stále vzrůstajícím počtem ruských vojáků a ruských vojenských základen. Za zásobování obyvatelstva vodou je podle Čtvrté Ženevské úmluvy odpovědná okupující mocnost, tedy Rusko –⁠ nad to se Ukrajina opakovaně vyjádřila, že v případě hrozby humanitární katastrofy je připravena dodávky vody obnovit. Na podzim roku 2020 však začali ruští představitelé obviňovat Ukrajinu z vytvoření humanitární katastrofy a pokusu o „genocidu“ krymského civilního obyvatelstva. Když Rusko na jaře 2021 rozmístilo na Krymu a u hranic se separatistickými regiony (LPR/DPR) desítky tisíc vojáků a moderních zbraní, mnozí experti (včetně tehdejšího ministra obrany Ukrajiny Andrije Tarana) naznačovali, že Ruská federace zvažuje útok na Ukrajinu, aby si zajistila dodávky vody na okupovaný poloostrov. Podobné problémy zažívaly i okupované oblasti Donbasu.
Hlavní útok ruských vojsk z Krymu již během prvního dne invaze 24. února směřoval k Severokrymskému kanálu. Přítok vody do Severokrymského kanálu byl obnoven po obsazení Nové Kachovky okupačními vojsky.
Invaze může souviset se snahou uvést do provozu plynovod Nord Stream 2 a odvést tak pozornost od zelené politiky jak se domnívá Frans Timmermans či John Kerry. Důvodem mohou také být naleziště ropy a plynu na území Ukrajiny.

### Příprava proruské vlády na Ukrajině v letech 2014–⁠2022
Podle Christo Grozeva z organizace Bellingcat Rusko od roku 2014 utratilo miliardy dolarů za síť proruských politiků na Ukrajině. Do přípravy bylo zapojeno 150–160 vysoce placených důstojníků FSB, kteří měli neomezený rozpočet na verbování Ukrajinců všech úrovní. Agenti FSB utráceli peníze za cesty do Thajska, na Maledivy, na Kypr, kde se s ukrajinskými proruskými politiky setkávali a vypláceli jim sumy v hotovosti. Tyto osoby měly provést vnitřní převrat bezprostředně po invazi. Předseda Rady národní bezpečnosti a obrany Ukrajiny proto činnost stran s vazbami na Ruskou federaci během války pozastavil. Nejvíce proruských politiků se soustředilo v opoziční straně Opoziční platforma – Za život (Опозиційна платформа — За життя, OPZŽ). Jedním z poslanců strany OPZŽ byl Illja Kyva, který těsně před invazí odletěl do Španělska a odtud invazi podpořil. Verchovna Rada Ukrajiny ho zbavila mandátu a je stíhán za velezradu. Spolupředseda OPZŽ Vadym Rabinovyč je v Rusku. Viktor Medvedčuk ze strany OPZŽ, jehož osobním přítelem a kmotrem jeho dcery je Vladimir Putin, se nachází na neznámém místě a je rovněž stíhán za velezradu.
Pro velezradu je stíhán také bývalý šéf ukrajinského Hlavního odboru vnitřní bezpečnosti SBU, brigádní generál Andrij Naumov, který v doprovodu několika lidí opustil Ukrajinu 23. února před zahájením ruské invaze. Jeho rodina opustila Ukrajinu již dříve. Orgány činné v trestním řízení prohledaly v druhé polovině března řadu jeho adres a nemovitostí napsaných na jeho příbuzné.
Vytvořením sítě proruských agentů na Ukrajině byl pověřen generál ruské tajné služby FSB Sergej Beseda. Ten Putinovi přislíbil vytvoření dvoutisícových bojůvek mladých mužů v každém větším ukrajinském městě a tisícové davy, které budou vítat ruskou armádu. Miliardy rublů, které na tuto podvratnou činnost Rusko vynaložilo, se ale uvnitř služby rozkradly a Putin dostával o výsledku činnosti FSB zcela zkreslené informace. Podle interního zdroje dokonce Putin vydal rozkaz, aby si tankisté vzali na cestu slavnostní uniformy pro přehlídku v Kyjevě. Korupce v ruské armádě může i za neúspěch celé vojenské akce. Z desítek miliard rublů vyčleněných na Wagnerovu skupinu se k žoldákům dostala jen polovina. Ztratilo se také asi osm bilionů rublů, které byly určeny v posledních pěti letech na modernizaci armády, tedy asi čtvrtina státního rozpočtu Ruské federace. Podle informací z centrály FSB tento obludný korupční mechanismus vybudovali dva náměstci ministra obrany Sergeje Šojgu – Timur Ivanov a Ruslan Calikov. Ti pak naléhali na rozpoutání války ve víře, že "válka smaže všechny hříchy".
V reakci na neúspěch ruské invaze na Ukrajinu zahájil Putin čistky v 5. službě FSB (Služba operativních informací a mezinárodních vztahů), v jejímž rámci existuje Odbor operativních informací (DOI), který plní funkce zahraniční rozvědky speciální služby. V dubnu byl Sergej Beseda zatčen a převezen do vyšetřovací vazby v Lefortovu. Jeho případ vyšetřuje Hlavní vojenské vyšetřovací oddělení Vyšetřovacího výboru Ruské federace.

### Příprava invaze
Aby Rusko svůj krok ospravedlnilo, vytvořilo propagandistická videa, která měla dokazovat, že Ukrajina válku ve skutečnosti vyprovokovala (tzv. operace pod falešnou vlajkou). Novinářům se s pomocí veřejně dostupných zdrojů podařilo prokázat, že se často jednalo o zcela amatérsky inscenované scény – např. údajný útok na civilní auto, kde oběti byly ve skutečnosti mrtvoly z márnice se stopami po provedené pitvě. Zničený obrněný transportér údajně užitý ukrajinskými diverzanty byl typ, který ukrajinská armáda neužívala. Raketomet použitý k ostřelování pohraniční oblasti Tarasovského rajónu Rostovské oblasti byl podle geolokace umístěn v okupované Luhanské oblasti, na jižním břehu řeky Siverskij Doněck. Také dělostřelecký granát, který zasáhl mateřskou školku ve městě Stanycja Luhanska (místo ovládané v době incidentu ukrajinskými vládními silami), byl odpálen z oblasti ovládané Ruskem podporovanými separatisty.
Americká společnost Microsoft ve spolupráci s NSA, NATO, evropskými úřady a ukrajinskými kyberbezpečnostními silami pomohla zlikvidovat velký kyberútok, který na začátku Rusové chystali.
Tajemník Rady národní bezpečnosti a obrany Ukrajiny Oleksij Danilov potvrdil, že ukrajinské úřady věděly, že Rusko zaútočí, a začaly se připravovat již v listopadu 2021, ale neoznámily to, aby nevyvolaly chaos. Zaskočilo je pouze zapojení Lukašenkova Běloruska, se kterým nepočítaly.

### Jaderné odstrašení
USA v roce 2022 hned v počátku plnohodnotné invaze na Ukrajinu varovaly Rusko, že použití taktické nukleární zbraně bude znamenat okamžitý vstup USA do války, likvidaci ruské Černomořské floty a veškerých ruských pozemních a vzdušných cílů na ukrajinském území. Bývalý šéf CIA David Petraeus potvrdil, že to byl vážně míněný postoj, který zastávaly i politické špičky ve Washingtonu a postoj spojenců v Evropě by v tomto ohledu nehrál žádnou roli, a který byl sdělen Rusku před prostředníky (Čína, Indie). Americký prezident Joe Biden v té době v projevu na Valném shromáždění OSN v New Yorku obvinil Putina z „otevřeného jaderného vyhrožování Evropě“. Rusko (Putin) ve stejné době mění ruskou jadernou doktrínu a otevřeně vyhrožuje jaderným útokem na západní země, které podporují Ukrajinu.

### Chemické zbraně
Rusko používá po celý konflikt proti ukrajinským vojákům chemické zbraně, což je v rozporu s uzavřenými úmluvami.

## Průběh
Invaze probíhala v prvních fázích ostřelováním různých vojenských cílů na celém území Ukrajiny, obsazováním letišť a dalších strategických objektů. Ruská vojska či neoznačené jednotky postupovaly z východu v oblasti samozvaných separatistických republik, od jihu z okupovaného Krymu i od severu z území Ruska i Běloruska. Dne 2. března dobyla ruská vojska město Cherson, dosud největší dobyté město. V následujících dnech se konaly ve městě protesty proti okupaci, kterých se zúčastnilo několik tisíc lidí a které byly ruskými vojáky rozehnány střelbou.

Největší rozsah invaze okolo 24. března, před stažením Ruska ze severní části Ukrajiny

Mapa držení obcí a měst stranami válčícími na Donbasu. Stav: 23. srpna 2022.

Dne 26. března prohlásil generálplukovník ruského generálního štábu Sergej Rudskoj, že „v zásadě byly dosaženy cíle první fáze operace a bojové schopnosti ukrajinských ozbrojených sil byly významně oslabeny“. Rusko se poté stáhlo ze severní části Ukrajiny a soustředilo se na ovládnutí východu, tj. oblasti Donbasu.
Dne 14. dubna Ukrajina zasáhla protilodními střelami Neptun vlajkovou loď ruské černomořské floty křižník Moskva, která se následně potopila.
Dne 23. května byl v Kyjevě odsouzen první ruský voják od začátku invaze –⁠ seržant Vadim Šišimarin byl shledán vinným, že 28. února zastřelil z okna auta 62letého Ukrajince na rozkaz jiného ruského vojáka ve vsi Čupachivka na severovýchodě země. K činu se přiznal hned první den procesu.
Dne 23. června dostali obránci města Severodoněck příkaz od ukrajinského vojenského velení, aby se z města stáhli. Dne 25. června, několik měsíců po začátku těžkých bojů v této oblasti, bylo město ruskou armádou a proruskými separatisty dobyto. Dne 27. června Vojenské vzdušné síly Ruské federace provedly raketový útok na obchodní centrum v Kremenčuku, přičemž bylo zabito 18 lidí. V době útoku se v obchodním centru mělo nacházet zhruba 1000 lidí. Dne 2. července se ukrajinští vojáci stáhli z města Lysyčansk. Následujícího dne oznámil ruský ministr obrany Sergej Šojgu, že ruská armáda toto město dobyla, čímž fakticky získala kontrolu nad celou Luhanskou oblastí. Ta připadla Česku pro budoucí obnovu země.
Dne 18. srpna 2022 poradce ukrajinského prezidenta Oleksij Arestovyč uvedl, že válka je ve strategickém patu, za měsíc prý nedošlo k větším strategickým změnám.

Anektovaná území jihovýchodní Ukrajiny, červená linka značí území pod ruskou kontrolou k 30. září 2022

Dne 6. září 2022 nastala velká Charkovská protiofenzíva při které dokázali Ukrajinci dobýt zpátky celou Charkovskou oblast, včetně důležitých měst, jako jsou Izjum, Kupjansk a Balaklija. Hlavní fáze trvala šest dní a dokázalo se během ní osvobodit více než 3000 km² území.
Dne 21. září 2022 vyhlásil Putin částečnou mobilizaci, která se měla týkat až 300 tisíc lidí.
Dne 30. září 2022 se staly 4 ukrajinské oblasti z větší části okupované Ruskem (Doněcká, Luhanská, Chersonská a Záporožská oblast) součástí Ruské federace na základě referenda o připojení k Rusku. Výsledky referend a jejich průběh byly mezinárodně zpochybněny a většinou států OSN neuznány.
Dne 11. listopadu 2022 Ozbrojené síly Ukrajiny (ZSU) znovu obsadily město Cherson a další části Chersonské oblasti a Mykolajivské oblasti na pravém břehu Dněpru. Ruské ozbrojené síly se v průběhu 9. až 11. listopadu 2022 stáhly na levý břeh.
Od 5. června 2023 se spekulovalo, že začala dlouho očekávaná ukrajinská protiofenziva, tu Kyjev potvrdil až 10. června. Obě strany mají velké ztráty, ovšem v počáteční fázi je postup pomalejší než byl očekáván. Podle českého prezidenta Petra Pavla bude mít Ukrajina pouze jeden pokus na to, aby provedla zásadní protiofenzivu, další rok již hrozí, že klesne o válku zájem a bude velmi obtížné získat na další finance.
Dne 1. prosince 2023 uvedl ukrajinský prezident Volodymyr Zelenskyj, že ukrajinská protiofenziva nebyla úspěšná, odůvodnil to především nedostatkem zbraní a pozemních sil. Zelenskyj také prohlásil, že pro Ukrajinu bude jednodušší získat zpět poloostrov Krym než oblast Donbasu na východě země, Donbas je prý totiž silně militarizován a jsou tam časté proruské nálady.
Podle analytiků z amerického Institutu pro studium války (ISW) podle proslovu prezidenta Putina v prosinci 2023, Putin i nadále trvá na svých maximalistických cílech na Ukrajině, které se rovnají úplně kapitulaci Ukrajiny i Západu. Pokusil se také popřít slova amerického prezidenta Joea Bidena, který prohlásil, že Rusko v budoucnu zaútočí na některou z členských zemí NATO, Rusko prý nemá žádný důvod bojovat proti NATO. Analytici považují Putinova slova za „prázdná“, protože dříve vyhrožoval Finsku (když prohlásil, že Finsko bude mít s Ruskem po vstupu do NATO problémy) a Polsku (když prohlásil, že Rusko odpoví všemi možnými prostředky na přesun polských vojsk k hranicím s Běloruskem).
Dne 17. února 2024 ruská armáda po dlouhé bitvě dobyla Avdijivku, předměstí města Doněcku. Toto vítězství mohlo zvýšit morálku Ruska, podle některých názorů šlo však spíše o Pyrrhovo vítězství, když ruská armáda v těchto bojích ztratila přes 16 tis. vojáků a stovky kusů obrněné techniky a jejich výsledkem bylo prakticky kompletní zničení města.

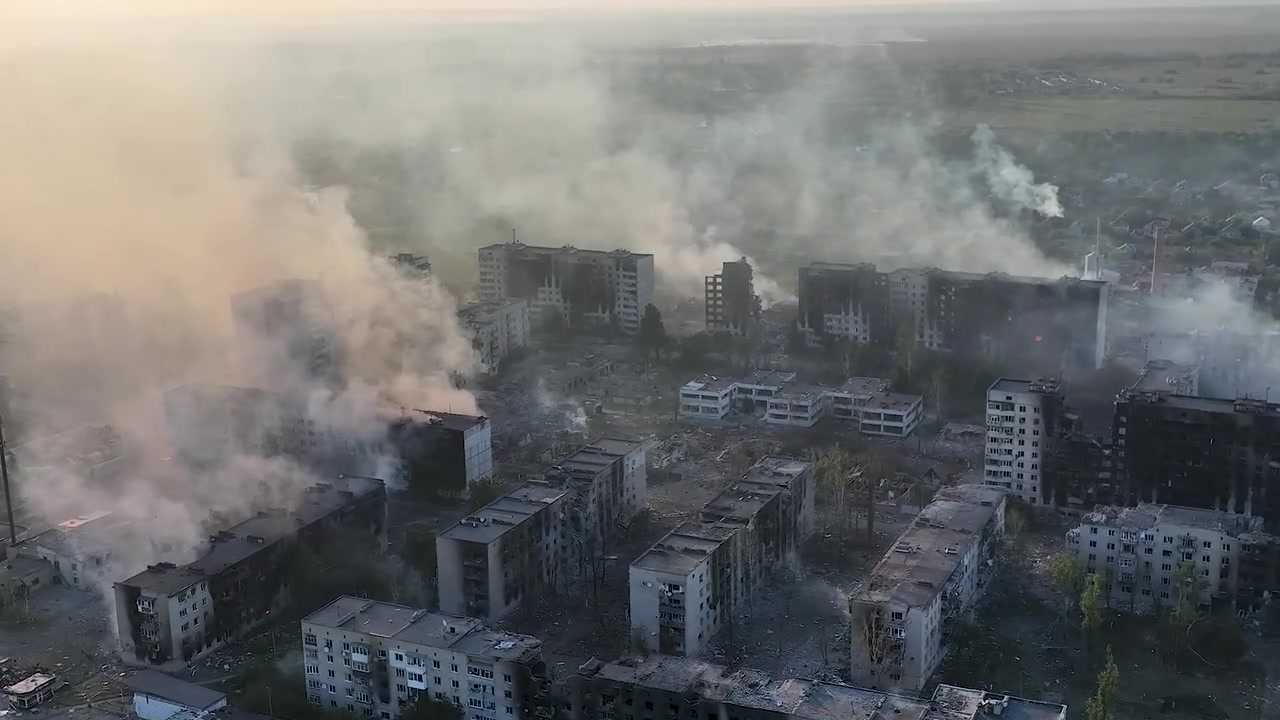
Pohled na město Vovčansk v Charkovské oblasti, kterým procházela frontová linie, červen 2024

Po půlroční republikánské blokaci poslanci v americké Sněmovně 20. dubna 2024 schválili pozměněný zákon o pomoci Ukrajině už dříve schválený Senátem. Pro Ukrajinu se počítá s přibližně 61 miliardami dolarů na vojenskou a ekonomickou pomoc Ukrajině a partnerům v regionu. Důvodem byla reálná možnost, že Evropa v případě neúspěchu Ukrajiny bude ohrožena rozpínavostí Ruska.
V květnu 2024 zahájila ruská armáda z území Ruska ofenzivu v Charkovské oblasti, jejímž cílem mělo být zřejmě dobytí Charkova. Armáda obsadila přes 10 vesnic, z oblasti bylo evakuováno přes 10 tis. obyvatel. Koncem května se postup ruské armády v této oblasti zastavil.
V dubnu 2024 ukrajinský prezident Zelenskyj podepsal nový mobilizační zákon, aby mohl být navýšen počet vojáků v ukrajinské armádě. Podepsal také zákon o snížení věku pro mobilizaci do ukrajinské armády z 27 na 25 let. V květnu 2024 nadále platilo vládní nařízení z února 2022, že ukrajinští muži ve věku od 18 do 60 let nesmí opustit Ukrajinu. Ukrajinské úřady prováděly nucenou mobilizaci v ulicích ukrajinských měst. Mnoho ukrajinských mužů se snažilo odvodům do armády vyhnout pomocí korupce.
V srpnu 2024 ukrajinská armáda zahájila první ofenzivu na území Ruska, když zaútočila na Kurskou oblast, během které obsadila mj. město Sudža. K 8. srpnu 2024 pronikla až 35 km do ruského vnitrozemí. Cíle útoku nejsou jasné.
V říjnu 2024 se do invaze na straně ruské armády zapojili vojáci ze Severní Koreje. Podle Ukrajinské vojenská rozvědky se má do bojů zapojit 12 tisíc těchto vojáků.
Bidenova administrativa koncem roku 2024 tlačila na Ukrajinu, aby snížila věk branců a začala mobilizovat mladé lidi už od 18 let, protože Ukrajina podle americké vlády už dostala potřebné zbraně, ale musí zvýšit počet vojáků, aby mohla pokračovat v boji. Od února 2025 bylo umožněno narukovat lidem ve věku 18 až 24 let.
Množily se dezerce v ukrajinské armádě a jen za rok 2024 zahájili ukrajinští vojenští prokurátoři 60 tisíc řízení s vojáky, kteří opustili pozice. Za dezerci z ukrajinské armády hrozí až dvanáct let vězení. Ukrajinský zákonodárce se znalostí armádních záležitostí odhadoval, že ke konci roku 2024 z ukrajinské armády dezertovalo až 200 000 mužů. Jednalo se často o nedávno mobilizované nováčky, ale také o vojáky vyčerpané po několika letech nepřetržitých bojů.
Začátkem roku 2025 ruské síly postupovaly na východní Ukrajině. Dne 28. dubna představitelé Severní Koreje poprvé potvrdili účast vojáků ve válce.

## Mírová jednání
Dne 28. února 2022 se ruská a ukrajinská delegace poprvé během invaze sešla na ukrajinsko-běloruských hranicích k rozhovorům, po šesti hodinách však průlom nepřinesly a obě strany se dohodly na dalším jednání. Rozhovory o příměří poté nadále pokračovaly prostřednictvím videohovorů.
Ruská strana si kladla šest podmínek: ukrajinskou neutralitu (nevstoupení do NATO), odzbrojení a nerozmisťování některých útočných zbraní v zemi, proces „de-nacifikace“, zákonná práva používání jazyka ruských menšin v zemi, uznání nezávislosti dvou separatistických republik (DLR a LLR) a uznání Krymu jako součásti Ruské federace. Ukrajinská delegace žádá příměří, okamžité stažení ruských vojsk a bezpečnostní záruky. K jistému porozumění došlo u prvních čtyř ruských požadavků, zbylé dva byly nejpalčivější problémy jednání.
Ruská strana byla do poslední chvíle v naději, že Ukrajinu dotlačí do podpisu takové dohody o příměří, kde bude obsažena neutralita Ukrajiny. Rusko bylo připraveno zakončit válku, jestli Ukrajina přijme neutralitu a dá garance, že nevstoupí do NATO. Ukrajina nepřijala mírový návrh ze dvou příčin: Zaprvé by se musela měnit ukrajinská ústava, kde je zapsáno, že se Ukrajina chystá stát členem NATO a za druhé kvůli nedůvěře k ruské straně, že splní své závazky. Kromě toho rozhodnutí Ukrajiny ovlivnil Boris Johnson, který po návratu z istanbulských mírových jednání navštívil Kyjev a vyzval, ať se nic nepodepisuje-ať se místo toho bojuje.

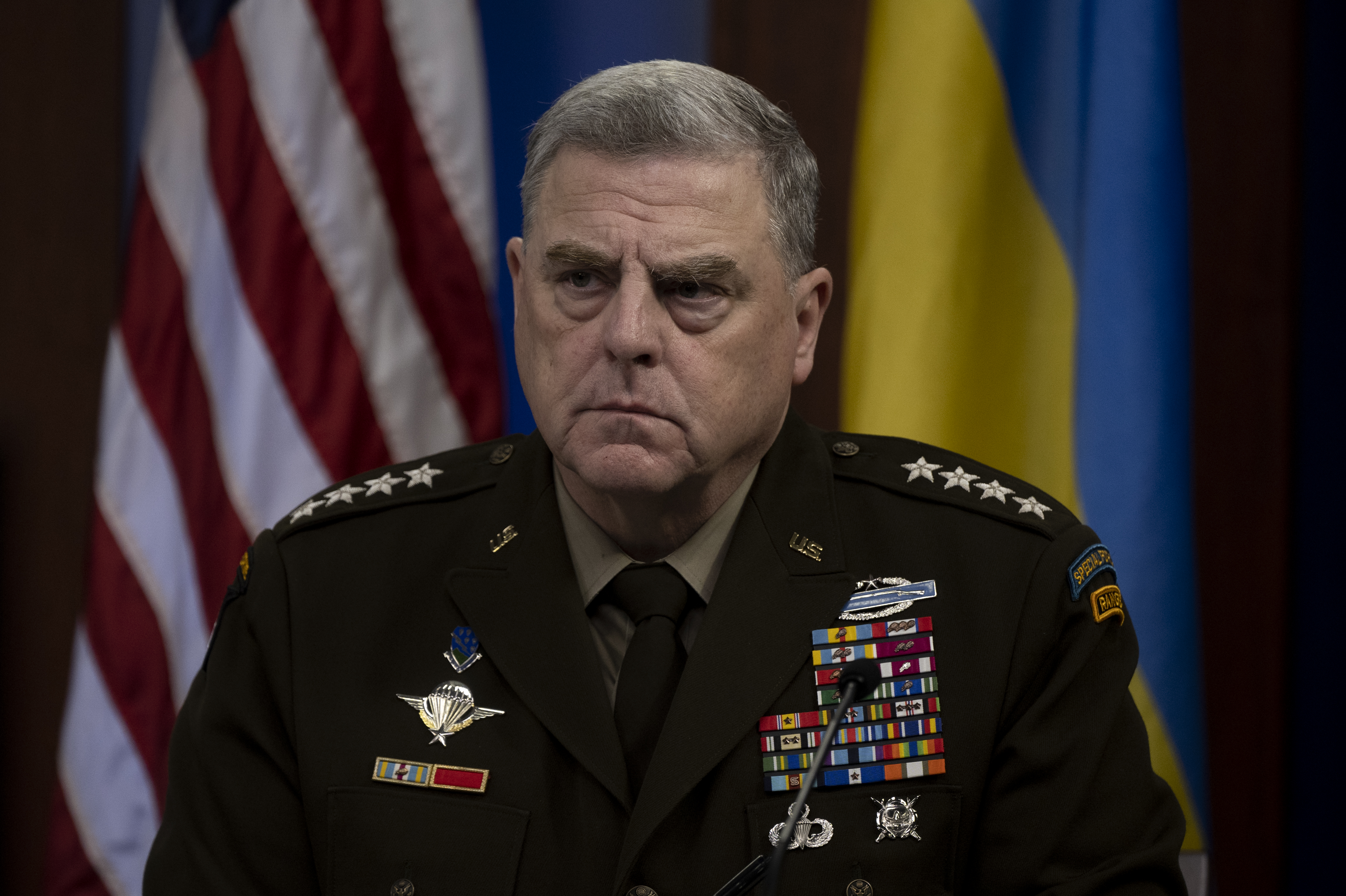
Předseda amerického sboru náčelníků štábů Mark Milley vyzval v listopadu 2022 Ukrajinu a Rusko, aby zahájily mírové rozhovory.

Jeden z pracovních dokumentů z istanbulských jednání s názvem „Smlouva o trvalé neutralitě a zárukách bezpečnosti pro Ukrajinu“ byl podepsán ukrajinskou delegací. Podle Putina byl odsouhlasen návrh této dohody, ale po stažení ruských jednotek z blízkosti Kyjeva – na žádost ukrajinské strany, aby Rusko vytvořilo podmínky pro uzavření konečné dohody – kyjevské úřady opustily všechny předchozí dohody.
V polovině března 2022 předložilo Rusko Ukrajině návrh mírové dohody, kterou připravilo už před zahájením útoku. Podle polského diplomata Jakuba Kumocha, který se zúčastnil mírových jednání mezi Moskvou a Kyjevem, byla ruská dohoda pro Ukrajinu ponižující a předem počítala s kapitulací Ukrajiny a ztrátou území, za což ale zároveň nenabízela žádné reálné záruky.
Od července 2022 ukrajinský prezident Zelenskyj odmítá jednat o příměří, Ukrajina prý musí nejprve dobýt zpět všechna ztracená území na východě země, až pak přijde čas na jednání.
Předseda sboru náčelníků štábů americké armády Mark Milley naléhal v listopadu 2022 na Ukrajinu a Rusko, aby našly „politické řešení“, a varoval, že válku na Ukrajině nelze vyhrát čistě vojenskými prostředky. Milley řekl, že je nepravděpodobné, že by Ukrajina dokázala Rusko rychle porazit, a vyzval ukrajinské vedení, aby po úspěšné ukrajinské protiofenzívě na podzim roku 2022 využilo silnou vyjednávací pozici a začalo s Ruskem jednat. Bidenova administrativa se od Milleyho slov distancovala a ujistila ukrajinskou vládu, že bude dál podporovat její válečné úsilí.

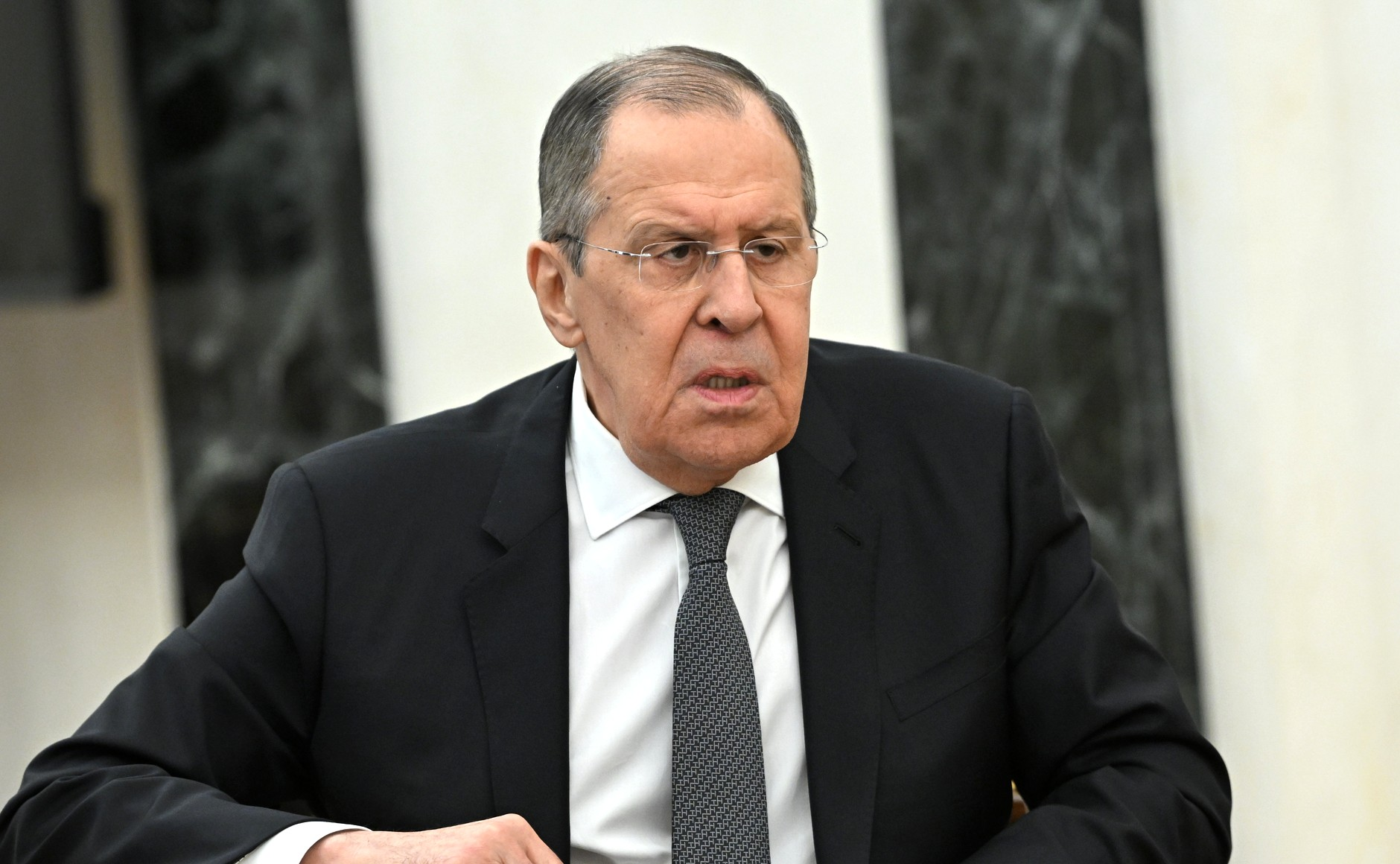
V červenci 2022 ruský ministr zahrančí Sergej Lavrov prohlásil, že cílem Ruska je svrhnout prozápadní vládu na Ukrajině, ale koncem roku 2022 řekl, že míru bude dosaženo, když Ukrajina uzná ruskou suverenitu nad anektovanou jihovýchodní Ukrajinou.

K lednu 2023 Putin uvedl jako podmínku k vážnému dialogu s Ukrajinou uznání požadavků na zohlednění nových územních skutečností.
V listopadu 2023 na summitu G20 Vladimír Putin kritizoval ukončení mírového jednání ukrajinskou stranou, apeloval na jejich obnovení a ukončení tragických válečných akcí na Ukrajině.
Dne 23. prosince 2023 deník The New York Times zveřejnil informaci, kterou získal od několika vysoce postavených amerických a ruských představitelů, kteří si přáli zůstat v anonymitě, že Putin od září 2022 několikrát tajně nabídl přes prostředníky, že je ochoten uzavřít příměří, které zmrazí válku na současných frontových liniích. Bývalý vysoký ruský představitel řekl The New York Times, že Putin byl ochoten zastavit válku na současných pozicích, ale nebyl ochoten ustoupit o jediný metr. Tajné nabídky na příměří a zmrazení konfliktu byly v roce 2023 odmítnuty Ukrajinou i Spojenými státy.
Podle průzkumu agentury STEM z ledna 2024 by více než dvě třetiny Čechů (69 %) podpořily rychlé ukončení války na Ukrajině i za cenu, že by Rusko získalo část ukrajinských území. K říjnu 2024 by si již více než polovina Rusů přála okamžitý konec války.
V květnu 2024 zveřejnila agentura Reuters informaci s odkazem na čtyři ruské zdroje z Putinova okolí, že Putin je ochoten uzavřít příměří a zastavit válku na „současné linii bojů“, ale je připraven dál bojovat, pokud Ukrajina a západní země jeho návrh na příměří odmítnou.
V květnu 2024 byl představen čínsko-brazilský mírový plán, šestibodový návrh vyzývá k okamžitému příměří, deeskalaci a obnovení přímých mírových rozhovorů mezi Kyjevem a Moskvou. Volodymyr Zelenskyj jej odmítl jako „destruktivní“. V září 2024 vyjádřilo podporu tomuto plánu i Švýcarsko.
V říjnu 2024 předložil Volodymyr Zelenskyj pětibodový mírový plán, který zahrnuje vstup Ukrajiny do NATO, posílení ukrajinské obrany a vyzbrojení ukrajinské armády, podpis dohody se Spojenými státy a dalšími spojenci, která by umožnila společné využívání ukrajinských přírodních zdrojů, přesun války na ruské území, a boj s Ruskem až do jeho porážky a vytlačení z ukrajinského území. Zelenskyj odmítl příměří s Ruskem, které by zmrazilo frontovou linii.

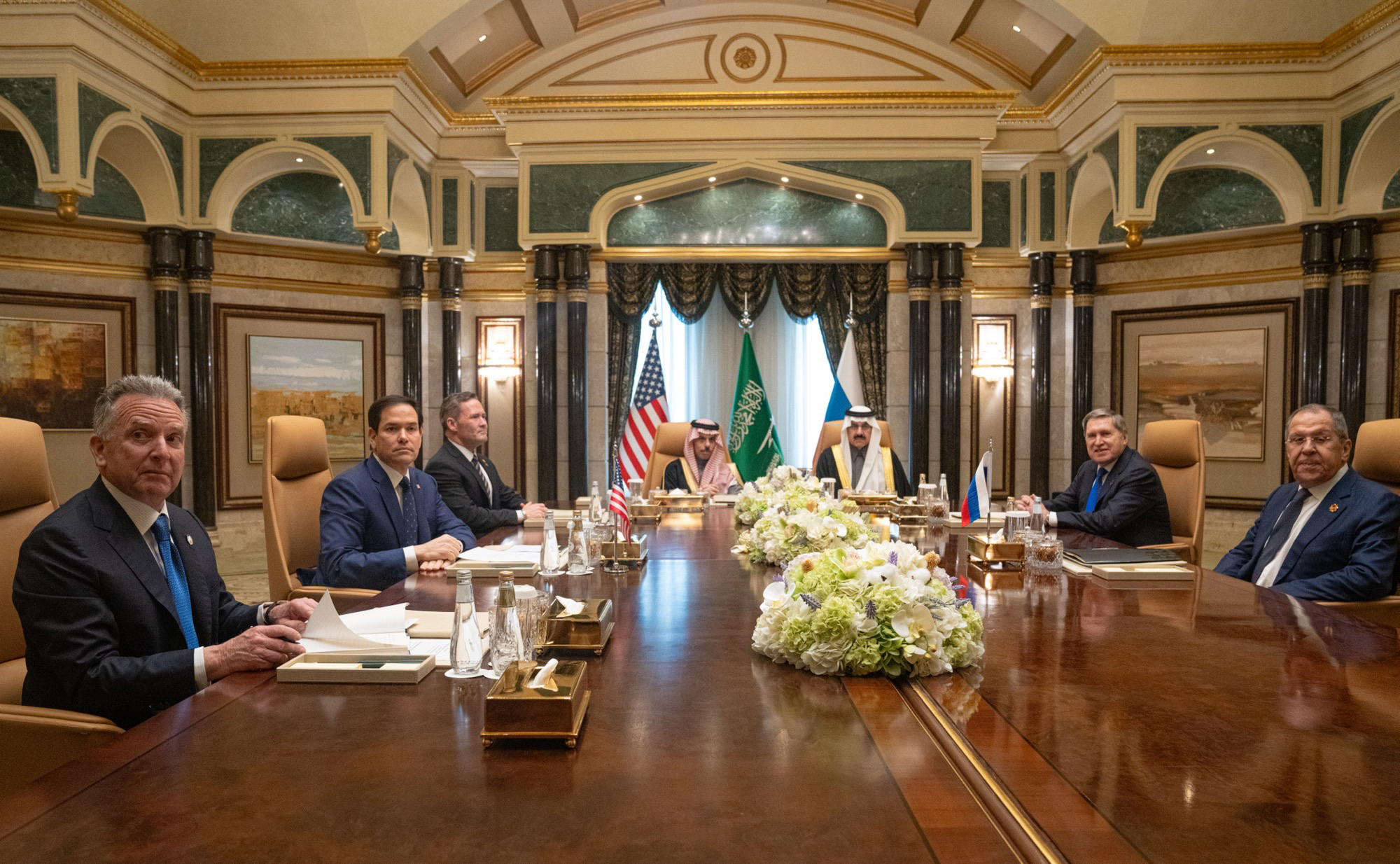
Setkání zástupců Spojených států, Saúdské Arábie a Ruska v Rijádu dne 18. února 2025

V únoru 2025 dala ukrajinská vláda a její evropští spojenci jasně najevo, že jsou znepokojeni tím, že americký prezident Donald Trump zahájil jednání s ruským prezidentem Putinem a má v úmyslu učinit ústupky Rusku. Americký ministr zahraničí Marco Rubio odmítl obavy, že by Ukrajina a Evropa byly vyloučeny z jakýchkoli budoucích mírových jednání o ukončení války na Ukrajině. Rubio řekl, že nebude jednoduché ukončit tak složitou válku, jako je tato, ale Donald Trump je jediným vůdcem na světě, který by potenciálně mohl zahájit mírový proces vedoucí k ukončení války.
Dne 18. února 2025 se americká a ruská delegace setkaly v Rijádu v Saúdské Arábii, aby jednaly o možnosti zahájit mírová jednání. Americký ministr zahraničí Marco Rubio uvedl, že cílem setkání bylo zjistit jaké má Rusko skutečné úmysly a jestli má zájem o mírová jednání. Dne 21. února americký prezident Donald Trump prohlásil, že Zelenskyj a Putin by spolu měli začít jednat o míru, aby zabránili dalšímu zabíjení mladých vojáků a smrti „milionů“ lidí.
Turecký prezident Recep Tayyip Erdoğan řekl, že Turecko by bylo „ideálním hostitelem pro případná jednání mezi Ruskem, Ukrajinou a Spojenými státy“, s tím, že Rusko i Ukrajina považují Turecko za „spolehlivého prostředníka“.
V Bílém domě se 28. února 2025 sešli prezidenti Volodymyr Zelenskyj a Donald Trump s viceprezidentem J. D. Vance za účelem podpisu dohody o těžbě nerostů americkými firmami na Ukrajině, čímž Trump podmínil další pomoc USA. Téměř hodinová schůzka skončila roztržkou, při které Američané vyčetli Zelenskému nedostatek úcty. Následně došlo z rozhodnutí Trumpa k zastavení americké pomoci Ukrajině i sdílení informací. Trump mluvil o 500 miliardách, které USA investovaly do Ukrajiny a které by chtěl pro USA získat zpět pomocí fondu na těžbu. Zelenskyj poté znovu potvrdil ochotu podepsat dohodu, přestože výše pomoci USA byla zpochybněna. Ukrajina deklarovala připravenost na pozastavení bojů na 30 dní ve vzduchu, na souši i na moři.
Dne 18. března 2025 se uskutečnil telefonní rozhovor Trumpa a Putina, při kterém Putin přislíbil okamžité zastavení útoků na energetickou infrastrukturu. Útoky však pokračovaly.

## Kybernetická válka

### Útoky z Ruska a Číny

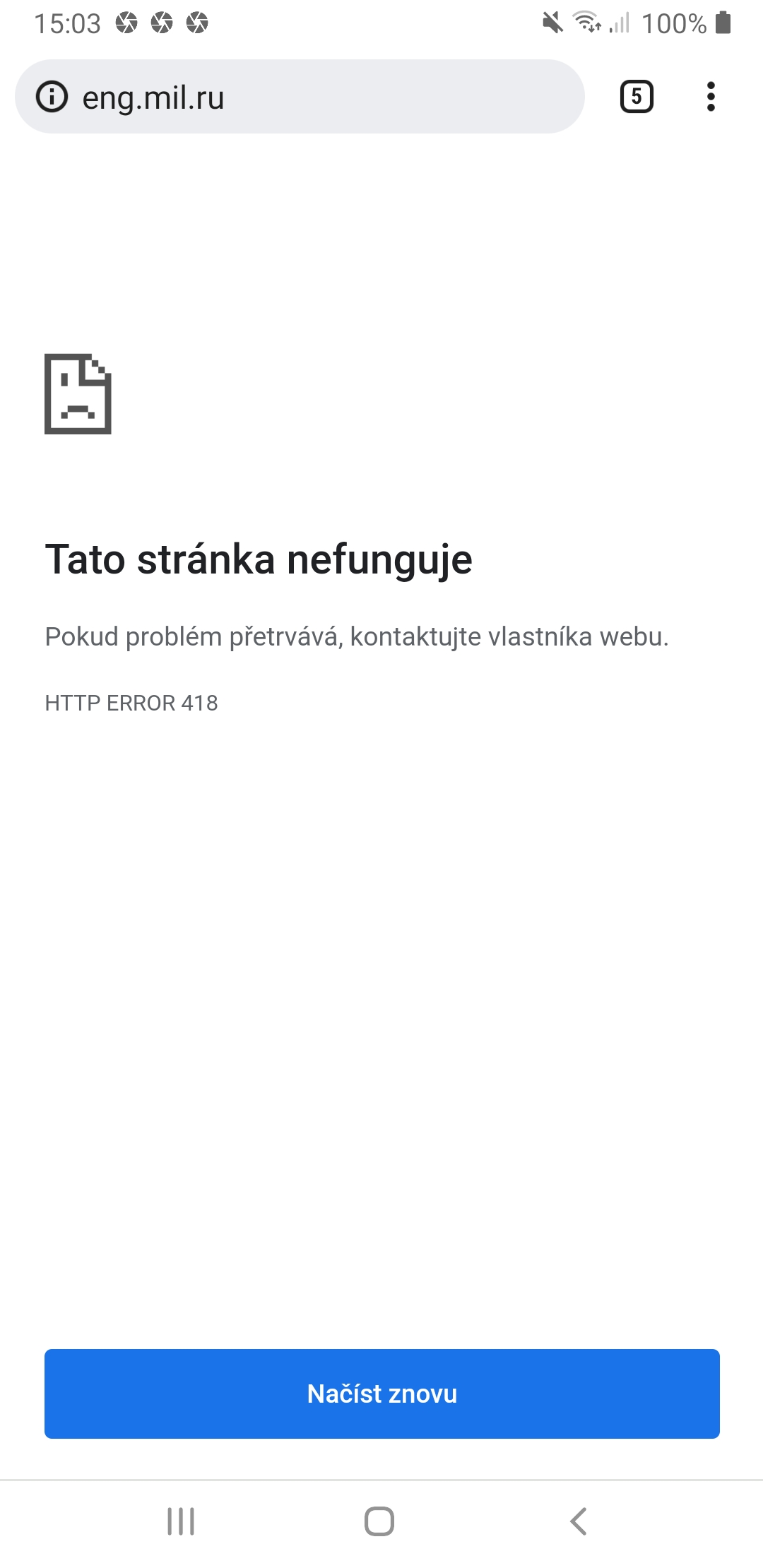
Anonymous pomocí DDoS útoku odstavil webové stránky ministerstva RF.

Deník The Times zveřejnil informaci, že v době od skončení Olympijských her v Pekingu do začátku ruské invaze na Ukrajinu podnikli čínští hackeři asi 600 útoků na ukrajinské weby spojené s ministerstvem obrany Ukrajiny, jadernými zařízeními a dalšími úřady. Účelem útoku bylo získat nebo zničit data, ale ukrajinští odborníci tvrdí, že žádný z útoků nebyl úspěšný. Ukrajinská rozvědka původ útoků nekomentovala, ale zdroje z amerických zpravodajských služeb potvrdily, že za kybernetickými útoky stojí čínští hackeři.
Z dat, která získal bezpečnostní systém Turris Sentinel a hardwarový firewall Turris Shield, které provozuje správce české národní domény CZ.NIC, ruští hackeři zkoušeli zranitelnost ukrajinských cílů na webu už 36 hodin před invazí. Během přibližně dvou hodin zachytila asi čtvrtina routerů, které sdílejí data se systémem Turris Sentinel, snahy o hledání míst napadnutelných následným útokem, pocházející z Ruska.
Útoku ruské armády předcházel 23. února 2022 kybernetický útok typu DDoS. Od 16:30 kyjevského času byly nedostupné webové stránky ukrajinského parlamentu, ministerstva zahraničních věcí a Rady ministrů (včetně všech stránek jednotlivých ministerstev) a Bezpečnostní služby Ukrajiny. Internetové stránky Rady ministrů byly znovu spuštěny přibližně v 17:10 místního času; většina ostatních stránek byla spuštěna do dvou hodin po útoku. Nezávislý výzkumník hrozeb Snorre Fagerland ve spolupráci s Bellingcat a The Insider určil jako zdroj útoku webovou službu, která zřejmě slouží jako řídicí a kontrolní centrum a která sehrála roli v minulých kybernetických útocích spojených s ruskými státními zájmy. Použitý malware má souvislost s předchozími kybernetickými útoky na ukrajinskou vládu z dubna 2021 a také na gruzínskou vládu a předběžně je připisován hackerskému oddělení ruské vojenské rozvědky (GRU), známému jako APT28 nebo Fancy Bear.
V den útoku Ruska na Ukrajinu byl hackerským útokem zasažen satelitní internet KA-SAT, jehož prostřednictvím EuroSkyPark připojuje k síti až 5800 německých větrných elektráren Enercon s výkonem okolo 11 GW. Větrné elektrárny po výpadku spojení přešly do automatického režimu a nadále vyrábějí elektřinu, nelze je ale dálkově monitorovat a ovládat. 3. března na tiskové konferenci francouzského ministerstva ozbrojených sil generál Michel Friedling potvrdil, že proti satelitnímu systému KA-SAT byl veden kybernetický útok a jeho zákazníci jsou stále bez konektivity. Americká společnost Viasat, která vlastní satelity, poskytla 30. března nové podrobnosti o způsobu provedení kybernetického útoku, který je dosud největším známým útokem v rámci války. Útok postihl uživatele od Polska po Francii, vyřadil z provozu vzdálený přístup k tisícům větrných turbín ve střední Evropě. Na Ukrajině v prvních hodinách ruské invaze způsobil značnou ztrátu komunikace. Útok v časných ranních hodinách 24. února na satelitní síť KA-SAT začal distribuovaným útokem typu DDoS („denial-of-service“), který vyřadil z provozu velké množství modemů. Poté přešel k destruktivnímu útoku, při němž škodlivá aktualizace softwaru distribuovaná v síti vyřadila z provozu desítky tisíc modemů v celé Evropě tím, že přepsala jejich vnitřní paměť. Viasat svým zákazníkům v Evropě, z nichž většina využívá službu pro širokopásmový přístup k internetu pro domácnosti, zaslala 30 000 náhradních modemů. Nejvyšší ukrajinský představitel pro kybernetickou bezpečnost Victor Shora uvedl, že nemá informace o tom, zda byla služba obnovena, a nedokázal říci, které ukrajinské agentury mimo armádu byly postiženy. Ze smluv však vyplývá, že mezi zákazníky, mezi nimiž jsou i policejní orgány a obce, je i ukrajinská agentura Shora, Státní služba pro speciální komunikace.
Antivirová společnost ESET uvedla 1. března, že stovky zařízení na Ukrajině byly napadeny těsně před vpádem ruských vojáků do země destruktivním virem nazývaným HermeticWiper. Analýzou malwaru zjistila, že vznikl již 28. prosince 2021 a útok byl připravován nejméně 2 měsíce předem. S ukrajinskou vládou spolupracují bezpečnostní experti společnosti Microsoft. Na ruské straně pracuje více hackerských skupin – uskupení Conti, běloruské UNC1151, skupina SandWorm (patrně organizovaná přímo ruským státem) a TheRedBanditsRU.
Nezávislý ukrajinský web Suspilne, který nepřetržitě informuje o situaci během ruské invaze na Ukrajinu oznámil 1. března, že byl terčem útoku počítačovým virem, který maže data. Ve stejnou dobu byl rušen signál satelitního vysílání UA: Pershiy. Ruští hackeři znovu napadli stránky ukrajinského zpravodajského webu Suspilne News 8. března v 10.51. Suspilne pokračuje v poskytování informací na sociálních sítích: Telegram, Facebook, Instagram, YouTube, Viber a také na Twitteru.
Ruští hackeři na napadení ruských vládních webů 16. března reagovali napadením ukrajinské státní televize, kam na lištu vpašovali falešnou výzvu prezidenta Zelenského, aby Ukrajinci složili zbraně. Ten to komentoval jako dětinskou provokaci a vzkázal ruským vojákům aby složili zbraně a vrátili se domů.
Na finanční instituce na Ukrajině byl podniknut útok novým druhem viru, označovaným CaddyWiper, který se snaží ničit data. Při šíření škodlivého kódu byl zneužit mechanizmus pro hromadnou konfiguraci operačního systému Windows.
Do kybernetické války proti Západu se zapojili také čínští hackeři ze skupiny Mustang Panda. Jejich hackerské nájezdy cílí na evropské diplomatické subjekty, a to včetně jednotlivců zapojených do služeb pro uprchlíky a migranty. Český Národní úřad pro kybernetickou a informační bezpečnost (NÚKIB) už od konce února varuje, že hrozba kybernetických útoků a kyberšpionáže platí i pro české subjekty.
Dne 19. března oznámila Státní služba pro speciální komunikaci a ochranu informací Ukrajiny, že od 15. února bylo na Ukrajinu ruskými hackery podniknuto více než 3 000 útoků DDoS. Dosavadní rekord činil 275 útoků DDoS za den. Nejsilnější útok ve své špičce přesáhl 100 Gb/s. Hackeři útočí především na informační zdroje státních úřadů, institucí a společností ve finančním a telekomunikačním sektoru. Všechny služby však fungují a jsou uživatelům k dispozici. Poskytovatelé a operátoři se potýkají s kybernetickými útoky na své sítě. 28. března byl z Ruskem okupovaných území podniknut kybernetický útok na ukrajinského poskytovatele telekomunikačních služeb Ukrtelecom. Předcházela mu přípravná fáze, během které se hackeři snažili analyzovat, jak je uspořádána IT infrastruktura poskytovatele. Druhou fází byl kybernetický útok z 28. března, během kterého se hackeři pokusili vyřadit zařízení a služby společnosti a získat kontrolu nad sítí a zařízením společnosti Ukrtelecom. Tento útok IT specialisté společnosti Ukrtelecom odvrátili tím, že dočasně omezili přístup ke službám pro soukromé uživatele a firmy. Uživatelská data nebyla v důsledku kybernetického útoku poškozena ani ohrožena.
Check Point zveřejnil detaily o struktuře a fungování známé ruské ransomwarové skupiny Conti, která může mít vazby na tamní zpravodajské služby. Conti navenek operuje jako klasická high-tech společnost s jasnou řídící, finanční i personální strukturou, ale podniká ransomwarové útoky na desítky organizací včetně kritické infrastruktury a zdravotnictví a vymáhá výkupné. Přitom její zaměstnanci, placení z výnosu této trestné činnosti ani nemusejí vědět, že se podílejí na kyberzločinech.
Ředitel FBI Christopher Wray oznámil, že Federální úřady USA zlikvidovaly botnet, který byl řízen ruskou vojenskou zpravodajskou službou GRU. Botnet, který v tomto případě zahrnoval tisíce infikovaných síťových hardwarových zařízení, byl zneškodněn dříve, než mohl způsobit škodu.

### Útoky na Rusko
Druhý den konfliktu se ve velkém rozběhly kybernetické útoky proti Rusku. Ukrajina kvůli hrozbě ruské hybridní války začala ve velkém rekrutovat hackery. Představitelé ukrajinského ministerstva obrany požádali hackerské podsvětí o pomoc při posilování kybernetické bezpečnosti. Spoluzakladatel kyjevské společnosti Cyber Unit Technologies zabývající se kybernetickou bezpečností Jegor Aušev, sdělil, že budou provádět digitální špionáž proti ruským silám, zatímco defenzivní dobrovolníci pomohou chránit infrastrukturu země. Skupina IT dobrovolníků, která si říká IT Army of Ukraine, má více než 230 000 příznivců na Telegramu a tipuje cíle, na které mají hackeři zaútočit, jako jsou ruské banky a burzy kryptoměn.
Hackerská skupina Anonymous v nočních hodinách 24. února oznámila na twitterovém účtu, že oficiálně vstupuje do kybernetické války s Ruskem a ráno 25. února oznámila, že vyřadila z provozu zpravodajskou stanici RT (dříve Russia Today). Cílem hackerských útoků se staly rovněž weby Kremlu, ruské vlády a ministerstva obrany. Hackeři vyslovili své přesvědčení, že Ukrajina je demokratická země napadená fašistickou diktaturou a nejde o bitvu mezi NATO a Ruskem, ale o boj demokracie s fašismem. K blokování webů pro ruské klienty i firmy vyzývali rovněž čeští programátoři a zveřejnili skript, který umožní všem správcům webových stránek zablokovat přístup ruským uživatelům. Dne 8. března byl web projektu asi hodinu terčem masivního hackerského útoku typu DDoS. Do projektu, který ruským uživatelům zobrazuje ukrajinskou vlajku a požadavek zastavit ruskou agresi proti Ukrajině, je zapojeno 16 580 webů. Hackerská skupina Anonymous 26. února vyřadila weby šesti ruských státních institucí, včetně cenzurního úřadu Roskomnadzor. Na Twitteru zveřejnila video s ruskými televizními stanicemi vyhrávajícími ukrajinskou hymnu.
Skupina Anonymous mobilizovala pro válku s Putinovým režimem hackery po celém světě a 27. února vyslala následující vzkaz přímo Putinovi: „Pokud budete pokračovat v této cestě, ztratíte podporu ruských občanů, ostatní země světa s vámi odmítnou spolupracovat a budete čelit bezprecedentním kybernetickým útokům ze všech koutů světa. Členové Anonymous vyhlásili vašemu agresivnímu režimu kybernetickou válku a v posledních několika dnech vyřadili z provozu řadu vládních webových stránek. Několik vyřazených webových stránek je však pouze začátek. Brzy pocítíte hněv světových hackerů, z nichž mnozí pravděpodobně pocházejí z vaší země. Vaše tajemství již nemusí být v bezpečí a existuje možnost, že budou napadeny klíčové součásti vaší vládní infrastruktury. Nyní, s invazí na Ukrajinu, se začínají do popředí dostávat předchozí invaze do Gruzie a na Krym a ukazují jasnou strategii Ruska, jak znovu získat oblasti, které kdysi držel Sovětský svaz. Sovětský svaz před mnoha lety selhal a svět na brutalitu tohoto režimu nezapomněl. Lidé na celém světě se vám budou bránit na každém kroku. Tuto válku nemůžete vyhrát bez ohledu na to, jak mocní si myslíte, že jste.“
Facebook, YouTube a čínský TikTok zablokovaly 2. března vysílání proruských médií RT a Sputnik. Microsoft jako globální společnost uvedl, že má jen omezené možnosti jak sankcionovat Rusko. Aby zabránil šíření ruské propagandy, zablokoval na svých webových stránkách státem sponzorovaný obsah televizí RT (Russia Today) a Sputnik a zároveň odstranil zpravodajské aplikace RT z obchodu Microsoft Store. Bezpečnostní experti Microsoftu spolupracují s ukrajinskou vládou, aby jí pomohli odrážet kybernetické nájezdy hackerů, kterých během prvních tří dnů bojů přibylo o 196 %. Anglická softwarová společnost INSYDIUM, jejíž pluginy užívají i ruské banky, zablokovala hned po vpádu ruských vojsk bez varování všem ruským uživatelům licence na své aplikace, což způsobilo nefunkčnost některých směnárenských aplikací a nemožnost vybrat si peníze.
Hackerské skupině NB65, která je k Anonymous přidružená, se v noci na 2. března podařilo vyřadit z provozu počítačové systémy kontrolního centra ruské vesmírné agentury Roskosmos. Jejím prostřednictvím jsou řízeny i špionážní satelity, které jsou pro Moskvu při útoku na Ukrajinu klíčové. Ruská strana to nepotvrdila, ale hackeři na Twitteru zveřejnili snímky z administračního rozhraní serverů, které potvrzují, že jsou skutečně mimo provoz. Útok nakonec potvrdil šéf agentury Dmitrij Rogozin, který kybernetický nájezd odsoudil. Podle ruské státní agentury TASS navíc požaduje potrestání hackerů.
Ukrajinský zpravodajský web Ukrajinska pravda 2. března uvedl že ukrajinské Centrum obranných strategií získalo osobní údaje 120 000 ruských vojáků bojujících na Ukrajině. Záznamy obsahují jména, adresy, čísla pasů, názvy jednotek a telefonní čísla. Web nyní tyto údaje volně sdílí na svých internetových stránkách, ale nebylo možné je ověřit.
Dne 4. března ohlásili hackeři hnutí Anonymous, že se jim už podařilo napadnout 2 500 webových stránek ruské a běloruské vlády, státních médií, bank, nemocnic, letišť, společností a proruských hackerských skupin, nejčastěji útoky typu DDoS. Na opačné straně stojí hackeři TheRedBanditsRU, kterým se podařilo proniknout do kamerového systému ukrajinských policistů.
Dne 5. března ohlásili hackeři hnutí Anonymous, že se jim podařilo napadnout stránky ruské Federální bezpečnostní služby. Webové stránky FSB nejsou přístupné, místo toho se na nich zobrazuje chybové hlášení.
Ministerstvo pro digitalizaci a média Ruské federace vydalo rozhodnutí, že země se 11. března odpojí od světového internetu. Dosáhne tak téměř absolutní kontroly nad tím, jaké informace občané Ruska dostávají. Druhým cílem opatření je ubránit se dalším kybernetickým útokům, jaké provedli např. hackeři hnutí Anonymous. Tyto anonymní volně spolupracující skupiny mnoha hackerů po celém světě nemusí být nutně soukromé, ale mohou skrývat operace jiných hackerů, včetně státních ze zemí NATO, nebo dokonce Číny, Indie a Izraele. Skupina Anonymous byla schopná napadnout i ruské systémy navádějící rakety dlouhého doletu na cíl a soustředěné kybernetické útoky by mohly Rusko velmi citelně oslabit.
Dne 10. března zveřejnili hackeři z Anonymous více než 360 000 utajovaných dokumentů (balík dat o velikosti 820 GB), které získali proniknutím do databáze ruského cenzurního úřadu Roskomnadzor. Uniklá databáze obsahovala i čerstvé dokumenty, některé nesly razítko 5. března 2022. Dokumenty byly volně přístupné na internetu, očekáválo se, že jejich analýza potrvá minimálně několik dní či týdnů.
V neděli 13. března skupina Anonymous napadla německou pobočku ruské firmy Rosněfť Rosneft Deutschland a z laptopů zaměstnanců zcizila 20 TB dat. Zároveň na dálku vymazala obsah na 59 telefonech i dalších zařízeních. Předsedou dozorčí rady této firmy je Gerhard Schröder, který je terčem kritiky pro blízké vztahy s Putinem i pro jeho postoj k invazi Ruska na Ukrajinu.
Hackerská skupina GhostSec, která je součástí hnutí Anonymous, získala přístup k několika stovkám ruských vládních i vojenských tiskáren. Začala na nich tisknout protiválečný vzkaz Rusům, který končí slovy: „Sláva Ukrajině! Bůh žehnej Ukrajincům a Rusům. Nechte ruskou vládu zažít, co Ukrajinci zažívají každým dnem.“
Hackeři Anonymous napadli ruské Ministerstvo pro mimořádné situace. To na svých webových stránkách v noci na 17. března v ruštině zobrazovalo návštěvníkům informace, že na Ukrajině zuří ničivá válka, při které umírají vojáci na obou stranách a informace o tom, že ruská média jsou pod přísným dohledem ruského cenzurního úřadu Roskomnadzor, a proto nemohou o ruské agresi na Ukrajině informovat objektivně. Podle agentury TASS si ruské ministerstvo pro digitální rozvoj stěžuje, že Rusko čelí bezprecedentním kybernetickým útokům. Napadeny už byly webové stránky Kremlu, dopravce Aeroflot či banky Sberbank.
Hackeři skupiny squad303, která se hlásí k hnutí Anonymous, zřídili speciální webovou stránku 1920.in, prostřednictvím které může kterýkoli běžný uživatel internetu Rusům rozesílat zprávy. Díky tomu, že o projektu informovala přední světová zpravodajská média, bylo tak odesláno k 17. březnu už 30 milionů zpráv. Ve zprávě rozesílané na čísla mobilních telefonů stojí: „Vaše média jsou cenzurována, Kreml vám lže. Zjistěte pravdu o Ukrajině. Je čas svrhnout diktátora Putina!“
Hackeři Anonymous 20. března napadli stránky ruské státní korporace pro atomovou energii Rosatom, poslali pozdrav Putinovi a zveřejnili gigabajty dat. Hackeři se také nabourali do populární ruské sociální sítě Vkontakte a jejím uživatelům poslali zprávu, ve které se uvádí, že Rusko napadlo Ukrajinu a 25 dní ostřeluje naše města. Zpráva uvádí počet mrtvých Ukrajinců i ztráty útočníků. Autoři zprávy vyzývají Rusy, aby vyšli na náměstí svých měst a požadovali zastavení války a Putinovo odstoupení. Zároveň byli uživatelé upozorněni, že sociální síť byla napadena hackery a veškerá data a korespondence byly předány příslušným orgánům. Ti, kteří mají na svých profilových fotografiích symbol „Z“, mohou být považováni za zločince a zařazeni na seznam mezinárodně hledaných osob. V budoucnu mohou být zadrženi v kterékoli zemi na světě.
Hackeři Anonymous dali 21. března lhůtu 48 hodin všem západním firmám, které dosud nepřerušily své aktivity v Rusku a varovali, že musí Rusko opustit, jinak se stanou terčem hackerů. Na fotografii, kterou zveřejnili Anonymous, jsou loga 41 společností, včetně Burger King, Cargill, Nestlé a dalších, které podle nich financují ruskou armádu a nesou vinu za utrpení Ukrajinců. Hned následujícího dne hackeři z KelvinSecurity Group, kteří se hlásí k Anonymous, hrozbu podpořili zveřejněním 10 GB dat zahrnujících e-maily, hesla, obchodní partnery, atd. firmy Nestlé. 23. března na hrozbu reagovala firma Bridgestone a oznámila ukončení svých aktivit v Rusku.
Hackeři Anonymous oznámili 22. března, že získali přístup k aktivům Ruska po celém světě ve výši více než 17 miliard amerických dolarů.
Hackeři Anonymous oznámili 23. března, že pronikli na web ruské Federální služby pro dozor v oblasti školství a vědy (Rosobrnadzor), provedli tzv. defacement a umístili tam ukrajinskou vlajku a vzkaz ruskému prezidentovi – Killer Putin, Fuck Putin!
Hackeři Anonymous oznámili 24. března, že se jim podařilo získat data Ruské centrální banky a mají v úmyslu zveřejnit několik desítek tisíc interních dokumentů, včetně tajných dohod. Zároveň zahájili útoky na západní firmy, které odmítají ukončit svou činnost v Rusku, a napadením prostřednictvím DDoS vyřadili tři ruské weby – největšího světového prodejce sportovního zboží Decathlon, francouzského prodejce pro domácí kutily a zahradnictví Leroy Merlin a francouzské nadnárodní maloobchodní skupiny Auchan. Přitom opakovali svou výzvu západním firmám, které ještě v Rusku působí, aby tam okamžitě ukončily činnost. Zveřejnili seznam dalších potenciálních cílů, mezi kterými jsou firmy Lenovo, MSI, Acer, Asus, Deutsche Telekom, Knauf, Geberit, Metro, Emirates či Raiffeisenbank. Na varování hnutí Anonymous reagovala americká softwarová společnost Teradata a také švýcarská firma Geberit a ukončila v Rusku podnikání.
26. března napadli hackeři IT infrastrukturu ruských leteckých úřadů. Ruský úřad pro civilní letectví Rosaviatsia přišel o přibližně 65 terabajtů dat. Podle Rosaviatsia se ztratily všechny dokumenty, pošta, soubory na serverech, registr letadel a leteckého personálu, byl odstraněn systém veřejných služeb. Ztratily se všechny příchozí a odchozí dopisy za období 1,5 roku.
Hackeři Anonymous zveřejnili 4. dubna nový seznam společností, které obcházejí sankce a nadále podnikají v Rusku. Oznámili, že po masakru civilistů v Buče budou tyto firmy terčem kybernetických útoků v rámci kampaně #OpRussia. Na seznamu jsou společnosti jako Lenovo, Acer, Asus, Atos, Check Point, Emirates Airlines, Huawei, Kery Group, Metro AG, MSI, Raiffeisen Bank, Ritter Sport, Turkish Airlines, Tencent či Xiaomi.
Hackerům ze skupiny Black Rabbit, která se hlásí k Anonymous, se podařilo proniknout do počítačových systémů, které řídí bezpečnostní kamery v sídle ruského prezidenta a zveřejnili minutové video, které zachycuje Kreml i s jeho pracovníky z různých místností.
Hackeři Anonymous zveřejnili 8. dubna 437 500 firemních e-mailů, které se jim podařilo stáhnout z napadených serverů ruské ropné a plynárenské společnosti Aerogas, těžební společnosti Forest a petrohradského obchodního centra Petrovsky Fort. U Aerogasu jde o balík 145 GB dat a zhruba 100 tisíc e-mailů.

### Útoky na Čínu
Hackeři z hnutí Anonymous napadli počítačové systémy čínské investiční banky UBS Securities. Čínu považují za legitimní cíl kvůli jejímu liknavému postoji k ruské invazi na Ukrajinu. Do kybernetické války se už v březnu zapojili phishingovými útoky členové čínské hackerské skupiny Mustang Panda, kteří napadají služby pro uprchlíky a migranty z Ukrajiny v evropských zemích.

## Dezinformace šířené Ukrajinou
Jedním z aspektů ukrajinské propagandy je potřeba vyvolat emocionální odezvu ukrajinské i světové veřejnosti pomocí extravagantních a dramatických válečných příběhů, jako jsou například příběhy o Kyjevském přízraku, o ukrajinském důchodci, který údajně obyčejnou puškou sestřelil ruský stíhací bombardér Suchoj Su-34, nebo o ukrajinské babičce, která údajně otrávila osm ruských vojáků palačinkami.

## Dezinformace šířené Ruskem
Putinovo zdůvodnění invaze, že se Rusko „speciální vojenskou operací“ brání před napadením „nacistickou“ Ukrajinou a snaží se chránit ruskojazyčné obyvatelstvo na východní Ukrajině, je považováno za propagandu a dezinformace, které byly určené především pro domácí ruské publikum. Ve svém projevu oznamujícím invazi Putin také nepravdivě tvrdil, že NATO na Ukrajině vybudovalo vojenskou infrastrukturu a ohrožovalo Rusko. Podle pozdějšího tvrzení „Rusko zabředlo do Západem uměle vytvořeného konfliktu na Ukrajině.“ Ministr zahraničí Lavrov to interpretoval slovy: „na Ukrajinu jsme nezaútočili. Vznikla tam situace, která přímo ohrožuje bezpečnost Ruské federace.“ Podobně Putin zamlžoval fakta už při anexi Krymu roku 2014 a teprve později přiznal, že na Krym poslal armádu „pod záminkou ochrany vojenských objektů“. Jevgenij Prigožin naopak v červnu 2023 prohlásil, že „údajná genocida ruských obyvatel v Donbasu a Luhansku je mýtem“, „Ukrajina osm let nebombardovala Doněck, pouze ruské pozice. Ukrajina se nechystala zaútočit na Rusko s vojáky NATO, ruské ministerstvo obrany klame veřejnost i prezidenta. Donbas byl od roku 2014 plundrován Rusy a válka v roce 2022 začala z úplně jiných důvodů, než které byly veřejnosti inzerovány.“.

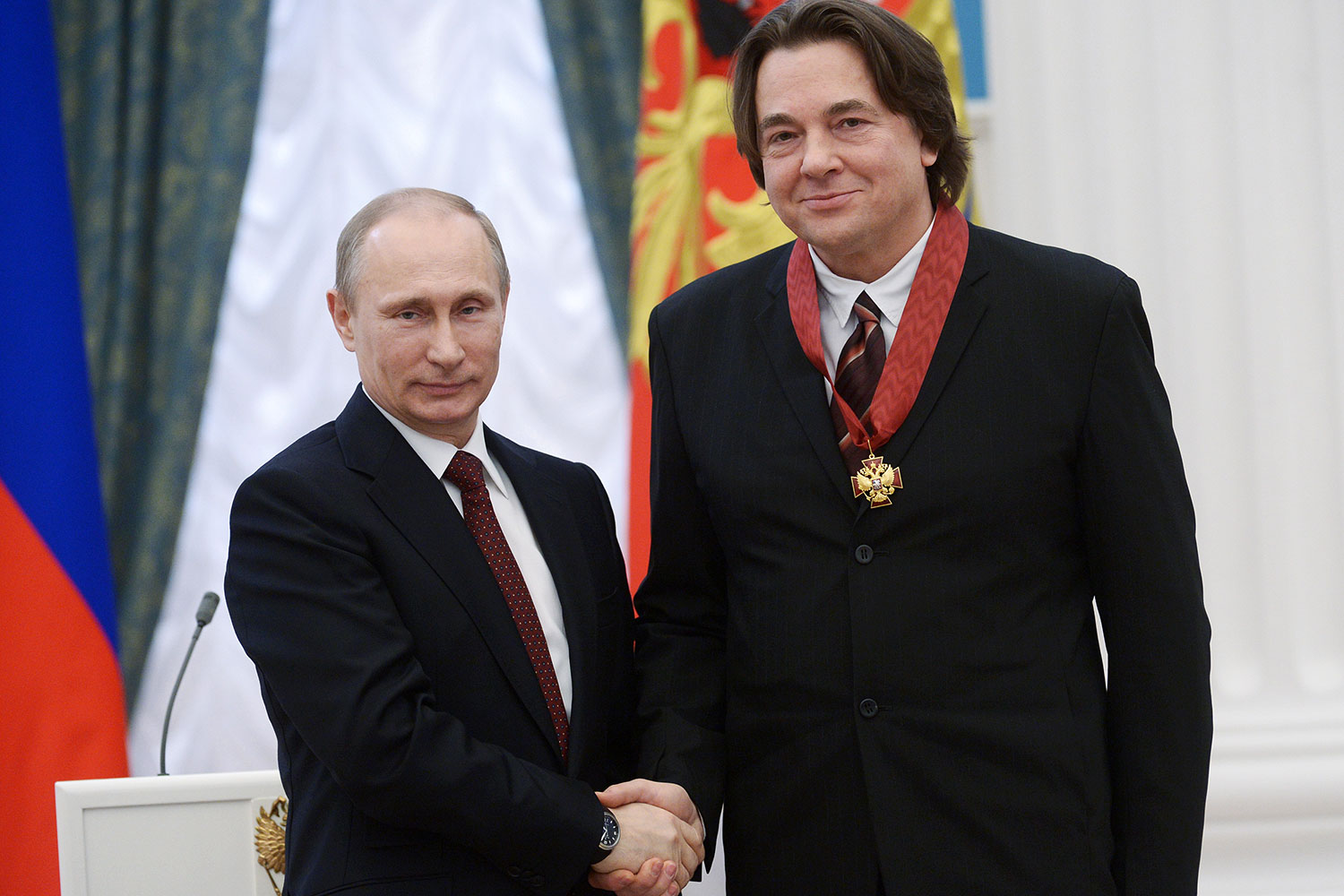
Putin a Konstantin Ernst, šéf státem kontrolované televizní stanice První kanál. Asi 85 % Rusů získává většinu informací z ruských státních médií, které šíří propagandu a dezinformace.

Putin tvrdil, že během války na Donbase se Ukrajina od roku 2014 dopouštěla genocidy na ruskojazyčném obyvatelstvu Donbasu, a ruská invaze na Ukrajinu měla za cíl tuto genocidu zastavit. Kremelská propaganda, která byla namířená především na domácí ruskou veřejnost, ale měla vliv i mimo hranice Ruska, hovořila o osmi letech genocidy ruskojazyčných obyvatel Donbasu. Podle Úřadu vysokého komisaře OSN pro lidská práva zahynulo během války na Donbase 6500 ozbrojených proruských separatistů, 4400 ukrajinských vojáků a 3404 civilistů na obou stranách frontové linie. Naprostá většina civilistů zahynula během prvního roku bojů. V roce 2019 zahynulo na Donbase v důsledku války 27 civilistů, v roce 2020 došlo k 26 úmrtím a v roce 2021 k 25 úmrtím, z čehož více než polovina byla v důsledku exploze min a nevybuchlé munice.
Putinova slova o snaze „ochránit“ ruskojazyčné obyvatele na Ukrajině byla v přímém rozporu se skutečností, že ruská armáda během invaze bombardovala a ničila převážně ruskojazyčná města na východě Ukrajiny jako Charkov, Oděsu nebo Mariupol, ve kterých většinu obyvatel tvořili etničtí Rusové nebo ruskojazyční Ukrajinci.
Tvrzení o boji proti „nacistům“ a „banderovcům“ na Ukrajině je pokusem Kremlu zvýšit podporu pro válku mezi ruskými občany. Kremelská propaganda začala válku na Ukrajině označovat za pokračování „Velké vlastenecké války“ Sovětského svazu proti nacistickému Německu, protože rétorika 'boje proti fašismu' hluboce rezonuje v Rusku, které utrpělo v boji proti nacistickému Německu obrovské ztráty na lidských životech. Jako mnoho dalších zemí měla i Ukrajina okrajová krajně pravicová hnutí, jako Pravý sektor nebo Svobodu, ale analytici se obecně shodují, že ruská propaganda krajně pravicový vliv na Ukrajině silně zveličovala a v ukrajinské vládě, armádě ani mezi voliči neexistuje široká podpora pro krajně pravicové ideologie. V ukrajinských parlamentních volbách v roce 2019 získala koalice krajně pravicových stran včetně Pravého sektoru pouze 2 % hlasů a nezískala žádný mandát. Ukrajinský dobrovolnický Pluk Azov, který měl krajně pravicový původ, byl středem pozornosti kremelské propagandy. V době invaze na Ukrajinu v roce 2022 byla ale brigáda do značné míry depolitizovaná.
V polovině března 2022 se na sociálních sítích a také na webu ukrajinské televize objevilo falešné video, v němž prezident Zelenskyj vyzýval své vojáky ke složení zbraní. Jednalo se o deepfake, softwarově upravené záběry. Facebook i Twitter vydaly prohlášení, že tato videa odstraňují.
Dne 6. dubna 2022 prohlásil mluvčí ruského ministerstva obrany Igor Konašenkov, že ukrajinská rozvědka SBU připravuje provokaci v chemickém závodě Pervomajskyj u Charkova, kde se chystá odpálit zásobník se 120 tunami chloru a obvinit pak ruskou armádu ze způsobení chemické katastrofy. Chemická továrna na uvedeném místě však už několik let nefunguje a většina budov byla zbourána. Na internetu jsou dohledatelné záběry z roku 2013 zachycující výbuch jedné z budov.

### Blokování dezinformačních webů v Česku
Po invazi Ruska na Ukrajinu požádala dne 25. února 2022 vláda Petra Fialy a Vojenské zpravodajství (žádalo o zablokování 22 webů) sdružení CZ.NIC o blokování dezinformačních webů, které šířily v Česku ruskou propagandu obhajující invazi. Oprávněnost blokování potvrdil v únoru 2023 Nejvyšší správní soud.
Městský soud v Praze se 29. února 2024 usnesl, že zablokování webu provozovaného společností AC24 s.r.o. v únoru roku 2022, který byl vládou označen za jeden z tzv. dezinformačních webů, bylo nezákonné. Blokace webů porušila nařízení Evropského parlamentu a Rady EU o svobodném přístupu k internetu. Dle tohoto nařízení může poskytovatel připojení web zablokovat pouze ve stanovených případech, například když obsah serveru porušuje zákony daného státu nebo když hrozí zahlcení serveru. Obsah daného webu žádné zákony neporušoval, jelikož český právní řád s tzv. dezinformacemi vůbec neoperuje. Poskytovatel připojení neměl zablokovat web na základě výzvy vlády ČR a Národního centra kybernetických operací (NCKO). Tato výzva byla dle rozhodnutí soudu pouhou politickou proklamací bez právní odpovědnosti. Odpovědnost za škody vzniklé společnost AC24 s.r.o. tak nese poskytovatel internetového připojení T-Mobile. Podle advokátky Denisy Sudolské, která zastupovala poškozenou firmu, se jedná o přelomový rozsudek, neboť do té doby nenesl za zablokování webu nikdo odpovědnost. Společnost T-Mobile se odkazovala na výzvu vlády a NCKO, tyto orgány však nenesly právní odpovědnost, jelikož se jednalo pouze o výzvu a konečné rozhodnutí udělala společnost T-Mobile. Dle advokátky se zablokování webů se podobalo cenzuře s cílem omezit přístup k danému webu.

### Mandát OSN
Rusko při zdůvodňování invaze tvrdí, že USA vedly v minulosti také krvavé války bez mandátu OSN, případně že „Počet obětí zločinné politiky USA je srovnatelný s počtem obětí Hitlerova režimu.“ Rusko připomíná vojenské akce Západu proti anexi Kuvajtu (1990), vojenská akce proti Bělehradu (1999) či vůči Bagdádu (2003), které také nezískaly mandát OSN. Na rozdíl od ruské invaze na Ukrajinu, však Západ o mandát OSN usiloval a předkládal důkazy v Radě bezpečnosti OSN, zatímco podobný postup Rusko v OSN vůči Ukrajině neuplatnilo, nedoložilo údajnou genocidu etnických Rusů na Ukrajině, nepožádalo o mandát Radu bezpečnosti OSN ani nepředložilo tyto věci v plénu OSN.

### Biologické zbraně
Ruský velvyslanec při OSN Vasilij Něbenzja během zasedání Rady bezpečnost 11. března 2022 v sídle OSN obvinil Ukrajinu z vývoje biologických zbraní. Na této konspirační teorii je pravdivý pouze fakt, že Ukrajina má síť biologických laboratoří, které se zabývají výzkumem patogenů, a tyto laboratoře dostávají finanční prostředky a podporu výzkumu také od USA. Laboratoře však vlastní a provozuje Ukrajina a jejich práce není tajná. Je součástí iniciativy nazvané Program snižování biologických hrozeb, jejímž cílem je snížit pravděpodobnost vypuknutí smrtelných epidemií, ať už přírodních, nebo způsobených člověkem. Světová zdravotnická organizace už požádala Ukrajinu, aby zničila všechny vzorky, které by v případě úmyslného nebo náhodného uvolnění mohly představovat hrozbu.
Ve Spojených státech tuto ruskou dezinformaci začala šířit krajní pravice spojená s bývalým prezidentem Donaldem Trumpem, jako skupina „Patriot Voices“, Tucker Carlson z Fox News nebo Donald Trump Jr. Mnohé z účtů, které toto tvrzení zveřejnily, se odvolávají na ruské propagandistické zdroje. Když představitelé Kremlu ve čtvrtek 10. března 2022 zopakovali konspirační teorii, že USA vyvíjejí biologické zbraně zaměřené na konkrétní etnika, trvalo jen několik minut, než se jejich citace objevily na amerických sociálních sítích. Ředitelka americké Národní zpravodajské služby Avril Hainesová během výpovědi před senátním výborem pro zpravodajské služby potvrdila, že tato vlivová kampaň je zcela v souladu s dlouhodobými snahami Ruska obviňovat Spojené státy ze sponzorování práce s biologickými zbraněmi a je určena především domácímu publiku. Tuto konspirační teorii převzala i čínská státní média a následně ji ještě posílilo čínské ministerstvo zahraničí, které zopakovalo tvrzení Ruska a vyzvalo k vyšetřování.

## Vojenské neúspěchy ruské armády v letech 2022–2023

### Selhání úvodní fáze invaze
Vojenští analytici hodnotí neúspěšný pokus obsadit Kyjev jako zásadní porážku ruské armády. Na letišti v Hostomelu Rusové plánovali zřídit základnu, na niž by mohli přivážet další vojáky a lehkou obrněnou techniku na dostřel od centra hlavního města. Do akce byly nasazeny elitní ruské výsadkové jednotky, ale ukrajinská armáda některé vrtulníky sestřelila ještě ve vzduchu a zbytek výsadku zlikvidovala dělostřeleckou palbou a ručními zbraněmi. Snaha o ovládnutí vojenské letecké základny ve Vasylkivu jižně od Kyjeva rovněž narazila na tvrdý odpor a ukrajinská obrana údajně sestřelila několik ruských těžkých dopravních letadel Il-76 s výsadkáři. Další transportní letouny musely změnit směr letu a vrátit se na základny v Bělorusku. Přestože se Rusům nakonec podařilo ovládnout letiště Hostomel, tvrdý odpor Ukrajinců v oblasti hlavního města si vynutil přehodnocení plánu invaze.
Průběh počátku ruské invaze u Kyjeva a neúspěšný pokus o obsazení letiště Hostomel rekapituluje animované video.

### Širší důvody vojenských neúspěchů

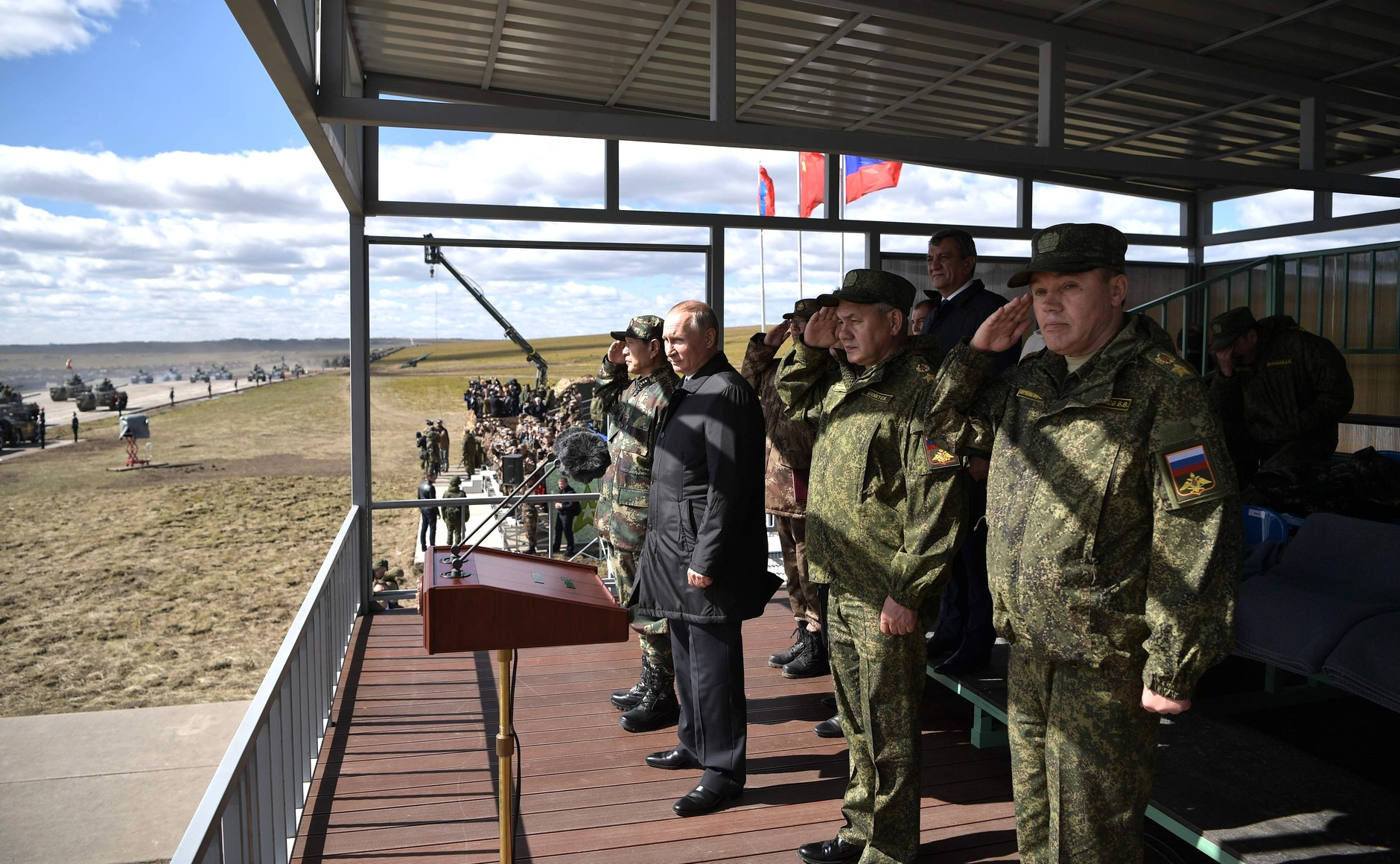
Putin, Sergej Šojgu a Valerij Gerasimov s představiteli Číny a Mongolska během vojenského cvičení Východ 2018

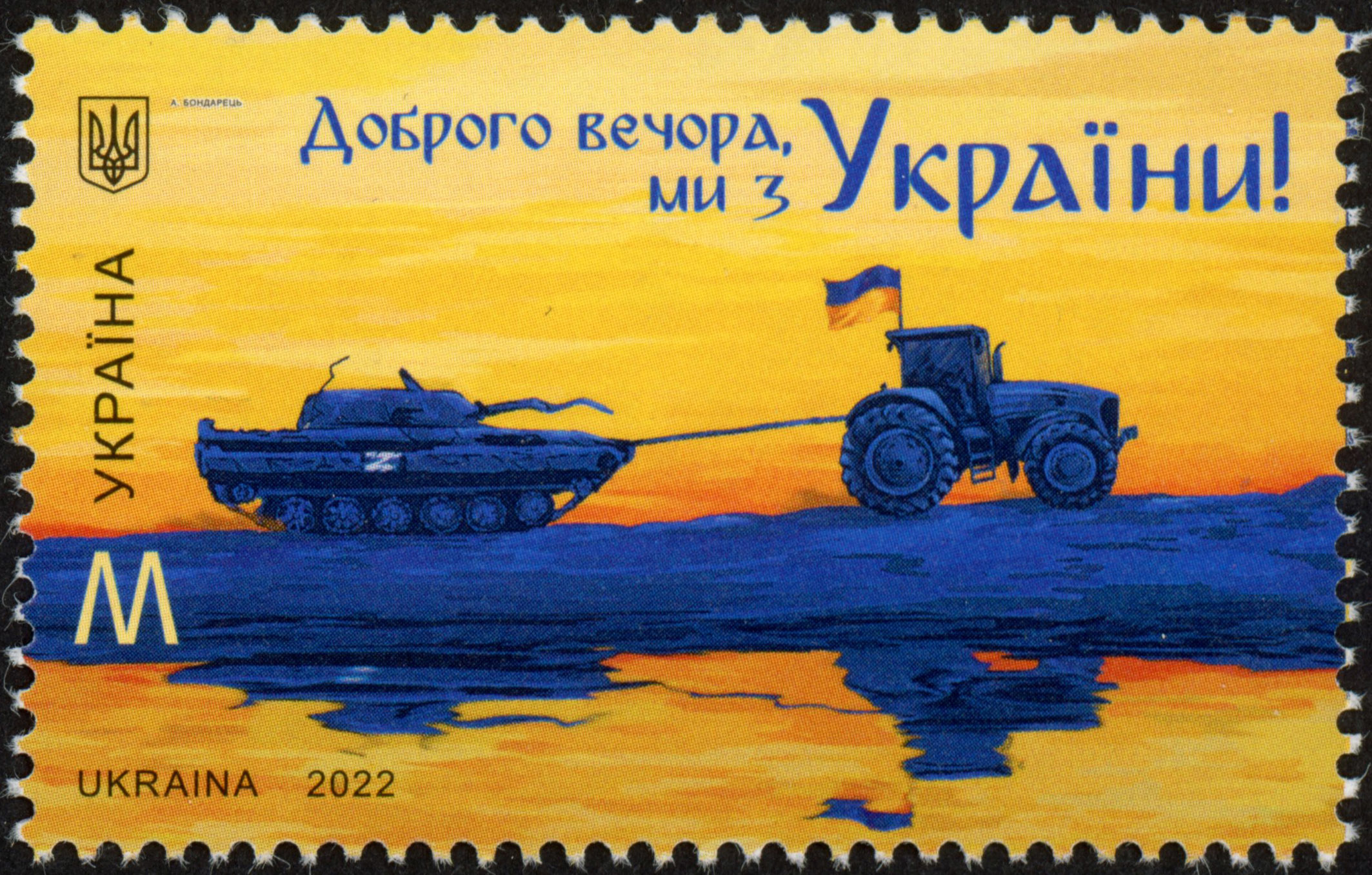
Ukrajinská poštovní známka paroduje krádeže Ruské vojenské techniky

Ruský prezident Putin před útokem na Ukrajinu zřejmě přeceňoval sílu ruských ozbrojených sil a věřil v rychlé vítězství. Ruské plány na počátku vojenské operace předpokládaly rychlý postup ruských vojsk a ovládnutí Ukrajiny během několika dní. Tomuto vývoji nasvědčovaly i předpoklady amerických tajných služeb. Podle vojenského analytika Dušana Rovenského Rusko počítalo s rychlým postupem a na počátku operace chtělo využít podobný scénář jako při obsazení Československa v srpnu 1968. Podcenilo přitom náladu obyvatel a odhodlání i bojové zkušenosti ukrajinské armády, získané mimo jiné ve střetech se separatisty na východě země. Podobný výcvik mají v Rusku jen speciální jednotky, ale nikoli vojáci základní služby, které Rusko poslalo na Ukrajinu přímo z vojenských manévrů.
V invazi Rusko nasadilo zastaralou techniku (tanky T-72), která je při překonávání velkých vzdáleností nespolehlivá a selhává v důsledku opotřebení. U Kyjeva se Rusům nepodařilo ovládnout klíčové letiště Hostomel a transportní letouny, které již byly na cestě, musely být odkloněny do Běloruska. Nepřipravenost na dlouhodobější operace se projevuje nedostatkem pohonných hmot a munice a kolony čekají než se podaří dopravit zásoby z Ruska.
Dlouhou kolonu ruských vojsk roztaženou před Kyjevem na 64 kilometrů se podařilo zastavit díky malé ukrajinské průzkumné jednotce Aerorozvidka o 30 vojácích, která operuje s drony a je vybavena pouze čtyřkolkami, termokamerou a přístroji pro noční vidění. Těm se podařilo zničit tři první vozidla kolony a pak během následujících dvou nocí i další vozidla. Postupně zničili také některé důležité mosty přes menší vodní toky. Velitelem je plukovník Jaroslav Hončar. Jednotka se zaměřuje také na špionáž a rušičky, které Rusko používá v rámci elektronické války.
Podle vojenského analytika Lukáše Visingra Rusko zabředlo do konfliktu, který nemůže vyhrát. Hluboké systémové problémy v ruských ozbrojených silách se projevily při plánování celé invaze a pokračují zejména v logistice. Rusko postrádá prostředky i vojenskou sílu, která by mu dovolila obléhat velká města a následnou okupaci země se 40 miliony obyvatel. Visingr soudí, že Rusové dojdou k poznání „že Vladimir Putin už není nepostradatelný tak, jak býval. Generálové jsou vojenští profesionálové a musí už nyní chápat, že akce na Ukrajině je z ruského pohledu sebevražda.“ Předpokládá, že „už nyní se v Kremlu podle všech možných indicií a »tradičních politických metod« hledá viník, na kterého se vše hodí. Převrat musí udělat někdo ze silového bezpečnostního aparátu.“
Rusku se nepodařilo zcela zničit ukrajinský systém protivzdušné obrany, který stále částečně funguje. Kromě toho mu chybí specializovaná letadla pro radioelektronický boj, která umožňují ničit nepřátelské systémy PVO a chránit vlastní stroje. Nad Ukrajinou už ztratilo velké množství letadel, včetně nejmodernějších stíhacích bombardérů Suchoj Su-34, které létají nízko, aby nebyly zaměřeny radarem a stávají se pak cílem ručních protiletadlových zbraní jako jsou americké stingery nebo ruské igly. Ruské snímky zničených zaparkovaných letadel ukrajinské armády patrně ukazují pouze vyřazená uskladněná letadla nebo cvičné Albatrosy L-39 na odstavné ploše.
Ruské armádě nefunguje moderní šifrovací komunikační systém Era, protože v místech, kde operují zničili 3G a 4G vysílače, na kterých je závislý. Jsou proto nuceni užívat ke komunikaci obyčejné mobilní telefony, které ukrajinská armáda může odposlouchávat a navíc určit jejich souřadnice. Svědčí pro to i úspěšné ničení ruských vozidel přesnou dělostřeleckou palbou.
Podle vyjádření ukrajinské strany se Ukrajincům podařilo zabít pět ruských generálů: Vitalije Gerasimova (náčelník štábu a 1. zástupce velitele 41. vševojskové armády), Andreje Suchověckého (zástupce velitele 41. vševojskové armády), Andreje Kolesnikova (velitel 29. vševojskové armády), Olega Miťajeva (velitel 150. motorizované divize, měl padnout v bojích u Mariupolu) a Andreje Mordvičeva (velitel 8. gardové vševojskové armády). Zabití většího počtu takto vysoko postavených důstojníků je v moderní době neobvyklé. Centrum pro boj proti dezinformacím při Radě národní bezpečnosti a obrany Ukrajiny uvedlo 16. března jména ruských důstojníků zabitých od počátku invaze. Jmenovitě se má jednat o čečenského generálmajora Magomeda Tušajeva, o již jmenované generálmajora Vitalije Gerasimova a generálmajora Andreje Kolesnikova, dále o plukovníka Andreje Zacharova, plukovníka Sergeje Porochňu, plukovníka Igora Nikolajeva, podplukovníka Jurije Agarkova, podplukovníka Dmitrije Sofronova a podplukovníka Michaila Jermolina.
Rusko počet zabitých vojáků nezveřejňuje a z ruských zdrojů lze celkové ztráty pouze odhadovat. Například senátorka za Tuvskou autonomní republiku Ljudmila Narusovová uvedla, že z celé roty tamních odvedenců (100 vojáků) přežili jen čtyři. Podle některých odhadů k únoru 2023 bylo zabito nebo zraněno až 200 000 ruských vojáků. Potvrzeny jsou ztráty důstojníků: 5 generálů, 2 plukovníků, nejméně 9 podplukovníků, nejméně 20 majorů a nejméně 70 nižších důstojníků, dále desítky výsadkářů, přinejmenším sedm členů speciálních sil armádní rozvědky GRU, příslušníci elitních jednotek ruské národní gardy a elitní jednotky Viťaz a jednotek OMON, dále nejméně osm vojenských letců a jejich posádky a podle radia Svoboda také nejméně 130 profesionálních vojáků z Dagestánu. Podle vyšetřování BBC dorazil „náklad 200“ (šifra pro zabité vojáky) do nejméně 70 z 83 ruských regionů. V 15 regionech úřady neoznámily ani jediné úmrtí vojáků a jinde zprávy o mrtvých později mažou. Ruská strana neprojevuje zájem o těla svých padlých vojáků, která jsou v rukou Ukrajinců, mnoho těl ruských padlých tak podléhá rozkladu ve válečné zóně. Ukrajinská strana se také pomocí mobilní aplikace snaží padlé ruské vojáky identifikovat a kontaktovat přímo příbuzné padlých v Rusku.

Padlí ruští vojáci v zákopu

Překvapivý neúspěch ruské armády přičítají západní vojenští odborníci špatně vyváženými investicemi do různých vojenských odvětví, neschopností ovládnout vzdušný prostor, nízkou kvalitou údržby pozemní techniky, chybami v taktice vedení boje, složením armády, kde 20–25 % tvoří branci, špatnou logistikou. Generál David Petraeus k tomu přičítá nekvalitní a neprofesionální ruský poddůstojnický sbor. Západní analytici už v roce 2017 tvrdili, že je síla ruské armády přeceňována a že je technologicky zaostalá. Bývalý velitel sil americké armády v Evropě generálporučík Ben Hodges už 14. března odhadoval, že ruské armádě dochází čas, vojenské síly a možná i munice a kulminace konfliktu může nastat během dvou týdnů. Český plukovník Daniel Zlatník označil za zásadní příčinu katastrofální logistiku ruských útvarů a také vliv onemocnění covidem-19 (varianta omikron) mezi ruskými vojáky. Problematická byla i neprůchodnost bažinatým územím na severu Ukrajiny a vliv rasputice.
Podle ukrajinského Ministerstva obrany spáchal sebevraždu velitel 13. tankového pluku v rámci 4. tankové divize Ruské federace poté, když zjistil, že 90 % záložních tanků jeho útvaru je kvůli chybějícím součástkám neschopných nasazení. Ruská technika po dekonzervaci ze skladů je v mnoha případech nepojízdná, protože během skladování bylo rozebráno elektrické zařízení, které obsahovalo drahé kovy, nebo byla použita na náhradní díly.
V důsledku enormních ztrát těžké bojové techniky bylo Rusko nuceno nasadit do bojů zastaralé tanky T-62 a výrazně zastaralé T-55 ze skladů zakonzervovaných zásob.

#### Ztráty vysokých důstojníků ruské armády
- Generál Magomed Tušajev († 26. února 2022)[zdroj?]
- Generálmajor Andrej Suchověckij († 28. února 2022)
- Generálmajor Vitalij Gerasimov († 7. března 2022)
- Generálmajor Andrej Kolesnikov († 11. března 2022)
- Generálmajor Oleg Miťajev († 15. března 2022)[pozn. 1]
- Generálmajor Vladimir Frolov († 16. dubna 2022)[326]
- Generálmajor Andrej Simonov († 30. dubna 2022)
- Generálmajor v. v. Kanamat Botašev († 22. května 2022)[327]
- Generálmajor Sergej Gorjačev († 12. června 2023)
- Generálmajor Vladimir Zavadskij († 28. listopadu 2023)[328]
- Generálmajor Pavel Klimenko († 6. listopadu 2024)[329]
- Generálmajor Konstantin Smeško († 26. prosince 2024)[330]
- Generálmajor Michail Gudkov († 2. července 2025)[331][332]
- Generálporučík Alexandr Sančik († 2. března 2022)
- Generálporučík Jakov Rezancev († 24. března 2022)[pozn. 2]
- Generálporučík Roman Kutuzov († 5. června 2022)[333]
- Generálporučík Oleg Cokov († 11. července 2023)
- Generálporučík Igor Kirillov († 17. prosince 2024)
- Generálporučík Jaroslav Moskalik († 25. dubna 2025)[334]

#### Dopady korupce v armádě
Prostředky vyčleněné na zbrojní průmysl často končily na soukromých účtech vládních úředníků, velitelů nebo ředitelů podniků. V roce 2019 začala vyšetřovat FSB proč nebyl včas uveden do provozu podnik Uralvagonzavod, který měl sériově vyrábět nejnovější ruský tank Armata T-14, představený už roku 2015. Velká část raketové a letecké techniky, kterou ruští vojáci používají, je pouze modernizovaná výzbroj sovětské konstrukce a jinak existuje pouze v prototypech. V armádě je také ve velkém a na všech úrovních zdrojem přivýdělku obchod s palivem, jehož nedostatek se projevil při bojovém nasazení na Ukrajině.
Množství projektů moderních zbraní (hypersonické zbraně, moderní tanky, bezpilotní letouny) v ruské armádě bylo pozastaveno, případně se vývoj dostal jen na úroveň nefunkčních prototypů. U dalších zbraní selhaly při bojovém nasazení jejich zásadní deklarované vlastnosti. Například "nezastavitelné" střely Kinžal byly opakovaně všechny sestřeleny ukrajinskou armádou pomocí systémů Patriot.

#### Ztráty ruské armády
Rusko své ztráty na podhodnocuje a nelze je nijak ověřovat. Podle USA byly v prosinci 2023 celkové ztráty živé síly na ruské straně kolem 300 tisíc vojáků. Vladimir Putin 14. prosince 2023 během dlouhého projevu sdělil údaje, ze kterých vyplývají ztráty 363 tisíc lidí.

## Důsledky ve světě

### Uprchlická krize

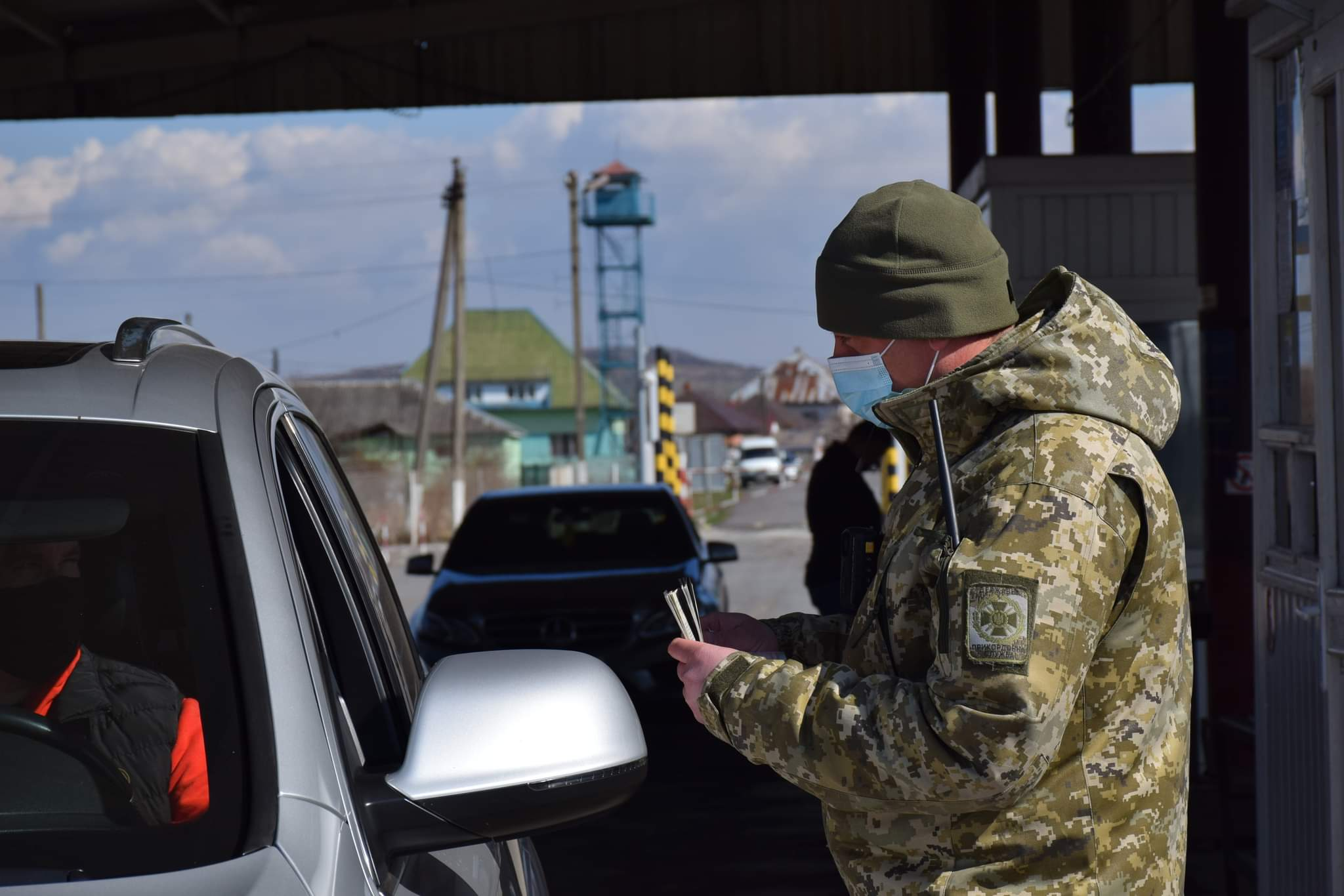
Hraniční kontrola uprchlíků na přechodu s Maďarskem

Ukrajinu opouštějí zejména ženy s dětmi, protože pro muže platí všeobecná branná povinnost. Úřad Vysokého komisaře OSN pro uprchlíky (UNHCR) spolupracuje s vládami sousedních zemí a vyzývá je, aby ponechaly hranice otevřené pro ty, kteří hledají bezpečí a ochranu. K 26. únoru se před válkou pokoušelo uprchnout do sousedních zemí kolem 150 000 Ukrajinců. Podle UNHCR byl počet uprchlíků v neděli 27. února již 368 000, z toho 45 200 dorazilo na hranici s Polskem během 15 hodin. Polsko, kde žije asi 2 miliony Ukrajinců, z nichž mnozí přišli již po první okupaci částí Ukrajiny Ruskem v roce 2014, je připraveno na přijetí až jednoho milionu běženců.

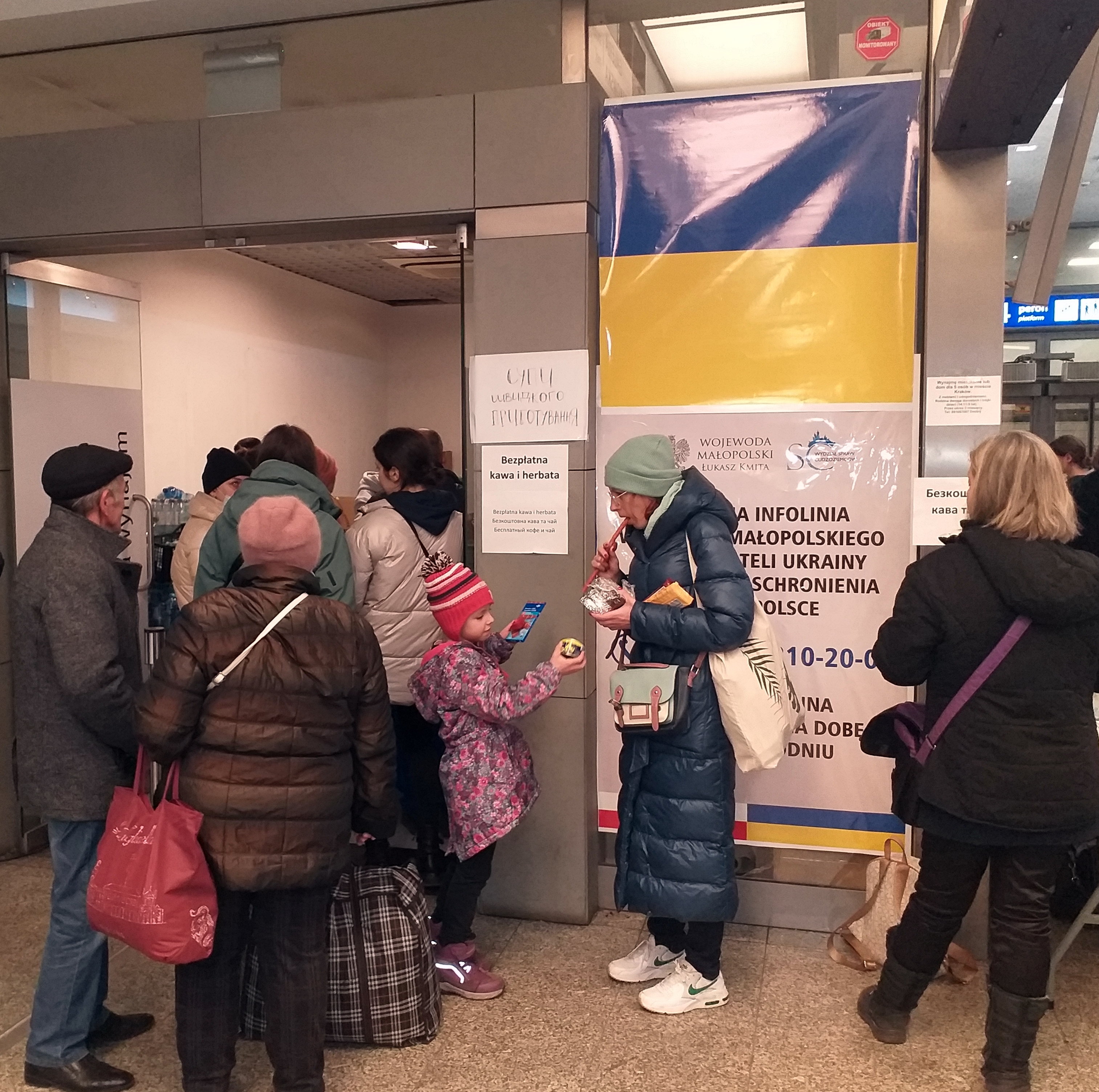
Místo humanitární pomoci pro uprchlíky z Ukrajiny, železniční stanice v Krakově

Podle německého ministra vnitra se EU jednomyslně dohodla se všemi členskými zeměmi, že bude přijímat ukrajinské uprchlíky až po dobu tří let, aniž by museli nejprve žádat o azyl. Komisař pro humanitární pomoc a krizové řízení Janez Lenarčič očekává, že konflikt humanitárně zasáhne přibližně 18 milionů Ukrajinců a asi čtyři miliony uprchnou ze země.
Podle mluvčí UNHCR Laury Padoan činil počet uprchlíků z Ukrajiny ráno 28. února už 422 000 a kromě toho se na území Ukrajiny nachází asi 100 000 lidí vyhnaných ze svých domovů.
K 1. březnu eviduje UNHCR 660 000 uprchlíků z Ukrajiny, kteří přecházejí hranice Polska, Slovenska, Maďarska, Rumunska a Moldávie. Nejhorší je situace na hranici s Polskem, kde čekací doba je až 60 hodin a s Rumunskem, kde čekají až 20 hodin. Ostatní státy vycházejí vstříc a snaží se proceduru přijetí uprchlíků maximálně urychlit.
Podle Mezinárodní organizace pro migraci (IOM) od začátku ruského útoku na Ukrajinu do 5. března z této země uprchlo do zahraničí zhruba 1,5 milionu lidí. Úřad vysokého komisaře OSN pro uprchlíky (UNHCR) oznámil o něco nižší bilanci, 1,3 milionu lidí.
Během neděle 6. března vyhledalo azyl v Polsku dalších více než 142 tisíc lidí. Polsko už od počátku války přijalo 1,1 milionu uprchlíků z celkového množství více než 1,7 milionu lidí vyhnaných z domovů. Podle OSN se jedná o nejhorší uprchlickou krizi od druhé světové války. Ukrajinský Lvov už téměř vyčerpal své možnosti pomoci lidem na útěku před ruskou invazí. Prošlo jím už několik set tisíc lidí a dvě stě tisíc lidí zde uvázlo, přičemž denně přijíždí na lvovské vlakové nádraží padesát tisíc nových běženců.
Britští úředníci v Calais vrátili více než 600 ukrajinských uprchlíků, kterým bez platného víza odmítli povolit vstup do Velké Británie. Britský přístup kritizovala Francie.
Moldavsko, které má jen 2,5 milionu obyvatel, přijalo do 6. března více než 230 000 uprchlíků z Ukrajiny. Ministr zahraničí USA Antony Blinken ujistil prezidentku Maia Sandu, že Spojené státy podporují snahu Moldavska o vstup do Evropské unie.

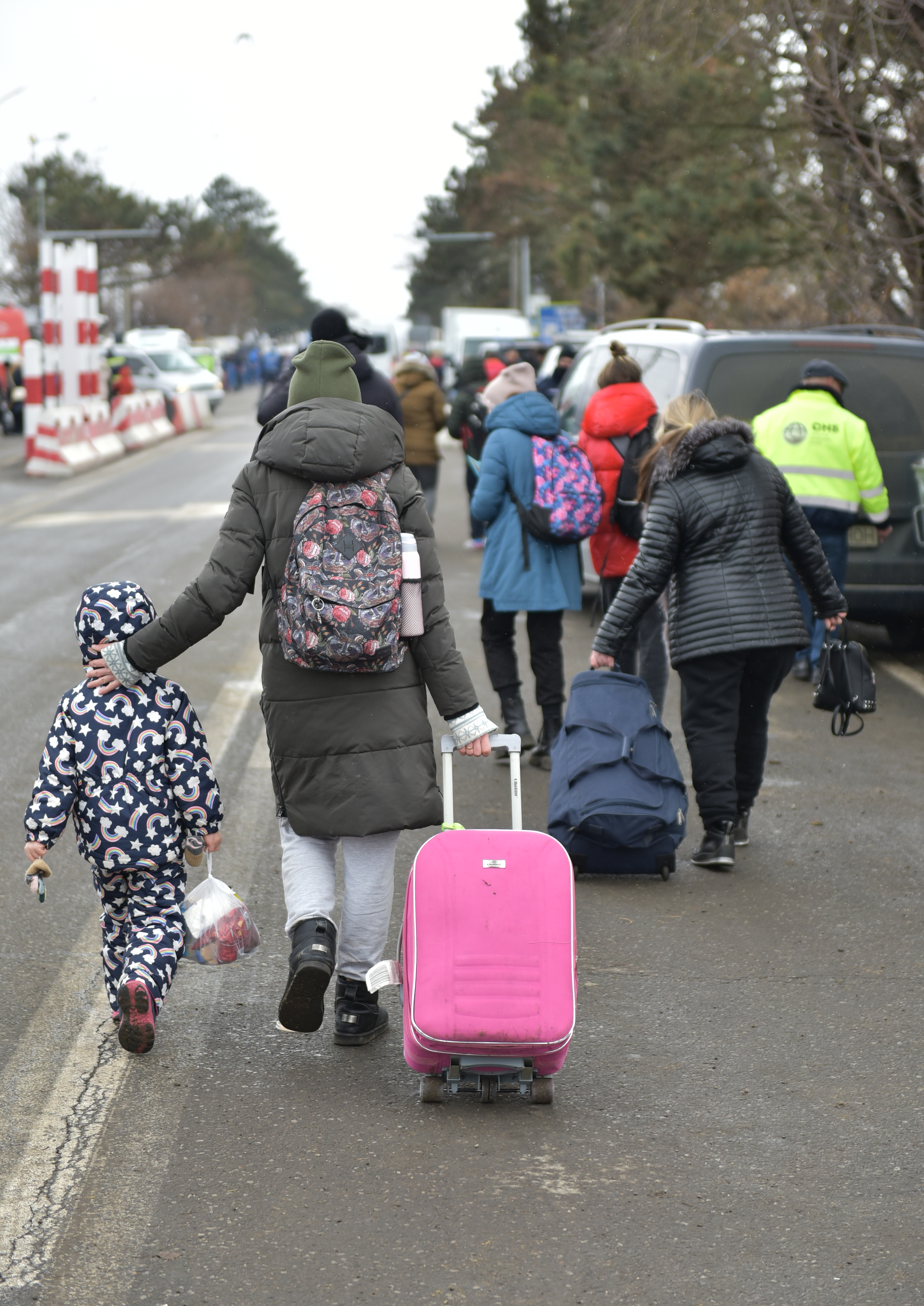
Ukrajinští uprchlíci na hranici s Rumunskem 5. března 2022

Z Ukrajiny už podle Mezinárodní organizace pro migraci muselo uprchnout 2,3 milionu lidí. Podle dat mobilních operátorů Česko přijalo do 10. března asi 200 000 uprchlíků z Ukrajiny. Vláda očekává, že se tento počet může ještě zdvojnásobit. K 16. březnu bylo podle dat mobilních operátorů v Česku kolem 270 000 uprchlíků z Ukrajiny, z nichž více než polovinu tvoří děti.
Aby ulevila státům nejvíce zasaženým přílivem uprchlíků z Ukrajiny, přistoupila Evropská unie k bezprecedentním kroku. Všechny členské státy EU jednomyslně odsouhlasily zavedení mimořádné ochrany pro uprchlíky z Ukrajiny, kteří nově nemusejí po příchodu do Česka ani jiných států žádat o azyl a automaticky získávají povolení k pobytu. Mohou tak rovnou začít pracovat nebo chodit do školy. Evropská solidarita, ke které se státy EU přihlásily, dalece překračuje míru, o kterou usilovaly dřívější „přerozdělovací kvóty.“
Podle údajů UNHCR ze 16. března 2022 jsou počty uprchlíků (zřejmě spíše počty lidí, kteří překročili hranice) z Ukrajiny v sousedních státech následující: Polsko 1,9 milionu, Rumunsko 491 000, Moldavsko 351 000, Maďarsko 283 000, Slovensko 229 000, Rusko 169 000, Bělorusko 2 000. Počty uprchlíků ve státech, které nemají hranice s Ukrajinou, UNHCR neuvádí.

### Vnitřní dění v Rusku
Podle nezávislého lidskoprávního mediálního projektu OVD-Info (ОВД-Инфо), který se zabývá politickou perzekucí v Rusku, bylo při protestech proti ruské invazi na Ukrajinu od 24. do 27. února zatčeno téměř 6000 lidí. Na několika místech v Bělorusku vypukly 27. února protesty proti invazi na Ukrajinu. Davy skandovaly „Sláva Ukrajině!“ a „Ne válce!“. Účastníci nahráli řadu videí, než přijela policie a provedla stovky zatčení.
Dne 27. února založila skupina veřejně známých ruských exilových osobností takzvaný Protiválečný výbor Ruska.

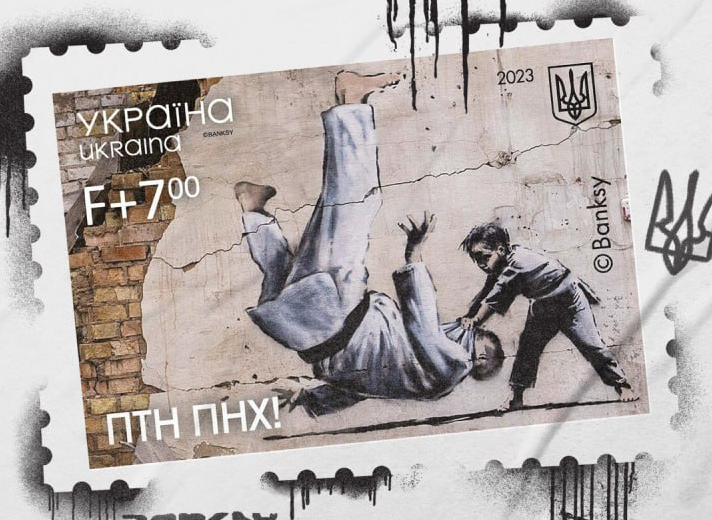
Známka inspirované graffity, které britský umělec Banksy nakreslil na jednu zničenou zeď v Boroďance - chlapec porážející Putina během zápasu v Judu

V Rusku vznikla řada petic proti vojenské invazi na Ukrajinu. Občanskou petici do 27. února podepsalo více než 830 000 lidí, další petice kolují mezi umělci a mezi zdravotníky. Protesty proti válce podepsalo více než 30 000 technologických pracovníků, 6000 zdravotníků, 3400 architektů, více než 4300 učitelů, více než 17 000 umělců a 2000 herců, režisérů a dalších tvůrčích osobností. Petice vědců a vědeckých novinářů, která do rána 27. února shromáždila 3000 podpisů, označuje Rusko jako viníka války, kterou nelze ospravedlnit. „Tento fatální krok vede k obrovským lidským ztrátám a podkopává základy zavedeného systému mezinárodní bezpečnosti. Žádáme okamžité zastavení všech vojenských operací namířených proti Ukrajině. Požadujeme respektování svrchovanosti a územní celistvosti ukrajinského státu,“ uvádí se v petici.
Ukrajinská agentura Unian upozornila na článek, který Ruská agentura RIA Novosti v sobotu 26. února omylem publikovala, a přestože ho vzápětí smazala, zůstal zachován ve webovém archivu. Článek komentátora Petera Akopova oslavující ruské vítězství na Ukrajině ilustruje uvažování Vladimira Putina o obnově velkého Ruska. Píše se v něm mimo jiné: „Protiruské Ukrajiny již nebude. Rusko obnovuje svou historickou plnost tím, že shromažďuje ruský svět, ruský lid, v celé jeho celistvosti – Velkorusy, Bělorusy a Malorusy.“ ... „Rusko obnovuje svou jednotu – tragédie roku 1991, tato hrozná katastrofa v našich dějinách, byla překonána.“ Akopov předbíhá událostem a jeho věta: „Nyní je tento problém pryč – Ukrajina se vrátila do Ruska“ jasně poukazuje na smrtelné nebezpečí, které ruské imperiální zájmy představují pro demokratickou Ukrajinu. V ruské státní televizi je možné vidět, resp. slyšet i mnohem extrémnější názory – výroky hrozí válkou celé Evropě.
Ruský cenzurní úřad Roskomnadzor nařídil všem médiím v Rusku, aby pod hrozbou pokuty nebo zákazu činnosti zveřejňovala výhradně oficiální informace šířené ruskou vládou, a obvinil nezávislá ruská média, například televizní kanál Dožď nebo opoziční noviny Novaja gazeta, že zveřejňují „falešné informace“ o ostřelování ukrajinských měst a o civilních obětech.
Státem ovládaná ruská média, jako jsou První kanál nebo Rossija-24, z nichž čerpá informace většina Rusů, prezentují válku jako „speciální vojenskou operaci“ s cílem ochránit ruskojazyčné obyvatelstvo na Donbasu. Někteří pozorovatelé poukázali na názorovou mezigenerační propast mezi Rusy, přičemž mladší Rusové jsou většinou proti válce, zatímco starší generace Rusů mnohem častěji přijímá tvrzení šířená státem kontrolovanými médii.
Roskomnadzor zablokoval 28. února Current Time and the Crimea.Realities project ukrajinského vysílání RFE/RL. 1. března vypnul vysílání nezávislého ruského radia Echo Moskvy a zablokoval vysílání televizního kanálu Dožď, poslední nezávislé televizní stanice v Rusku, aby – podle svého vyjádření zamezil šíření informací, které považuje za „výzvy k extremistickým aktivitám, násilí a záměrně nepravdivé informace o speciální operaci ruského vojenského personálu“ na Ukrajině. Zároveň Roskomnadzor na základě žádosti Generální prokuratury Ruské federace ze dne 27. února adresoval 1. března 2022 ruské Wikipedii požadavek, aby odstranila článek s názvem Вторжение России на Украину (2022) s tím, že pokud tak neučiní, ruské Wikipedii hrozí zablokování.
Americká streamovací platforma Netflix odmítla šíření ruské propagandy a neposkytne ruským uživatelům vysílání dvaceti ruských televizních stanic, včetně nejsledovanějšího Prvního kanálu Rusko 24.
V souvislosti s válkou na Ukrajině podepsal dne 4. března Putin zákon o trestní odpovědnosti za šíření „nepravdivých informací“ o ruských ozbrojených silách, který postihuje šíření nepravdivých informací pokutou až 1,5 milionů rubů nebo třemi roky vězení, a jejich vytváření až 15 lety vězení. Co je nepravdivá informace stanovuje ruská vláda. Moskevský zastupitel Alexej Gorinov, který byl odsouzen k sedmi letům věznění, protože 15. března na jednání zastupitelstva kritizoval válku a vyzval k jejímu zastavení, se stal prvním Rusem, který byl stíhán na základě březnového zákona proti šíření „nepravdivých informací“. Podle organizace Human Rights Watch se jedná o „evidentně politicky motivovaný rozsudek, jehož cílem je zastrašit a umlčet veřejnost.“ Další Rusové, například výtvarnice Alexandra Skočilenková nebo novinář a politik Vladimir Kara-Murza, jsou také stíháni kvůli kritice války na Ukrajině. Několik ruských armádních veteránů se přes hrozby pokut, nebo dokonce vězení odhodlalo otevřeně vystoupit proti invazi na Ukrajinu.

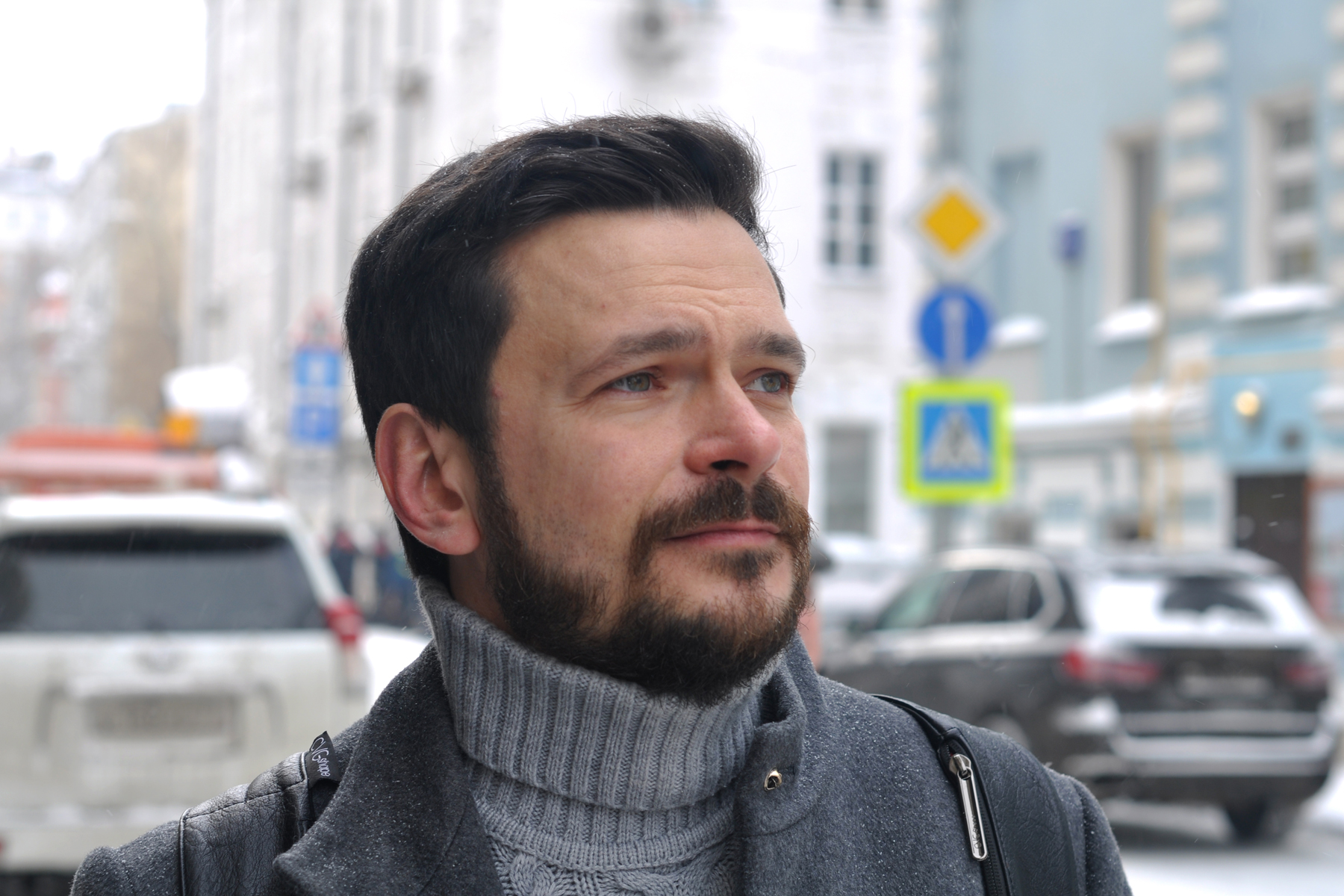
Ruský opoziční politik Ilja Jašin byl odsouzen k 8,5 letům vězení za šíření „falešných zpráv“ o ruské armádě, protože veřejně mluvil o páchání válečných zločinů na Ukrajině

Nová ruská legislativa staví nezávislou žurnalistiku mimo zákon. Z Ruska se proto stahují nebo přerušují činnost stanice BBC, CNN, ABC, CBC, ARD, ZDF, RFE/RL, RAI a agentura Bloomberg.
Podle nezávislého ruského lidskoprávního projektu OVD-Info bylo (ke dni 7. března 2022) od 24. února při protestech proti ruské invazi na Ukrajinu zatčeno 13 217 lidí. Ke dni 21. dubna bylo zatčeno 15 435 lidí.
Ruská armáda je postižena korupcí a předseda Národní agentury Ukrajiny pro prevenci korupce Alexandr Novikov ve svém ironickém dopisu poděkoval ministru obrany Ruské federace Sergeji Kužegetoviči Šojguovi „za neocenitelný podíl na tom, že ruské prostředky a zdroje pro útok na Ukrajinu byly rozkradeny ještě ve fázi jejich nahromadění na hranicích“, čímž přispěl k urychlení likvidace okupantů. Ukrajinská armáda zjistila, že ochrana ruských tanků T-72 a T-80 je vyrobena z lepenkových tácků na vejce a že členové posádky ukořistěného ruského obrněného automobilu Barnaul-T měli neprůstřelné vesty vyrobené z lepenky místo pancéřových desek. Ve vestách byly ukryty letáky „O postupu při odhalování korupce a jiných porušení při zjišťování střetu zájmů ve vojenských jednotkách“. Pomalé automobily ZIL-130, použité k přepravě ruských vojáků na otevřené nástavbě během ukrajinských březnových mrazů, byly natřeny jasnou akvamarínovou barvou a sloužily jako vhodný cíl k nácviku v ovládání moderních zbraní pro ukrajinskou domobranu.
V Rusku probíhá aktivní nábor do paramilitantních skupin, které mají být vyslány bojovat na Ukrajinu. Příslušník Wagnerovy skupiny, kterého zatkla ukrajinská tajná služba (SBU) při speciální operaci u Novoukrajinky, kde vytyčoval trasu pro vojáky, kteří měli ovládnout silnici mezi Chersonem a Doněckem, působil předtím v Sýrii a v separatistické oblasti Doněcka. Při výslechu uvedl, že do těchto jednotek se mohou hlásit i muži se záznamy v trestním rejstříku, se zákazem působit v žoldnéřských skupinách nebo lidé bez cestovního pasu. Nově naverbovaní byli cvičeni pod velením ruské vojenské rozvědky GRU na jihu Ruska v táboře Molkino, který využívají wagnerovci. Během prvního týdne invaze byl na ruské sociální síti VKontakte zveřejněn inzerát vyzývající „příslušníky ochranek a bezpečnostních služeb“ z bývalých postsovětských zemí, aby se přihlásili o práci, která je „blízko v zahraničí“.
Prezident metalurgického gigantu Norilsk Nickel a jeho největší akcionář Volodymyr Potanin varoval Kreml před konfiskací majetku společností, které opustily Rusko po invazi na Ukrajinu. Podle Potanina by takový krok vrátil zemi o více než 100 let zpět a globální nedůvěra k Rusku ze strany investorů by mohla trvat desetiletí. Potanin je nejbohatším mužem Ruska a podle agentury Bloomberg jeho majetek stále činí asi 22,5 miliardy dolarů, a to i přesto, že přišel asi o čtvrtinu jmění kvůli propadu akcií společnosti Norilsk Nickel na londýnské burze o více než 90 % v souvislosti se sankcemi.
Mladí a vzdělaní Rusové i Bělorusové, kteří nesouhlasí s Putinovým režimem, se obávají zavřených hranic, politických represí a nucené vojenské služby a volí emigraci. Od zahájení ruské invaze na Ukrajinu už do zahraničí odešlo až 200 000 Rusů. Od roku 2000, kdy se Putin stal prezidentem, do roku 2019 opustily Rusko až dva miliony lidí, z nichž mnozí jsou podnikatelé, kreativci a akademici. Podle ekonomů může být odliv mozků pro Rusko nejdůležitějším problémem, pokud jde o jeho ekonomickou budoucnost. V zahraničí ale někteří z nich musejí čelit narůstající vlně rusofobie.

Označení ruské invazní vojenské techniky:
Z – jednotky postupující z Krymu, LDR
a LLR
Z (v rámečku) – jednotky postupující na Charkov
O – jednotky postupující do prostoru Kyjev – Sumy – Černihiv
V – jednotky postupující na Kyjev ze západního směru
X – nespecifikováno
A – nespecifikováno

Rusové, kteří naopak invazi schvalují, si začali označovat vozidla písmenem Z, jímž je označena velká část ruské invazní vojenské techniky. Někteří se také fotografují s oblečením s tímto písmenem, další vytvořili živý útvar ve tvaru Z, písmeno se objevuje na billboardech, fasádách či oknech budov. Ruský gymnasta Ivan Kuljak si na prsa připjal při předávání medailí improvizované písmeno Z a následně vyjádřil plnou podporu ruské invazi. V Česku může podobné chování postihovat policie, pořadatel závodů RunCzech tak musel poupravit kampaň, neboť používal slogan Z jako Zátopek. Kvůli konotacím s nacisty rozpoutanou druhou světovou válkou symbol písmene je symbol někdy označován i jako zvastika (zwastika).
Několik hodin poté, co editorka ruské státní televize Marina Ovsjannikovová pronikla na obrazovku během hlavních večerních zpráv s protestem proti ruské invazi na Ukrajinu, podali výpovědi Žanna Agalakova z pozice zpravodajky pro Evropu Prvního kanálu RT a také moderátoři Lilia Gildějevová a Vadim Gluske z konkurenční televize NTV.
Putinovy válečné plány získaly západní rozvědky a předaly je Ukrajině. Počátkem března 2022, kdy Putin zahájil hon na čarodějnice ve svém nejbližším okolí, aby našel „viníky“ odpovědné za neúspěch jeho válečné strategie, zmizel na 12 dní z médií ministr obrany Sergej Šojgu. Zdroj blízký ministrovi sdělil investigativnímu zpravodajství Agentstvo že Šojgu má zdravotní problémy se srdcem.
Podle odhadu ředitele Ruské asociace pro elektronické komunikace (RAEC) Sergeje Plugotarenka již z Ruska odešlo 50 000 až 70 000 pracovníků z oboru IT a dalších 70 000 až 100 000 se chystá odejít. Odcházejí především do Turecka, Spojených arabských emirátů, Arménie, Gruzie a Pobaltí. Druhá vlna je podle něj nevyhnutelná.
Google 9. dubna zablokoval v souladu se sankcemi uvalenými na Rusko účet ruské Státní dumy na videoportálu YouTube. Ruský cenzurní úřad Roskomnadzor, který sám zablokoval sociální sítě Twitter, Facebook a Instagram, to označil za cenzuru.
Ruské vojenské neúspěchy a dopady ekonomických sankcí mohou potenciálně vést až k rozpadu Ruska.
Podle průzkumu veřejného mínění z října 2022 je pro pokračování války jen 25 % Rusů, pro vyjednávání s Ukrajinou je 55 % Rusů.

#### Možný počátek rozpadu Ruska
Nevládní organizace Forum svobodných národů Ruska (Forum of the Free Peoples of Russia), kterou tvoří zástupci několika národů a etnických skupin působících v Ruské federaci, na své pražské konferenci roku 2022 vydala Pražskou deklaraci o dekolonizaci Ruska. Předpokládá, že Rusko se rozpadne na 34 oblastí. Proces "úplné a všeobecné dekolonizace Ruska" musí vycházet z mezinárodního práva, včetně Všeobecné deklarace lidských práv a práva národů na sebeurčení zakotveného v Chartě OSN. Pražská deklarace definuje Ruskou federaci jako teroristický stát, jehož koloniální praktiky v průběhu staletí, jako je násilné vystěhovávání a genocida, učinily z původních obyvatel oběti historického bezpráví.
Podle účastníků fóra Putin vybudoval diktátorský systém s prosperující metropolí, který odčerpává zdroje z podřízených "kolonií" a využívá je k uspokojování imperiálních ambicí. Deklarace obsahuje výzvu zástupcům etnických skupin, kteří bojují v řadách ruské armády "v nespravedlivé válce proti Ukrajině", aby se vrátili domů nebo se vzdali ukrajinským silám. Účastníci konference prohlásili, že "situaci, kdy se Ruská federace ocitla na pokraji chaosu a občanské války může zvrátit pouze úplná a řízená dekolonizace Ruska."
Podle online referenda, konaného v Rusku ve dnech 16. až 28. února 2023, kterého se zúčastnilo 5,6 milionu občanů, byla v pěti krajích Ruska naprostá většina pro odtržení od Ruské federace. Jedná se o Kaliningradskou oblast (72,1 procenta voličů pro odtržení od Ruska), Ingrii (66,2 procenta), Uralská oblast (68,2 procenta), Sibiř (63,9 procenta) a Kubáň (55,7 procenta).

### Vnitřní dění v Bělorusku

#### Běloruská armáda
Rusové využívají území Běloruska k útoku na Ukrajinu, ale běloruské jednotky se ho přímo nezúčastnily a Bělorusové se zapojení do bojů brání. Povolávací rozkaz tam dostali rezervisté. Exilová prezidentka Svjatlana Cichanouská vyjadřuje Ukrajině podporu a v manifestu z 1. března oznámila vznik protiválečného hnutí. Bělorusové z Ukrajiny, Polska a Litvy už vytvořili první jednotku, která se zapojila do boje proti Rusům.
Podle poradce lídryně běloruské opozice Svjatlany Cichanouské Franaka Viačorky, část běloruské armády patrně odmítla zaútočit po boku Rusů na Ukrajinu. Náměstek běloruského ministra obrany Viktor Gulevič, který je zároveň náčelníkem běloruského generálního štábu, kvůli ruské invazi na Ukrajinu rezignoval. Podle něj se členové běloruské vojenské jednotky odmítli podílet na bojích a Bělorusko nebylo schopno sestavit jediný prapor.
Ukrajinská rozvědka a Generální štáb ozbrojených sil opakovaně informovaly o tom, že Bělorusko se chystá připojit k ruským okupačním silám ve válce proti Ukrajině. Zároveň běloruská armáda údajně provedla anonymní průzkum mezi vojáky a většina z nich vyjádřila naprostou neochotu bojovat proti Ukrajině. Běloruská armáda má sice 45 tisíc vojáků v aktivní službě, ale kvalitní výcvik a vybavení má zhruba jen pět až sedm tisíc z nich.
Ukrajinská armáda 23. března zveřejnila informaci, že ruské speciální služby se snaží přesvědčit běloruské vojáky, aby se zúčastnili války s Ukrajinou, a slibují jim 1000–1500 dolarů měsíčně. Tiskový mluvčí ukrajinského Velitelství pozemních sil Volodymyr Fitio tisku sdělil, že se je snaží kontaktovat běloruská armáda a prohlašuje, že v případě jejího nasazení na Ukrajině je připravena se vzdát.

#### Běloruské partyzánské skupiny
Ukrajině během ruské invaze pomáhají partyzánské skupiny původem z Běloruska. Už v říjnu 2020 vznikla v Polsku odbojová organizace běloruských důstojníků policie a justice ByPol. V létě 2021 vyhlásil ByPol tzv. plán Pěramoha (bělorusky: Vítězství), v jehož rámci se vytváří síť anonymních buněk počtem do tří lidí, které by v případě nového vzplanutí masových protestů dostaly konkrétní úkoly. Hackerské skupině Kiberpartyzany, která vznikla také na podzim roku 2020, se už podařilo dostat k osobním údajům příslušníků Lukašenkových silových jednotek, databázi údajů z cestovních pasů všech občanů Běloruska nebo k databázím s evidencí telefonátů občanů policii, což umožnilo identifikovat policejní informátory. Mají též informace získané ze záznamů vnitřních odposlechů ministerstva vnitra a dalších Lukašenkových úředníků. Se začátkem ruské invaze na Ukrajinu předávají údaje o Lukašenkových vojácích ukrajinské straně a také vyřadili z provozu elektronické systémy běloruských drah. Provoz železnice musel být řízen ručně a ruské vojenské vlaky nemohly jet přes Bělorusko během noci.
Další skupinou, jež přešla k subverzním aktivitám, jsou „Busly laciać“ (Čápi letí), kteří na podzim 2020 začali sprejováním protestních graffiti. V září 2021 tato skupina shodila pomocí dronu hořící směs na základnu zvláštní policejní jednotky (OMON) a v prosinci na posádku tzv. vnitřních vojsk. Drony používané pro útoky na základny běloruských policejních jednotek byly předány obráncům Kyjeva. „Busly laciać“ také poškozuje zařízení na běloruské železnici, kterou musí hlídat policie. Ve městech, kde už došlo k diverzím, proběhly policejní razie, bití a zatýkání, ale běloruský odboj pokračuje a ve dnech 15. až 17. března byla zničena další tři kontrolní zařízení na železnici.
Další oblastí činnosti běloruského odboje je sledování pohybu ruských i běloruských vojenských jednotek. Kanál „Bielaruski Hajun“, zřízený v internetové aplikaci Telegram, publikuje údaje o přesunu vojenské techniky nebo pohybu vojenských letadel a raket, které dostává od lidí z celého Běloruska. V řadách ukrajinské domobrany bojují vojáci Běloruského praporu Kalinouského a další dobrovolníci.

#### Jiné
Protiválečnou demonstraci, která se konala v Minsku 27. února, policie brutálně rozehnala a většinu protestujících zatkla. Běloruské márnice a nemocnice jsou přeplněné mrtvolami padlých ruských vojáků a zdravotníci ve městech Mozyr a Homel museli podepsat slib mlčenlivosti.

#### Podíl Běloruska na ruském válečném tažení
V zemědělském areálu běloruského státního podniku Pripjaťská aliance ve městě Naroŭlja vznikl na počátku ruské invaze filtrační tábor, kam byli převezeni vojenští zajatci a také ukrajinští civilisté unesení z oblasti Hostomelu. Podle reportéra RFE/RL Dmytro Žulaje mohly v táboře skončit stovky civilistů. Tábor střežili ruští vojáci a docházelo tam k systematickému bití a mučení uvězněných Ukrajinců a odpírání lékařské péče. Násilná deportace civilistů je porušením Článku 49 Ženevských dohod. Někteří Ukrajinci deportovaní do Běloruska, jsou stále věznění v táborech na území Ruska. Naroŭlja se po začátku invaze na Ukrajinu proměnila v logistické centrum ruské armády.

### Zásahy proti ruským oligarchům

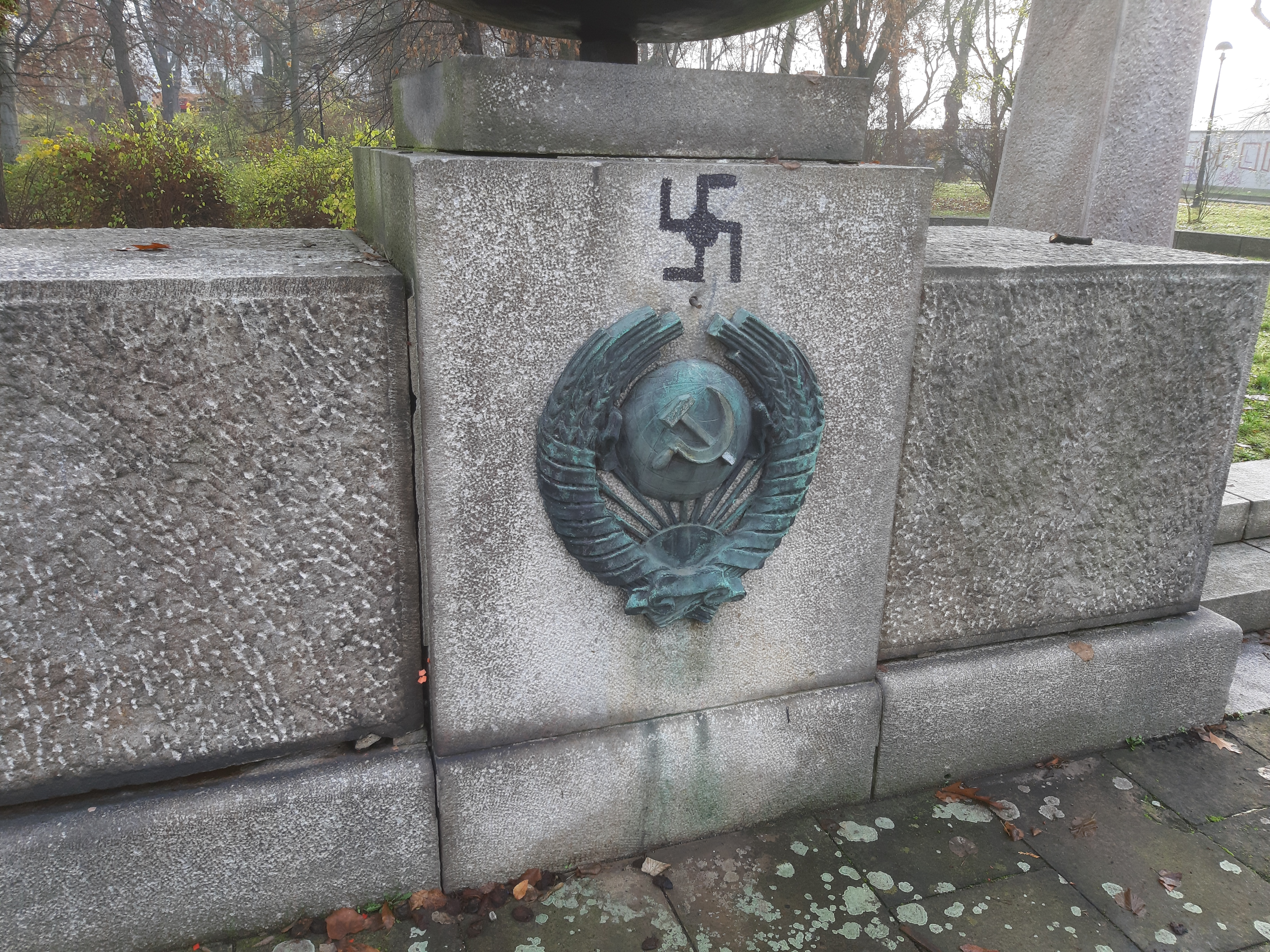
Odpor vůči ruské invazi na Ukrajinu se projevuje i poškozováním sovětských válečných památníků (Teplice)

Západní vlády a jejich úřady začaly vyvíjet bezprecedentní úsilí o identifikaci a zmrazení majetku ruských oligarchů a dalších osob blízkých Putinovu režimu v zahraničí. Podle některých odhadů bylo téměř 20 % bohatství země ukryto v offshorových jurisdikcích, jako jsou Kypr, Seychely, Britské Panenské ostrovy – dokonce i Spojené státy. Mezinárodní konsorcium investigativních novinářů zveřejnilo výběr zprostředkovatelů, offshorových agentů a bank, které podle ICIJ pomáhají ruské elitě přesouvat a ukrývat peníze.
Modelovým příkladem jak oligarchové zbohatli na úkor státu je případ Romana Abramoviče, který zveřejnila BBC. Abramovič roku 1995 ve zmanipulované aukci koupil od ruské vlády ropnou společnost Sibněft za 250 milionů dolarů a roku 2005 ji prodal státu zpět za 13 miliard dolarů. Abramovičův majetek byl v rámci sankcí zmrazen a byl diskvalifikován jako ředitel fotbalového klubu Chelsea.
Podle francouzského ministra hospodářství Bruna Le Mairea má Francie justiční prostředky jak zabavit majetky ruských oligarchů. Jeho úřad zřídil k tomuto účelu zvláštní oddělení, které dohledá majetek nejen samotných oligarchů, ale i jejich dětí, manželek, společností. Le Maire také zdůraznil, že nepůjde pouze o zmrazení jejich majetku, ale o jeho konfiskaci.
Velká Británie zavedla roku 2017 tzv. Unexplained Wealth Order (UWO), který měl postihnout mimořádně bohaté lidi, o nichž se předpokládá, že jsou spojeni s mezinárodní korupcí, organizovaným zločinem a jejich pomocníky. Předpokládá se, že Spojené království je zaplaveno ruskou hotovostí a dalšími penězi uloupenými z bývalého Sovětského svazu. Tyto peníze jsou ukryty v obrovském množství nemovitostí – od kancelářských budov až po mega vily – a jejich skuteční vlastníci jsou skryti v síti tajných fiktivních společností. Jedná se o organizace, které existují pouze na papíře a jsou registrovány v daňových rájích. Již od roku 2016 byl připravován nový Zákon o hospodářské kriminalitě, který se po ruské invazi na Ukrajinu stal aktuální.
Italská policie v rámci sankcí po invazi na Ukrajinu zabavila ve svých přístavech dvě jachty patřící ruským miliardářům – Alexeji Mordašovovi, který je třetím nejbohatším mužem v Rusku s majetkem odhadovaným na 22,7 miliardy dolarů (více než 534 miliard korun). Druhým sankcionovaným je Gennadij Timčenko, na kterého Velká Británie uvalila sankce, a od začátku roku 2022 přišel o téměř polovinu svého čistého jmění.
Americký prezident Joe Biden během svého projevu o stavu Unie na adresu ruských oligarchů prohlásil: „Spojujeme se s našimi evropskými spojenci, abychom našli a zabavili vaše jachty, vaše luxusní byty, vaše soukromá letadla. Přijdeme si pro vaše nepoctivé zisky.“
Izraelská televize Channel 12 informovala, že na telavivském letišti přistálo sedm privátních tryskových letadel pronajatých v Turecku, která sem přepravila pasažéry z Petrohradu a Moskvy. Skrytá identita pasažérů i načasování letů nasvědčují tomu, že může jít o lidi na sankčních seznamech USA a Evropské unie, kteří využívají pronajatá letadla, aby své přesuny maskovali. Izraelský letištní úřad instruoval personál Ben Gurionova letiště, aby nepovoloval dlouhodobé parkování soukromých letadel patřících lidem na americkém sankčním seznamu a omezil je pouze na 48 hodin. Ministr zahraničí Ja'ir Lapid při návštěvě Bratislavy 14. března prohlásil, že Izrael nebude plnit roli země pro odklonění ruských majetků postižených sankcemi.
Evropský parlament jednal o zrušení „zlatých pasů“ a „zlatých víz“ pro občany ze států mimo Evropskou unii, kteří v Evropě investovali peníze a získali tak povolení k pobytu (víza) nebo občanství EU (pas) se všemi právy, která k tomu náleží – včetně možnosti pohybu, pobytu či práce v jakékoliv ze sedmadvaceti zemí. Víza dosud udělovalo 12 členských zemí, pasy pouze Kypr, Malta a Bulharsko. Podle Transparency International bylo s touto praxí spojeno praní špinavých peněz a korupce. Členské státy by podle Transparency International měly zajistit, aby bylo okamžitě zrušeno občanství nebo povolení k pobytu udělené sankcionovaným osobám. Analytik Chromý upozornil na vyhýbání se daním nebo páchání jiné trestné činnosti, jako tzv. praní špinavé reputace. Jako problém vnímá, že zlaté pasy mohou sloužit k obcházení sankcí uvalených na stát, ze kterého osoba původně pochází. Pro legislativní návrh na zrušení těchto výhod hlasovalo 595 europoslanců, 12 bylo proti a 74 se zdrželo. Autorkou návrhu je nizozemská europoslankyně Sophia in 't Veldová z liberální frakce Obnova Evropy. O návrhu musí rozhodnout Evropská komise.
Britský ministr pro bydlení Michael Gove navrhl, aby do zabavených nemovitostí ruských oligarchů byli nastěhováni ukrajinští uprchlíci.
Sankce proti Rusku zavedlo i Japonsko a zmrazilo majetek jak jednotlivcům, mezi kterými jsou poslanci Dumy, tak organizacím a zakázalo export čipů do Ruska. Kvůli územnímu sporu o Kurilské ostrovy Japonsko dosud nepodepsalo mírovou smlouvu s Ruskem. Přijímá ukrajinské uprchlíky a poskytuje Ukrajině humanitární pomoc, na kterou dosud vyčlenilo zhruba 175 milionů dolarů. Pod vlivem ruské invaze na Ukrajinu i vzhledem k rostoucím ambicím Číny se v zemi dokonce otevřela diskuze o možném umístění amerických jaderných zbraní na japonském území.
Po čtvrtém kole sankcí Evropské unie je už na seznamu téměř 900 osob pocházejících z Ruska, kterým bude zakázán vstup na území členských zemí EU nebo jim bude zakázáno cestovat, bude zmrazen jejich majetek a budou odstřihnuti od přístupu k financím.
Švýcarsko zařadilo na sankční seznam dalších 200 osob a svůj seznam sankcionovaných přizpůsobilo Evropské unii. Majetek těchto osob ve Švýcarsku musí být zmrazen a nahlášen Státnímu sekretariátu pro hospodářské záležitosti (SECO). Změna vstoupila v platnost dne 16. března v poledne. Z prvního soupisu majetku ruských oligarchů vyplývá, že Rusové uvedení na sankčních seznamech mají ve Švýcarsku nemovitý majetek za více než šest miliard dolarů. Švýcarská bankovní lobby odhadla, že tamní banky mohou držet více než 200 miliard dolarů ruského majetku.
Ministerstva financí a spravedlnosti USA zahájila činnost tzv. Multilateral Russian Oligarch Task Force nazvané REPO (Russian Elites, Proxies, and Oligarchs), jejíž zřízení USA ohlásily 26. února. Ministryně financí Janet L. Yellenová a generální prokurátor Merrick B. Garland se virtuálně setkali se zástupci Austrálie, Kanady, Německa, Francie, Itálie, Japonska, Spojeného království a Evropské komise. Společně se usnesli, že pracovní skupina, složená z ministerstva financí a ministerstva spravedlnosti nebo vnitra v každé členské jurisdikci bude využívat své příslušné orgány v součinnosti s dalšími příslušnými ministerstvy ke shromažďování a sdílení informací za účelem přijetí konkrétních opatření, včetně sankcí, zmrazení majetku a občanskoprávního a trestněprávního zabavení majetku a trestního stíhání. Tato mezinárodní spolupráce už vedla k zadržení několika plavidel v hodnotě stovek milionů dolarů. REPO diskutovala také o možnostech, jak postavit před soud ty osoby a firmy, které usnadnily pohyb sankcionovaných aktiv nebo jiných nezákonných finančních prostředků. Generální prokurátor USA zřídil 2. března také pracovní skupinu ministerstva spravedlnosti KleptoCapture, která nasadí zdroje amerického státního zastupitelství a donucovacích orgánů k odhalování obcházení sankcí a souvisejícího trestného jednání. Orgán ministerstva financí pro vymáhání finanční kriminality (Financial Crimes Enforcement Network – FinCEN) se spojí s kolegy v členských zemích REPO a dalších zemích, aby zvýšil sdílení informací. FinCEN rovněž vydá upozornění pro finanční instituce o důležitosti identifikace a hlášení podezřelých transakcí ruských elit, oligarchů a jejich zmocněnců, na něž se vztahují sankce a které se týkají nemovitostí, luxusního zboží a majetku vysoké hodnoty. Úřad pro terorismus a finanční zpravodajství ministerstva financí v koordinaci s ministerstvy spravedlnosti a zahraničí a federálními donucovacími orgány USA rovněž spustí program, který nabízí odměny za informace vedoucí k zabavení, omezení nebo propadnutí majetku spojeného s korupcí zahraničních vlád, včetně vlády Ruské federace. Vládní dokument uvádí seznam 50 osob, které jsou pro Spojené státy prioritní.
V Itálii se zabavováním majetku ruských oligarchů zabývá Guardia di Finanza, která se specializuje na daňovou a finanční kriminalitu a má více než 60 tisíc zaměstnanců. Za dohled zodpovídá zvláštní útvar, Výbor pro finanční bezpečnost, který má rozsáhlé pravomoci a koordinuje spolupráci ministerstev a různých agentur. Itálie má zkušenosti z boje proti organizovanému zločinu a velmi progresivní zákony o praní špinavých peněz a finančních kontrolách, dokáže rekonstruovat finanční toky i pokud jde o offshorové společnosti, je schopna kontrolovat majetek a identifikovat tak vlastníky. Italové navíc umně skloubili IT a tradiční metody – mají skvělé kyberstopaře a zosnovali jedinečnou síť informátorů – v bankách, fondech, institucích.
Členské státy Evropské unie vytvořily pracovní skupinu s názvem „Freeze and Seize“ (Zmrazit a zabavit) za účelem zajištění koordinace na úrovni EU při provádění sankcí proti ruským a běloruským oligarchům uvedeným na seznamu. Bude pracovat společně s mezinárodní pracovní skupinou „REPO“, v jejímž rámci EU působí společně se zeměmi G7 – Kanadou, Francií, Německem, Itálií, Japonskem, Spojeným královstvím a Spojenými státy, a také s Austrálií.
V květnu 2021 byly na seznamu nepřátelských zemí Ruska pouze dva státy: USA a Česká republika (po Kauze Vrbětice). V únoru 2022 Rusko rozšířilo tento seznam na 48 zemí (všechny členské státy G7 a všechny státy EU). Dne 3. května 2022 Rusko zavádí protisankce vůči nepřátelským zemím, právnickým a fyzickým osobám. Sankce zahrnují zákaz uzavírat nové smlouvy a plnit stávající smlouvy, provádět finanční operace, dodávat produkty a suroviny. Dne 11. května 2022 publikuje Rusko seznam 31 firem, kterých se výše uvedené sankce týkají, obsahuje firmy jako Gazprom Germania GmbH, Gazprom Schweiz AG, Gazprom Marketing & Trading USA Inc, Vemex, Wingas, EuRoPol GAZ.

### Důsledky porušení sankcí
Jack Hanick, bývalý zaměstnanec televizních stanic CNBC a Fox News, byl zatčen v Londýně za svou práci televizního producenta pro ruského mediálního magnáta Konstantina Malofejeva, který je spojován s agresí na Ukrajině, zejména na Krymu a byl na americkém sankčním seznamu. Jde o vůbec první trestní obvinění z porušení amerických sankcí vyplývajících z ruské anexe Krymu v roce 2014. Prokurátoři uvedli, že když agenti FBI vyslýchali Hanicka ohledně jeho práce pro Malofejeva, vypovídal nepravdivě. Pokud bude Hanick vydán do Spojených států, hrozí mu až 20 let vězení.

## Důsledky v Česku

### Reakce Česka
Vrcholná politická reprezentace České republiky ruský útok na Ukrajinu odsoudila a vláda omezila diplomatické vztahy s Ruskem. Zasazovala se také o maximální zpřísnění ekonomických sankcí vůči Rusku i Bělorusku na evropské úrovni, pracovala na jejich realizaci na národní úrovni. Uzavřela český vzdušný prostor ruským letadlům, zahájila dodávky vojenské techniky a materiálu pro ukrajinskou armádu. Vláda i charitativní organizace a další subjekty zahájily také humanitární pomoc obyvatelům Ukrajiny. Česko se stalo jednou ze zemí, do které po zahájení invaze mířily toky válečných uprchlíků, a úřady je začaly zpracovávat jako cizince mimo zemí EU. Vláda Petra Fialy urychleně – ve vyhlášeném krizovém stavu – přijala zákon o dočasné ochraně.
Tento zákon sněmovny již dovoluje na celý rok poskytnout státní záruky, navazující finanční i lehčí pomoc dalších nevládních subjektů, jež zejména v Praze začaly zajišťovat příchozí, hledat jim ubytování, zdravotní a sociální služby, zapojení do pracovního trhu, vzdělávání dětí apod. Česko je s bilaterální pomocí Ukrajině vyjádřenou v % HDP jednou z nejštědřejších zemí na světě. Nadále by na rekonstrukční pomoc Ukrajině mělo Česko mezi lety 2023–2025 každý rok dát půl miliardy Kč.
Od 25. října 2022 se do Česka nepovoluje vstup Rusům se schengenským vízem uděleným v Česku ze zemí mimo Schengenský prostor, stejně tak učinilo také Polsko, Finsko a pobaltské země (ruští občané však mohou i nadále přicestovat do Česka s vízem z jiných schengenských zemí). Pro studenty z Ukrajiny a Běloruska se vízová pravidla naopak zmírní.
Podle údajů z roku 2025 byla Českem poskytnuta pomoc ve výši přibližně 232 miliard korun.

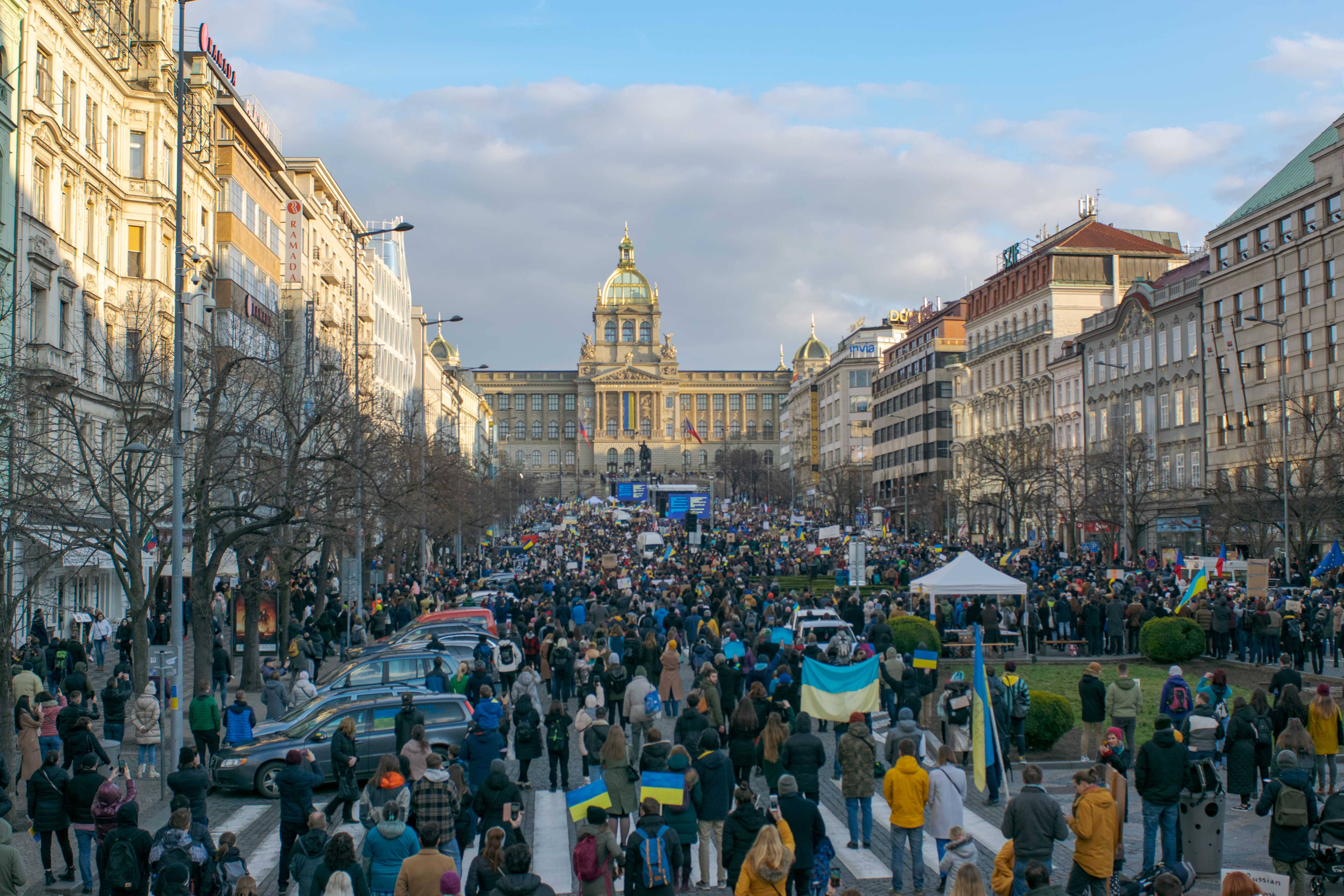
Demonstrace na podporu Ukrajiny, Václavské náměstí v Praze, 27. února 2022

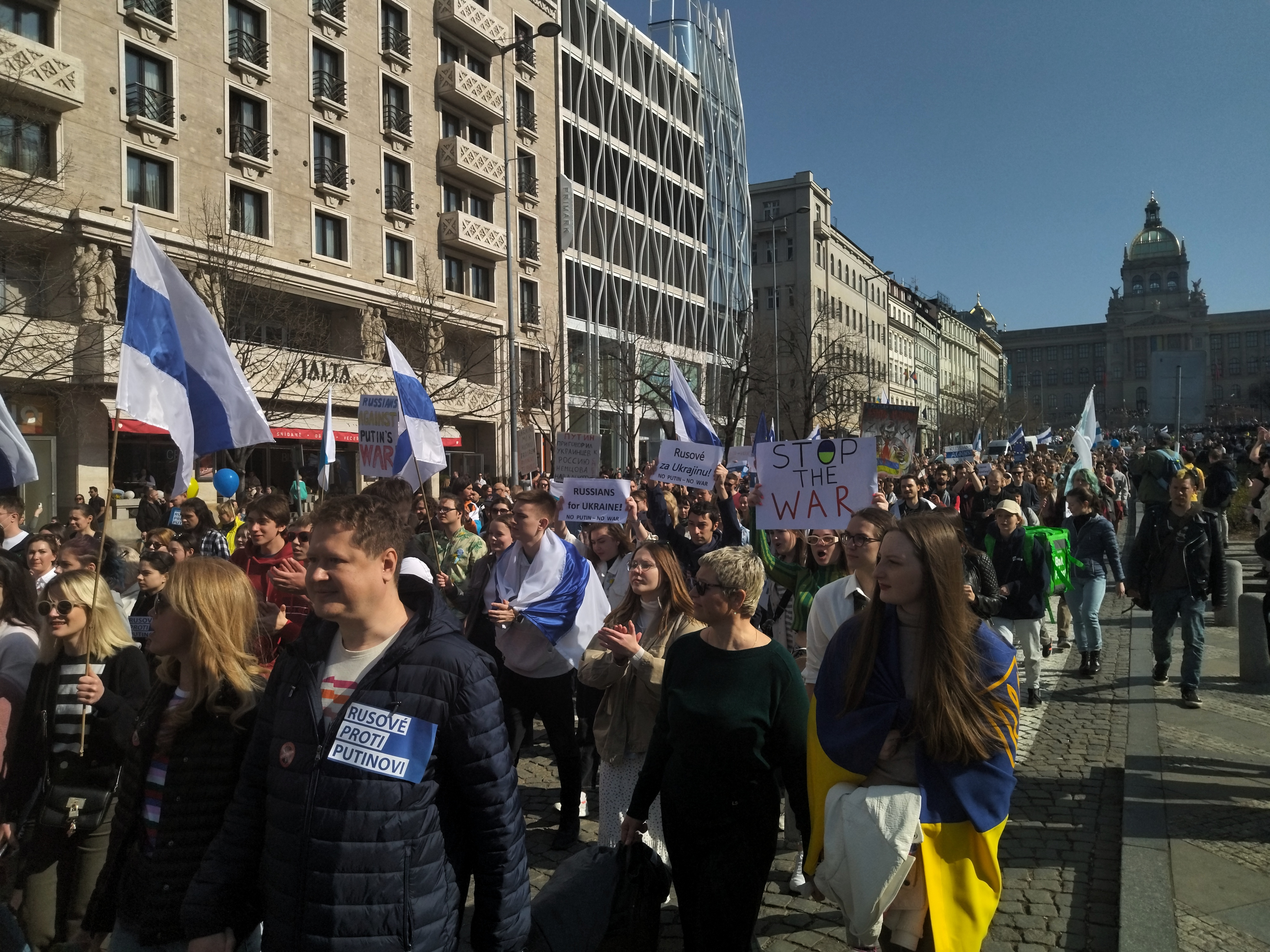
Demonstrace Rusů žijících v Česku proti ruské invazi na Ukrajinu, Václavské náměstí v Praze, 27. března 2022

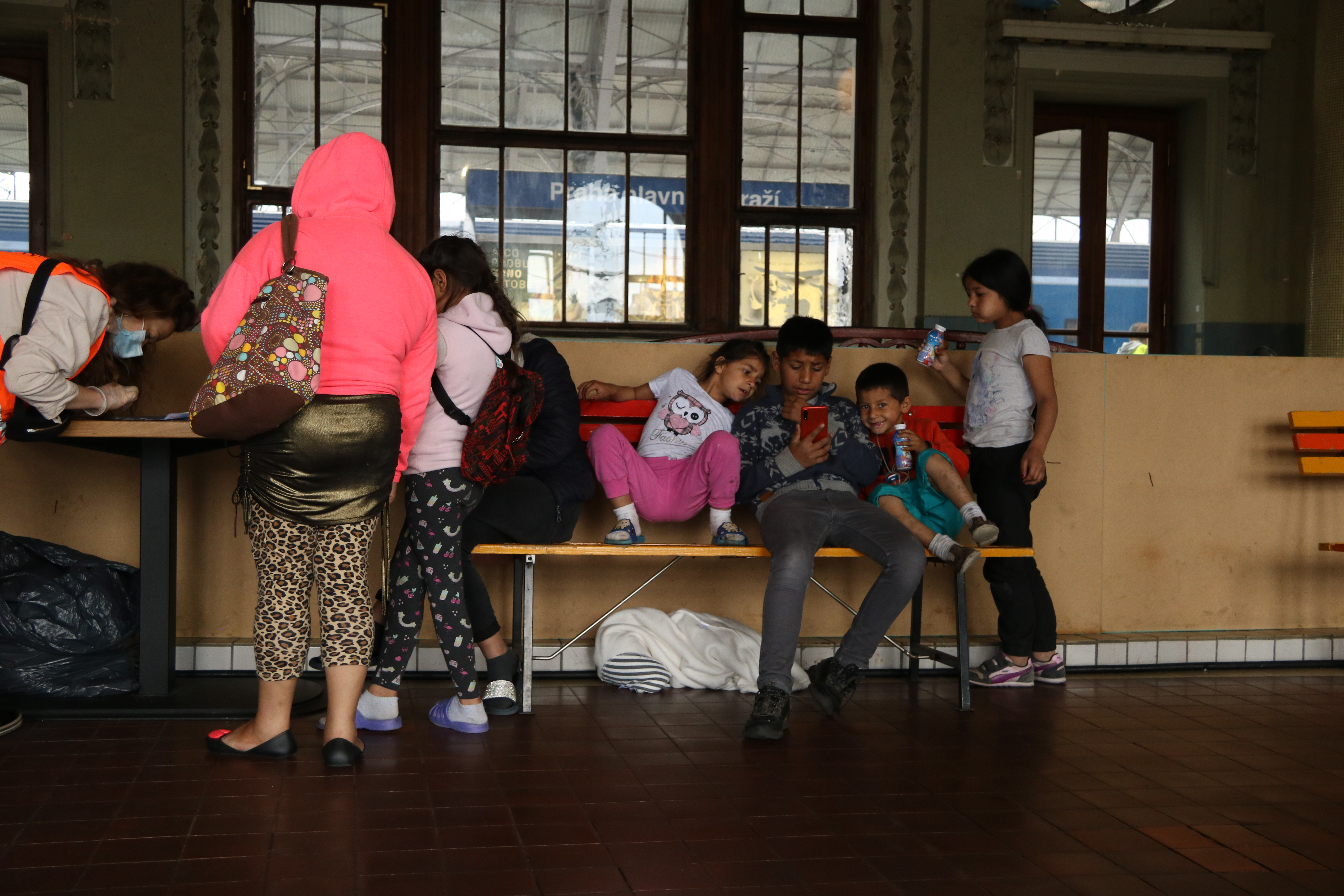
Uprchlíci na Hlavním nádraží v Praze

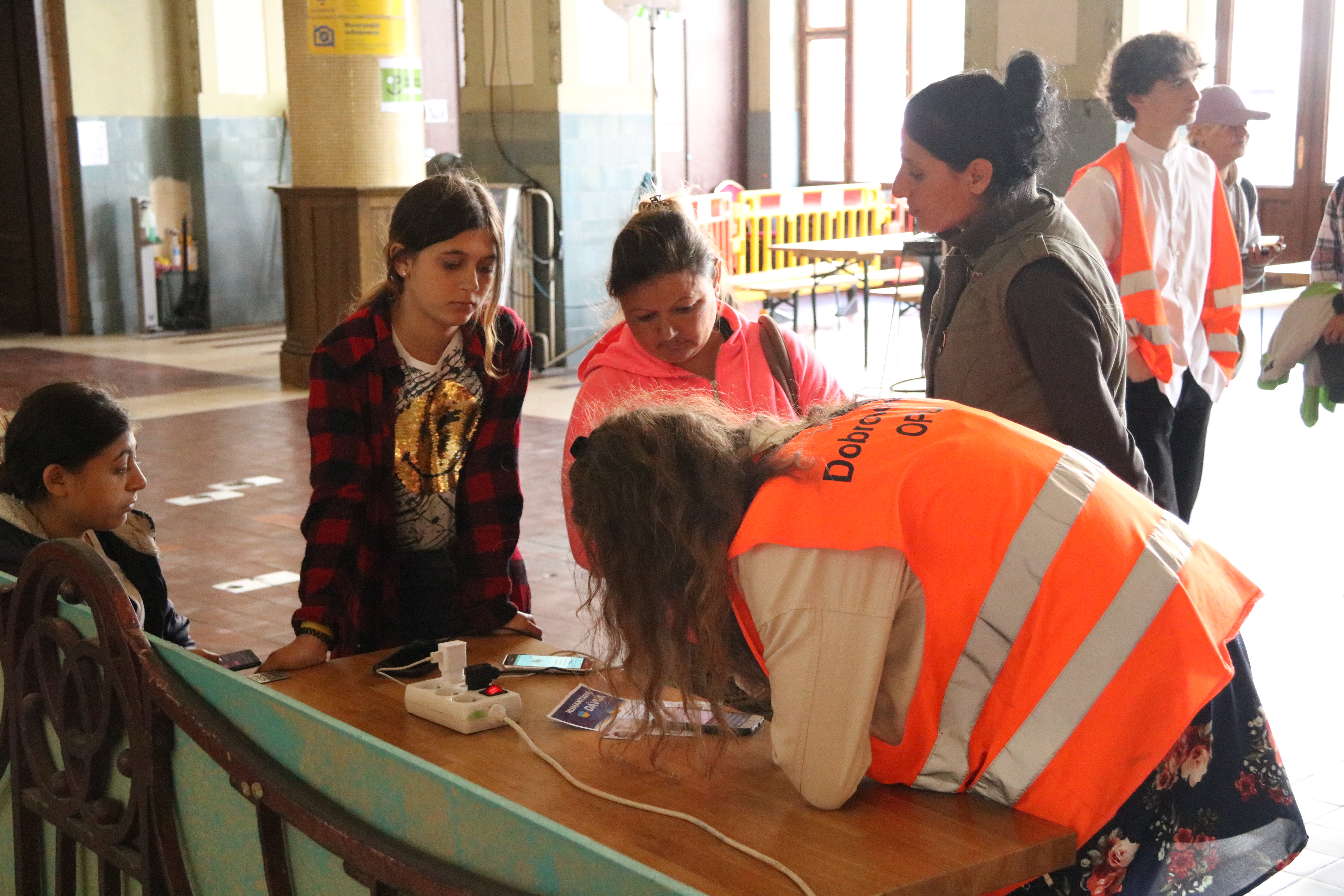
Dobrovolníci poskytující pomoc běžencům na Hlavním nádraží v Praze

### Občanské protesty v Česku
V Česku 24. února protestovalo na Václavském náměstí asi 3 000 lidí. V neděli 27. února se na témže místě na demonstraci pořádané organizací Milion chvilek pro demokracii sešlo podle policejních odhadů 70 až 80 tisíc lidí. Tři tisíce Rusů protestovalo v Praze proti válce a Putinovi 27. března 2022.

### Česká vojenská pomoc
V únoru 2023 činila vojenská pomoc Česka od počátku ruské invaze zhruba 10 miliard korun. V roce 2022 poskytlo Česko Ukrajině podle Ministerstva obrany ze svých zásob 38 tanků, 55 bojových vozidel pěchoty (BVP), 5 průzkumných chemických vozidel, 47 automobilů, 6 systémů protivzdušné obrany, 4 vrtulníky, 128 minometů, 13 samohybných kanónových houfnic a 12 raketometů. Dále více než 27 tisíc dělostřeleckých nábojů, 4900 raket pro raketomety, 8 tisíc protipancéřových zbraní, přes 17 tisíc min pro minomety, 291 protiletadlových prostředků, 30 tisíc pistolí, 11 tisíc dlouhých ručních střelných zbraní a také přes 4 miliony nábojů pro ruční střelné zbraně. Ministerstvo poskytlo i vojenský zdravotní materiál, materiál radiační, chemické a biologické ochrany, vojenskou výstroj či náhradní díly. Z českých skladů hmotných rezerv pak 900 metrů mostních konstrukcí. Podle náčelníka generálního štábu armády Karla Řehky vždy z vyřazených kusů techniky nebo rezerv bez oslabení bojeschopnosti české armády.
Obranný průmysl realizoval dodávky za dalších 30 miliard korun. Na českém území se také v únoru 2023 cvičí zhruba 4 tisíce ukrajinských vojáků. V roce 2022 čeští vojáci vycvičili přes 600 ukrajinských příslušníků mechanizovaného praporu a zhruba 50 specialistů ve třech oblastech. V různých sbírkách přispěli na pomoc Ukrajině čeští občané částkou 1,5 miliardy korun. Pomoc české armádě byla v roce 2022 od USA přislíbena ve výši 2,3 miliardy korun, z EU 155 miliónů (vyplaceno v lednu 2023), na rok 2023 USA přislíbily 4,4 miliardy korun.
Na konci roku 2023 činila česká vojenská pomoc Ukrajině od začátku konfliktu v aktuální hodnotě 1,2 miliardy korun (původní pořizovací hodnota byla 6 miliard korun). Nejstarší zbraně pocházely z konce 50. let, nejnovější z roku 2019. Jednalo se o bitevní vrtulníky Mi-24, 62 tanků pořízených mezi lety 1968 až 1993, přes 130 bojových vozidel pěchoty a další vozidla, kanónové houfnice, raketomety a další. Neuvedené konkrétní typy lze dovodit z dřívějších prohlášení. V přepočtu na HDP se Česko nachází v první desítce podporovatelů Ukrajiny (1,1 % HDP). Jako kompenzaci ČR obdržela 8 vrtulníků z USA v hodnotě 6,9 miliardy korun a z Německa 15 tanků Leopard 2A4 v celkové hodnotě 1,9 miliardy korun. Mezi největší dárce vojenské pomoci Ukrajině patří USA (45 miliard dolarů) a Německo (17 miliard dolarů). Ministerstvo obrany ČR licencovalo další komerční vývoz vojenské techniky na Ukrajinu ve výši 30 miliard korun.
Ministryně obrany Černochová oznámila 12. prosince 2023, že materiální vojenská pomoc Ukrajině od Armády České republiky byla ukončena, protože armáda již vyčerpala všechny zásoby, které mohla poskytnout. Pokračovat bude jen finanční pomoc tím, že od začátku války dodalo Česko Ukrajině vojenské vybavení v hodnotě 6,2 miliardy korun (například bitevní vrtulníky, tanky či bojová vozidla pěchoty). V rámci mise EUMAM, schválené v roce 2022 v době českého předsednictví v Radě Evropské unie, Česko dosud vycvičilo zhruba 4000 ukrajinských vojáků. Mimo státní pomoc činily vydané licence na komerční (tj. zaplacené Ukrajinou nebo jinými třetími stranami) dodávky vojenského materiálu Ukrajině zhruba 117 miliard korun a již uskutečněných projektů je zhruba necelá polovina.

### Ukrajinští uprchlíci v Česku
Ředitel Organizace pro pomoc uprchlíkům (OPU) v České republice Martin Rozumek dna začátku března 2022 potvrdil, že je možné bez problémů zvládnout desítky tisíc osob, možná i větší počty. OPU spustilo platformu Pomáhej Ukrajině! s informacemi i v ukrajinštině. Ministerstvo zemědělství oznámilo 28. února 2022, že spustí speciální webové stránky pro uprchlíky z Ukrajiny, kde naleznou informace o volných pracovních místech.
Do Česka za tři týdny invaze přišlo 270 000 válečných utečenců z Ukrajiny. Kvůli uprchlické vlně byl vyhlášen nouzový stav, Parlament schválil Lex Ukrajina. Uprchlíci z Ukrajiny dostávali první měsíční dávku 5000 Kč. Uprchlíci mají zajištěné ubytování, stravování a základní sociální a materiální pomoc. Problémem bylo, že Ukrajinci čelili podvodům s vízy i kuplířství. Uprchlíci byli také hlavní skupinou nárůstu HIV pozitivních případů v ČR. V dubnu 2022 náklady na zvládnutí uprchlické vlny vláda odhadovala na 54 miliard Kč.
Česko bylo zemí s největší masou ukrajinských uprchlíků v přepočtu na počet obyvatel, k dubnu 2023 bylo vydáno přes 500 tisíc dočasných ochran. Někteří však odešli do jiné země, nebo ochranu zrušili. K dubnu 2023 bylo v Česku 325 tisíc uprchlíků z Ukrajiny s přiznanou dočasnou ochranou. Pracovní poměr z nich mělo 42 % a dalších 14 % pracovalo na částečný úvazek. V polovině roku 2023 překonaly příjmy z odvodů ukrajinských uprchlíků do státního rozpočtu výdaje na jejich podporu (v Q3 2023 byl příjem 5,5 miliard Kč, výdaje na podporu 4,4 miliardy Kč). V dubnu 2024 bylo v ČR 340 tisíc uprchlíků z Ukrajiny s dočasnou ochranou. Podle Ministerstva vnitra necelých 30 % z nich jsou děti, mladí do 17 let a senioři starší 65 let. Podíl žen z více než 120 tisíc ekonomicky aktivních přesahuje 60 %.
Podle průzkumu CVVM z období 8. 9. – 8. listopadu 2022 (821 dotázaných), s kroky české vlády na podporu Ukrajiny souhlasilo 42 % lidí a 52 % s nimi nesouhlasilo, 74 % považuje situaci na Ukrajině za hrozbu pro mír ve světě, 70 % podporuje vyvíjení diplomatického tlaku na Rusko, 49 % podporuje i snahy o politickou a ekonomickou izolaci Ruska jakožto kroky směřující k zastavení konfliktu, 43 % schvaluje poskytování vojenského vybavení Ukrajině.

## Ekonomické dopady

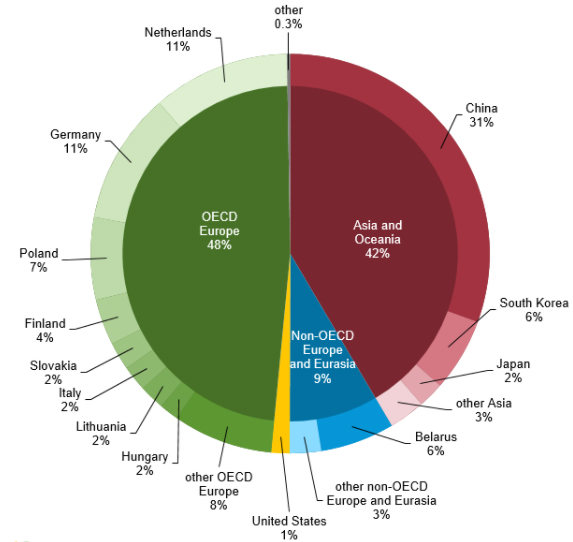
Země dovážející ropu z Ruska před uvalením embarga na ruskou ropu státy EU v roce 2022

Rusko a Bělorusko
Země, které uvalily na Rusko sankce
Země, které blokují obcházení sankcí
Země, které zavedly jednotná omezení

V důsledku invaze byly uvaleny ekonomické sankce na Rusko a Bělorusko ze strany Evropské unie, Velké Británie, Spojených států amerických a dalších zemí. Část, ale nikoli většina soukromých nadnárodních společností omezila svoje aktivity nebo kontrakty s ruskou stranou. Např. McDonald's, kterého musel nahradit nový ruský řetězec bister Vkusno i točka (Chutné, tečka), oznámil uzavření svých 850 restaurací v Rusku jako reakci na ruskou invazi na Ukrajinu. Nestabilita se projevila na finančních i komoditních trzích a mimo jiné také výrazným propadem rublu. Propad HDP Ruska v roce 2022 se odhaduje okolo 15 %, ale případné embargo na ropu a plyn ekonomiku příliš neohrozí.
Dne 20. dubna 2022, téměř dva měsíce od začátku invaze, byla cena amerického dolaru opět na úrovni 80 rublů (1 USD = 80 RUB) jaká byla i před válkou. Data ruského statistického úřadu ukazují, že se výroba propadla v mnoha odvětvích, od automobilů až po domácí spotřebiče; ruská ekonomika se postupně hroutí.
Asijské země, například Saúdská Arábie, Indie nebo Čína, využily evropského embarga na dovoz ruské ropy a začaly ve velkém nakupovat zlevněnou ropu z Ruska. Podle politického geografa Michaela Romancova se kromě západních zemí, které jsou ovšem pro Rusko důležité, zbytek světa k izolaci Ruska „z pragmatických a někdy i ideologických důvodů nepřipojil. Znamená to, že Rusko není izolované od Číny, Indie, Íránu a Turecka, abychom zmínili alespoň ty velké důležité země."
Rusko je největším světovým vývozcem zemního plynu, obilí a umělých hnojiv a také patří mezi největší světové vývozce surové ropy, uhlí, oceli a kovů, včetně palladia, platiny, zlata, kobaltu, niklu a hliníku. V důsledku války došlo k růstu cen mnoha těchto komodit. Rostoucí ceny umělých hnojiv, které se vyrábí s využitím zemního plynu, přispěly k celosvětovému nárůstu cen základních potravin a k světové potravinové krizi. V důsledku omezování závislosti na dovozu ruského plynu začaly stoupat obavy o dostatek této komodity v českých zásobnících a to především na zimní období. Naplněnost českých zásobníků plynu lze sledovat nahttps://www.zasobyplynu.cz/.
V dubnu 2022 se Rusko podílelo 45 % na dovozu zemního plynu do EU a vydělávalo tím 900 milionů dolarů denně. V prvních dvou měsících války Rusko vydělalo více než 66 miliard dolarů na exportu fosilních paliv a 71 % z těchto zisků představoval vývoz do EU. Dne 18. května 2022 zveřejnila Evropská unie plány na ukončení své závislosti na ruské ropě, zemním plynu a uhlí do roku 2027. V důsledku omezování závislosti na ruském plynu začaly růst obavy o dostatek plynu v zásobnících. Jejich stav lze sledovat online na https://www.zasobyplynu.cz/.
Česko si pronajalo po začátku invaze na Ukrajinu v nizozemském přístavu Eemshaven asi třetinu kapacity plovoucího LNG terminálu (3 miliardy m3 ročně) na zkapalněný zemní plyn. Pro přepravu plynu do ČR je však nutné využít německé plynovody. V březnu 2024 vyzvaly země V4 a Rakousko Evropskou komisi k podniknutí právních kroků proti Německu, které zvýšilo poplatek za tranzit plynu na 1,860 €/MWh. Podle českého ministra průmyslu a obchodu Josefa Síkely se jednalo o „přímé ohrožení energetické bezpečnosti států, které nemají přímý přístup k LNG terminálům.“
Ve snaze poškodit ruskou ekonomiku se západní vlády rozhodly zmrazit devizové rezervy ve výši 300 miliard dolarů, které vlastní Centrální banka Ruské federace. Podle některých západních politiků by mohly být v budoucnu zabaveny a využity k obnově válkou zničené Ukrajiny.
Negativní dopad války na Ukrajině pociťuje také ruská i ukrajinská věda, jednotliví vědci i vědecké instituce (v mnoha různých odvětvích).
Za rok 2022 získala Ukrajina ekonomickou pomoc ve výši odpovídající téměř 700 miliard Kč. Ratingová agentura Fitch snížila hodnocení Ukrajiny na C, takže úroky z těchto půjček budou vyšší. Na rok 2023 plánovala EU půjčku 18 miliard EUR (s odkladem splácení 10 let) pro Ukrajinu. Počatkem roku 2024 byla schválena pomoc EU ve výši 50 miliard EUR, přičemž 2/3 budou poskytnuty formou půjčky.
Od ledna 2022 většinou západní státy přislíbily Ukrajině pomoc ve výši více než 380 miliard dolarů, včetně téměř 118 miliard dolarů přímé vojenské pomoci. V roce 2022 poskytla Bidenova administrativa Ukrajině převážně vojenskou pomoc ve výši 112 miliard dolarů. V dubnu 2024 americký prezident Joe Biden schválil dalších 61 miliard dolarů na pomoc Ukrajině ve válce s Ruskem.

## Odmítání vojenské služby
Po ruské invazi v roce 2022 a následném vyhlášení válečného stavu ukrajinská vláda pozastavila možnost alternativní civilní služby pro osoby odmítající vojenskou službu z důvodu svědomí z náboženských i jiných důvodů, a to přesto, že toto práv je uvedeno v ukrajinské ústavě. Od prosince 2024 umožňuje ukrajinská vláda některým registrovaným náboženským společnostem výjimku až pro polovinu duchovních. Pozornost vzbudil případ (zmíněný lidskoprávní organizací Forum 18) ve věci Dmytra Zelinského, příslušníka Církve adventistů sedmého dne, který byl v roce 2024 odsouzen k tříletému trestu odnětí svobody za odmítnutí mobilizace z důvodu svědomí. Od října 2024 tak probíhá soudní kauza ve věci práva na alternativní civilní službu. Na stranu obhajoby se postavili například ukrajinští kvakeři.

## Mezinárodní reakce

Rusko
Země na Seznamu nikoli přátelských zemí, které uvalily na Rusko sankce.
Ostatní země

Mezinárodní reakce na invazi:
Ukrajina
Rusko
Podpora Ukrajiny
Podpora Ruska
Neutrální či neznámý postoj
Nejsou data

Země dodávající Ukrajině zbraně:
Ukrajina
Rusko
Země, které dodávají Ukrajině zbraně
Země, které dodaly Ukrajině neletální zbrojní materiál
Země, které nedodávají Ukrajině zbraně

Ukrajina
Rusko
Země, které uzavřely svůj vzdušný prostor pro ruská letadla
Země, které neuzavřely svůj vzdušný prostor pro ruská letadla

Přehled zemí dodávajících humanitární pomoc Ukrajině:
Ukrajina
Rusko
Země, které dodávají Ukrajině humanitární pomoc
Země, které nedodávají Ukrajině humanitární pomoc

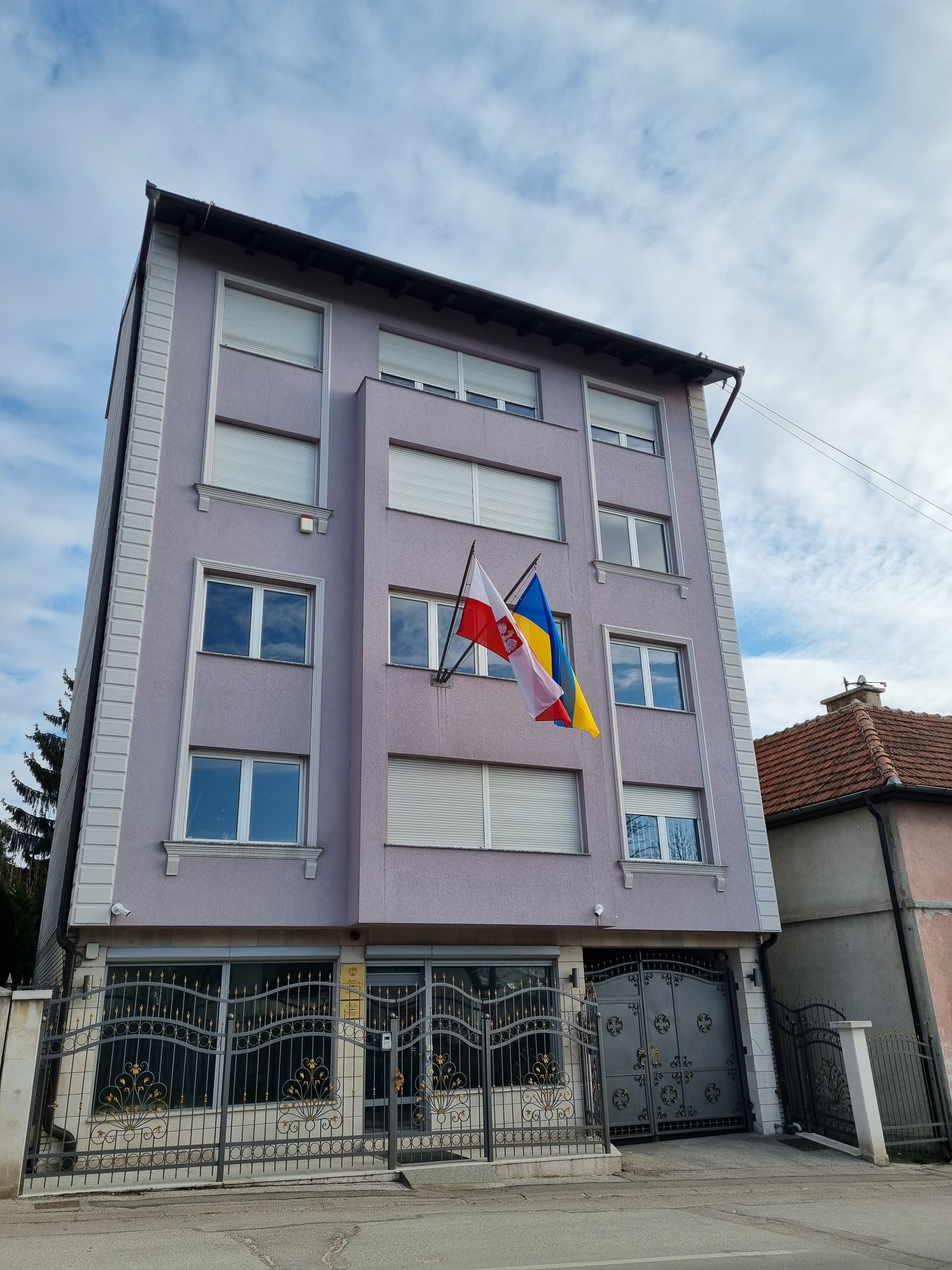
Ukrajinská vlajka na polské ambasádě v Sarajevu

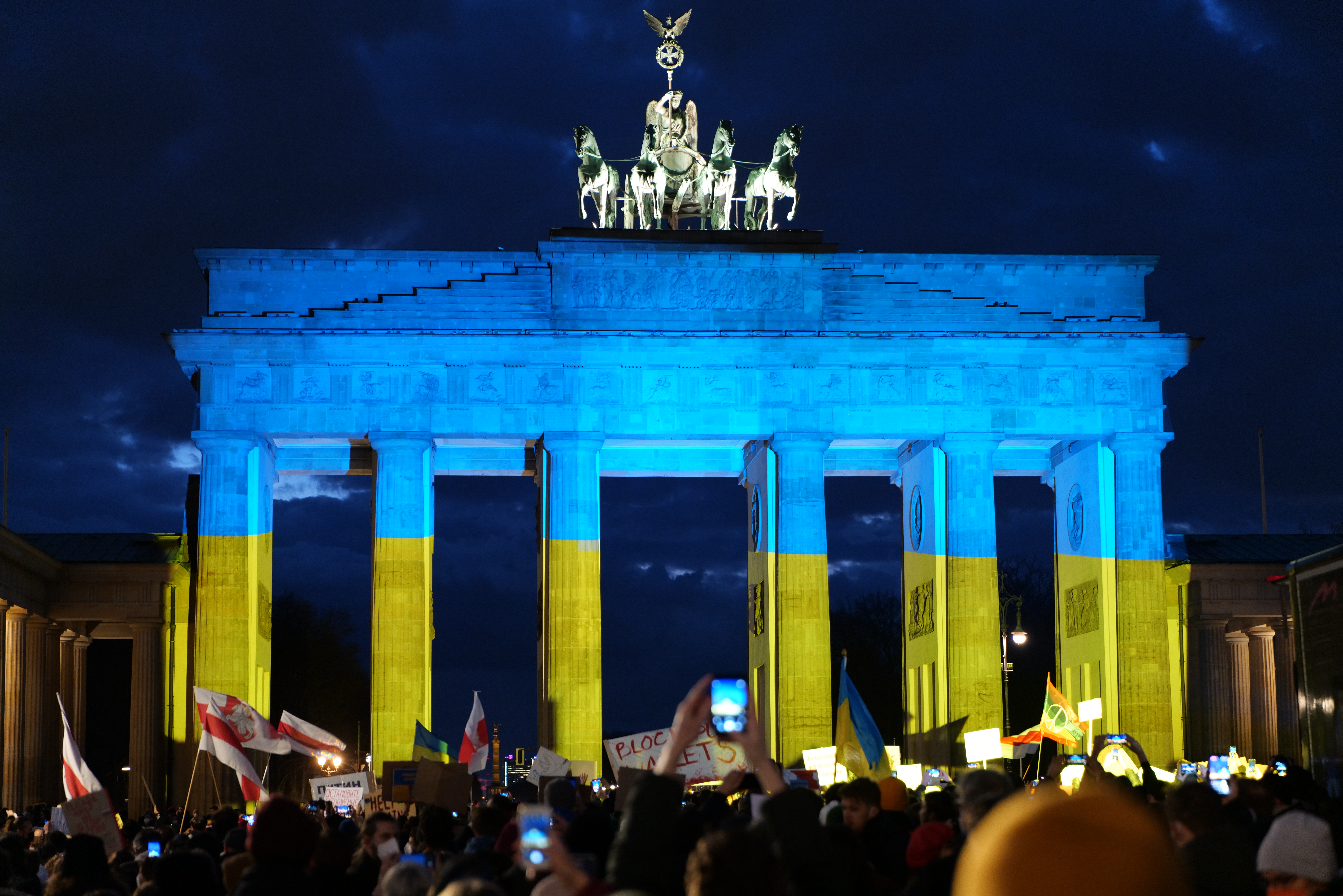
Braniborská brána v Berlíně nasvícená do barev Ukrajiny, 24. února

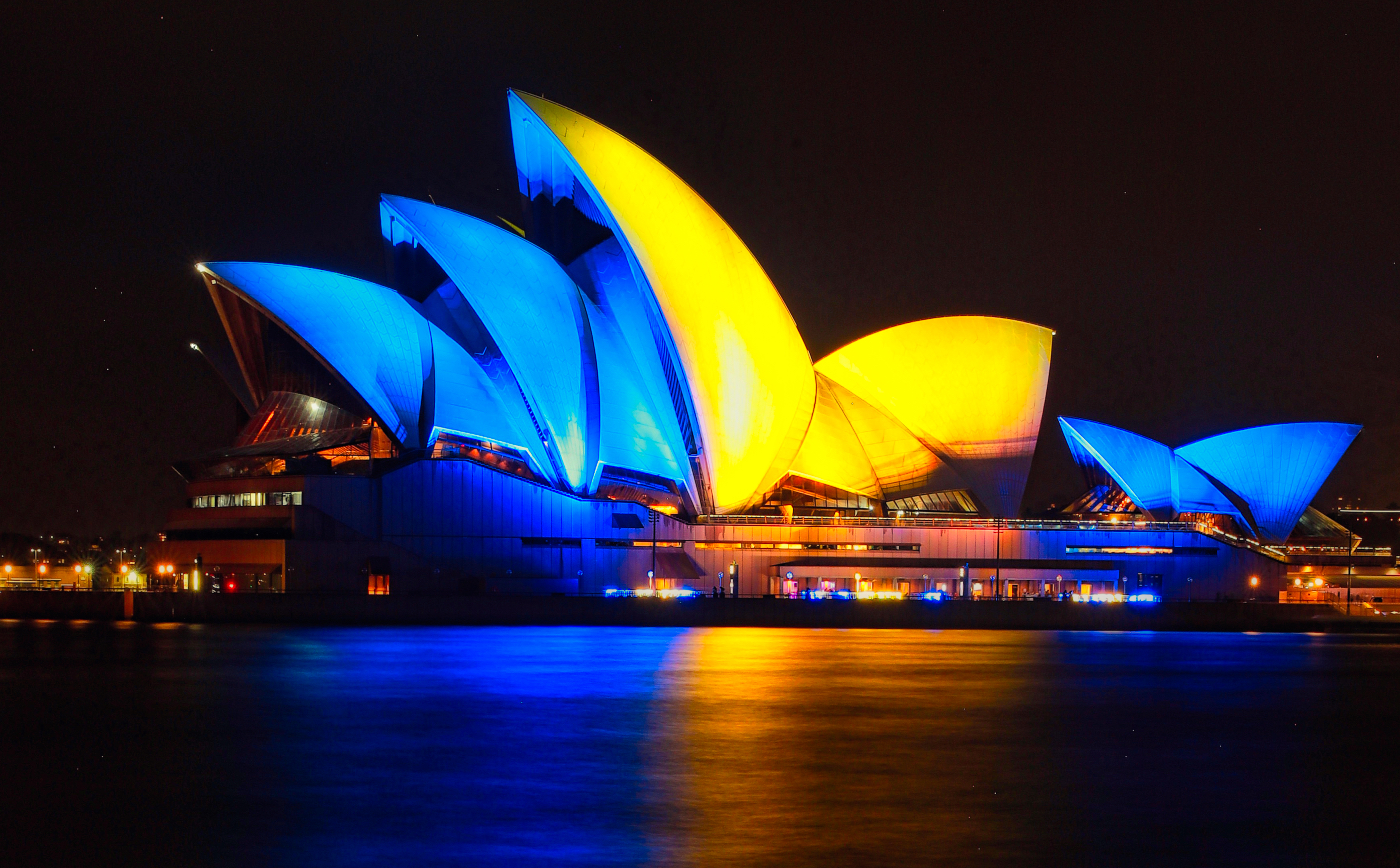
Opera v Sydney nasvícená do barev Ukrajiny

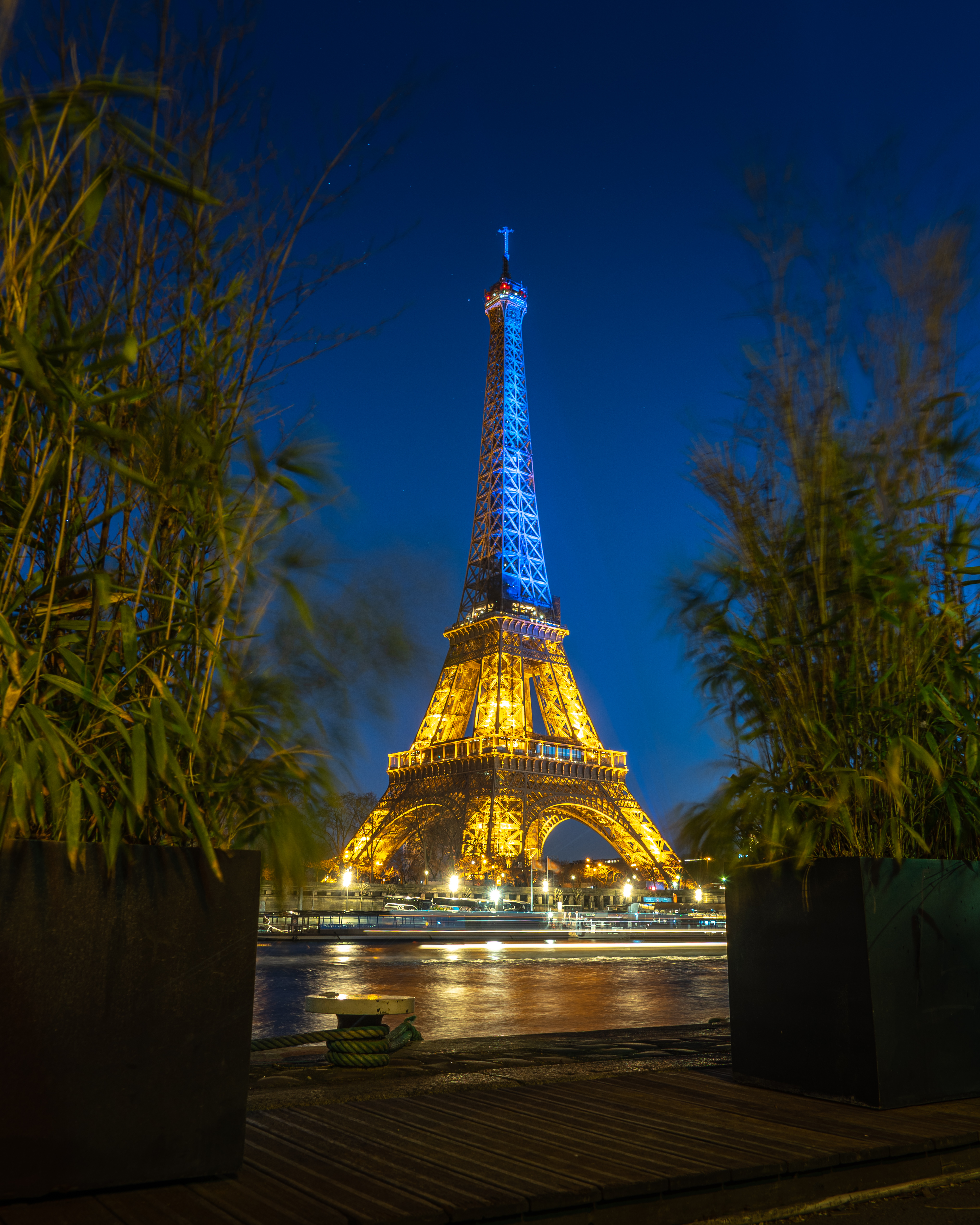
Eiffelova věž nasvícená do barev Ukrajiny, 26. února

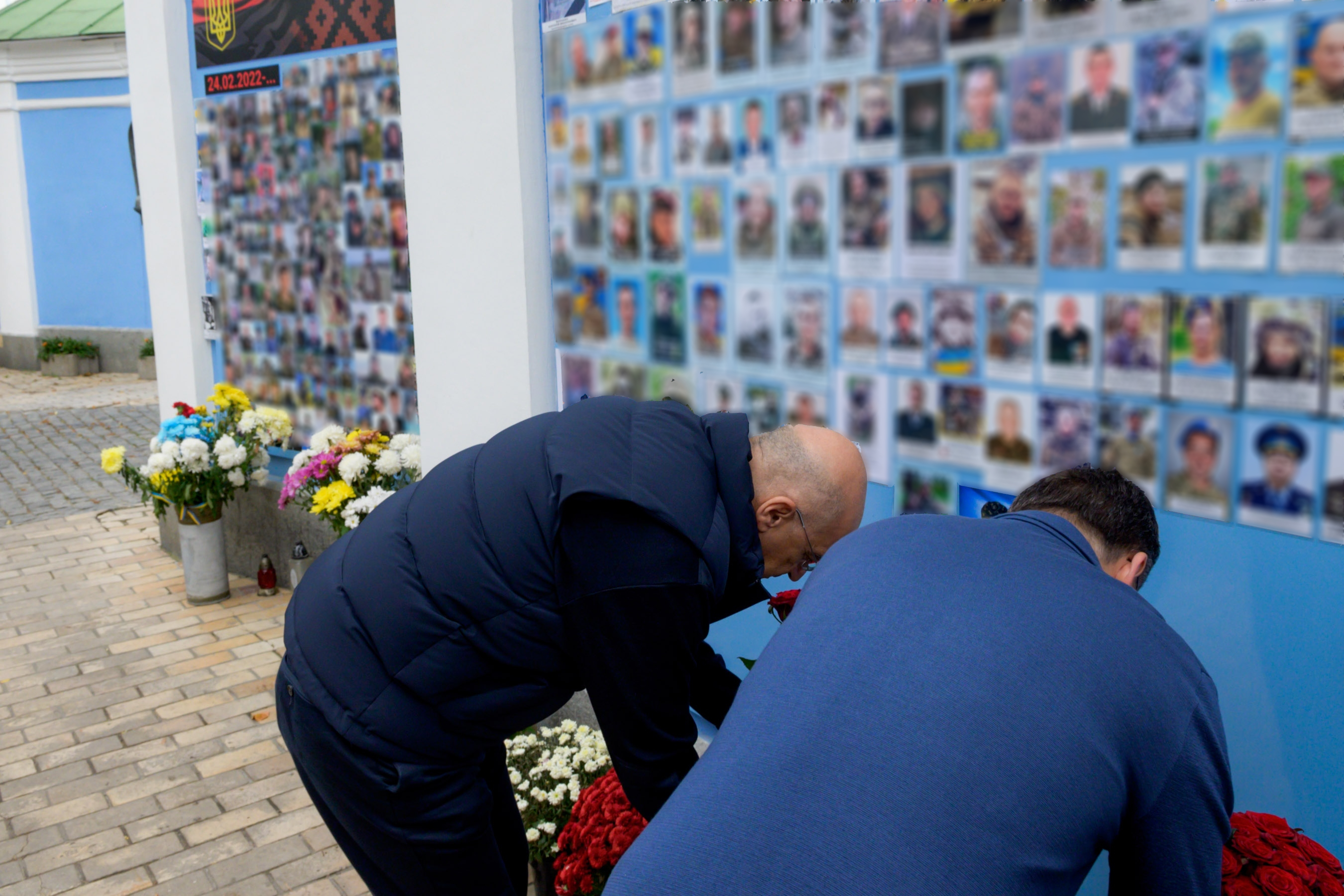
Řecký ministr zahraničí v Kyjevě u památníku ukrajinských vojáků, kteří zahynuli ve válce v roce 2022

- Africká unie – Předseda komise Moussa Faki a předseda unie Macky Sall vyzvali Rusko a všechny další zainteresované aktéry, aby bezpodmínečně respektovali mezinárodní právo, územní celistvost a národní suverenitu Ukrajiny. Rovněž obě strany konfliktu vyzvali k okamžitému uzavření příměří a zahájení politických jednání.[496]
- Ázerbájdžán – Ázerbájdžán zaujal postoj, že je potřeba respektovat suverenitu a územní celistvost států, veškeré spory je potřeba řešit politickými, diplomatickými prostředky a dialogem.[497] Dne 26. února Ázerbájdžán dopravil letecky na Ukrajinu humanitární pomoc v hodnotě více než 5 milionů eur.[498] Ázerbájdžánská ropná společnost SOCAR nařídila svým čerpacím stanicím na Ukrajině, aby zdarma doplňovala paliva sanitek, hasičských vozů a dalších humanitárních vozidel.[499]Putin a čínský prezident Si Ťin-pching na summitu BRICS v Kazani v Rusku v říjnu 2024. Většina zemí globálního Jihu zaujala k válce na Ukrajině neutrální postoj a udržovala s Ruskem dobré vztahy.[500]

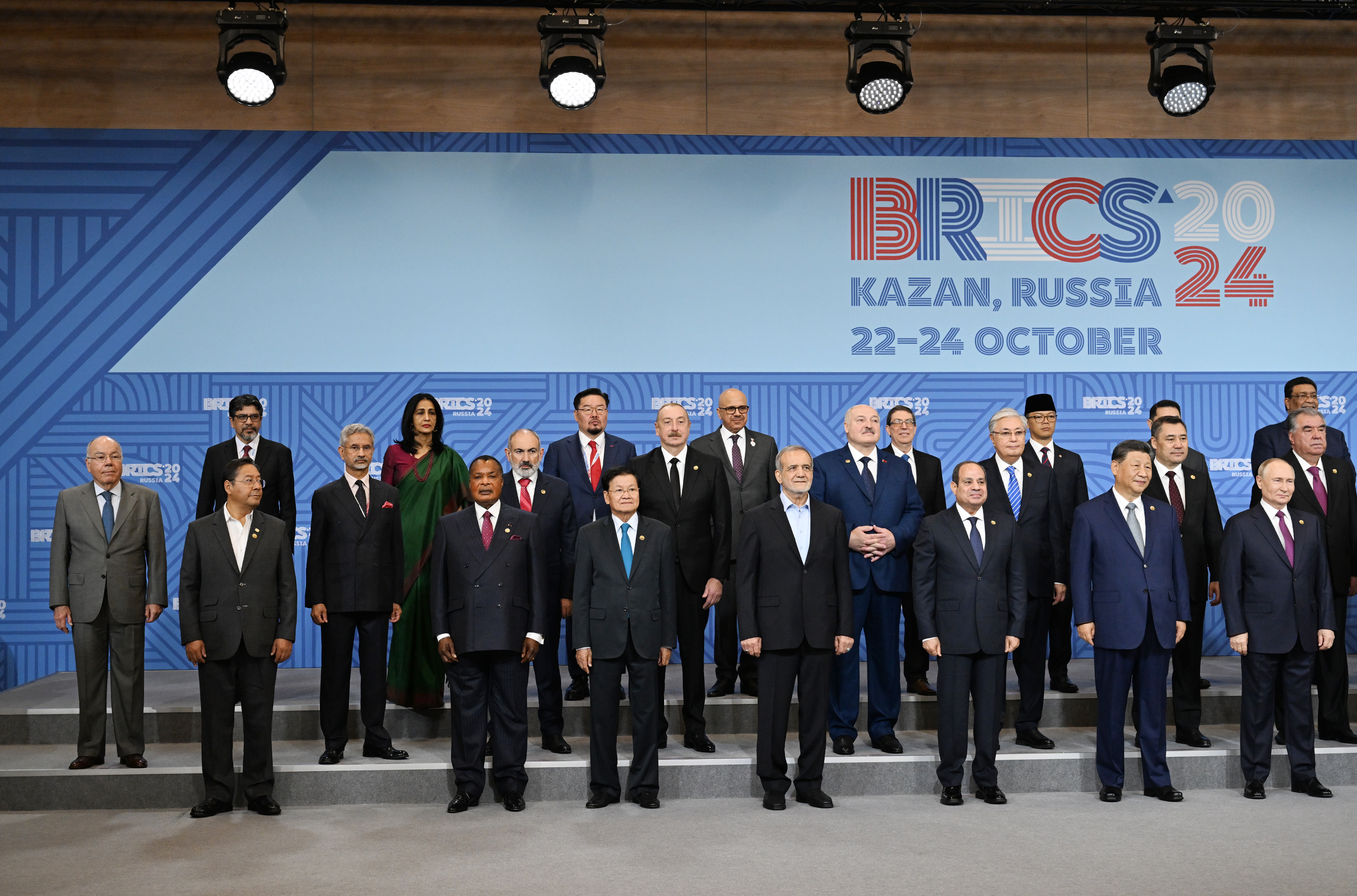
Putin a čínský prezident Si Ťin-pching na summitu BRICS v Kazani v Rusku v říjnu 2024. Většina zemí globálního Jihu zaujala k válce na Ukrajině neutrální postoj a udržovala s Ruskem dobré vztahy.

- Čína – Čínský ministr zahraničí varoval USA před „oprávněnými obavami o bezpečnost Ruska“.[501] Podle západních tajných služeb byli čínští představitelé o invazi dopředu informováni a požádali Putina, aby začátek invaze odložil až na dobu po skončení Zimních olympijských her 2022 v Číně.[502] V první reakci na invazi čínské ministerstvo zahraničí uvedlo, že označení kroků Ruska za invazi není pravdivé, Rusko jako nezávislá země může dle něj činit vlastní rozhodnutí v souladu se svými zájmy.[503][504][505] Při hlasování v OSN ohledně rezolucí týkajících se konfliktu (jak v Radě bezpečnosti, tak ve Valném shromáždění) se Čína zdržela hlasování. K západním sankcím vůči Rusku se Čína nepřipojila, ale dvě velké státem kontrolované banky –⁠ Čínská průmyslová a obchodní banka (ICBC) a Bank of China –⁠ omezily financování na nákupy ruských komodit.[506] Čína kritizovala sankce proti Rusku a uvedla, že chápe ruské bezpečnostní obavy ohledně rozšiřování NATO na východ.[507]
  - Pro Rusko je Čína v objemu obchodu na prvním místě, ale pro Čínu je Rusko mnohem méně důležité. Obchod mezi oběma zeměmi tvoří pouhá 2 % celkového objemu čínského obchodu, zatímco Evropská unie a Spojené státy mají mnohem větší podíl. Čínské banky a společnosti se obávají sekundárních sankcí, pokud budou obchodovat s ruskými partnery. Většina čínských bank si nemůže dovolit ztratit přístup k americkým dolarům a mnoho čínských průmyslových podniků si nemůže dovolit ztratit přístup k americkým technologiím. Neil Thomas, analytik pro Čínu ve společnosti Eurasia Group, uvedl: „Zatím nic nenasvědčuje tomu, že by Čína uvažovala o pomoci Rusku a porušení západních sankcí, neboť by to pro Peking znamenalo i tvrdý ekonomický trest.“[508]
- Evropská unie – V rámci sankcí sjednotily státy Evropské unie svůj postup. Od konce února do počátku června schválila EU celkem 6 sankčních balíčků, které kromě jiné stanovují harmonogram postupného omezování dovozu ruské ropy.[509] Přibližně 300 poslanců Státní dumy dostalo zákaz vstupu na území EU a byl jim zmrazen majetek. Toto opatření bylo vztaženo i na další představitele Ruska. Rovněž byl omezen obchod se separatistickými republikami na východě Ukrajiny. Na mimořádném jednání Evropské rady byly přijaty sankce proti Rusku, nebylo však přijato některými požadované vyřazení Ruska z bankovního systému SWIFT, protože se na tom všichni zastupitelé členských států neshodli. Státy, které se původně postavily proti vyloučení Ruska ze SWIFT však postupně své názory přehodnocují. 25. února 2022 rozhodla Evropská unie podle šéfa diplomacie Josepa Borrella o zmrazení majetku Vladimira Putina a ministra zahraničí Sergeje Lavrova.[510] Rusku bude rovněž pozastaveno členství v Radě Evropy. Oznámil to italský ministr zahraničí Luigi Di Maio, jehož země v tomto funkčním období Radě Evropy předsedá. Dne 1. dubna navštívila Kyjev předsedkyně Evropského parlamentu Roberta Metsolaová a při setkání s předsedy parlamentu a vlády ujistila, že Evropa stojí za Ukrajinou.[511] Dne 8. dubna delegace vedená předsedkyní Evropské komise Ursulou von der Leyenovou navštívila Kyjev i Buču, aby předala prezidentovi symbolickou obálku s formuláři a podmínkami členství v EU. Předsedkyně projevila soucit se ztrátami na životech a shrnula dosavadní dopady sankcí na Rusko, projev zakončila "Slava Ukrajini".[512] Zelenskyj přislíbil, že formuláře vyplní do jednoho týdne.
  -  Finsko – Prezident Sauli Niinistö a premiérka Sanna Marinová ruský útok odsoudili.[513] Dne 28. února Marinová uvedla, že její země Ukrajině dodá zbraně. Finsko tím učinilo „historické rozhodnutí“ a odchýlení od tradice, že nevyváží zbraně do zemí, které jsou ve válce.[514] Ministr obrany Antti Kaikkonen upřesnil, že se jedná o 2 500 útočných pušek, 150 000 nábojů, 1 500 protitankových zbraní a 70 000 balíčků s proviantem.[515] V průzkumu, který byl zveřejněn několik dní po invazi, se pro vstup do NATO vyslovilo rekordních 53 % dotázaných.[516] V dalším průzkumu agentury Yle, provedeném 14. března 2022, se pro vstup do NATO vyslovilo 62 % Finů, což představuje nárůst o 41 p. b. od roku 2017.[517]
  -  Francie – Prezident Emmanuel Macron se od začátku konfliktu snažil jednat telefonicky s Vladimirem Putinem. Tyto rozhovory nevedly k žádné změně postojů útočníka, někteří dlouhodobí komentátoři ČRo uvedli, že Francie nebyla nikdy pro Rusko partnerem u stolu. Prezident se dále věnoval během konfliktu lokálně probíhající volební kampani. Dne 20. dubna oznámil, že do Ruska již volat nebude.[467]
  -  Litva – V den začátku invaze prezident Gitanas Nausėda podepsal dekret o zavedení výjimečného stavu v zemi.[518] Dne 2. dubna oznámilo ministerstvo energetiky, že od začátku dubna Litva přestala jako první země EU odebírat ruský plyn.[519][520] Litevský umělec obarvil rybník v sousedství ruské ambasády ve Vilniusu barvou připomínající krev a připojl vzkaz: „Haagský tribunál na tebe čeká, Putine.“[521]
  -  Maďarsko – Premiér Viktor Orbán odsoudil ruský vojenský útok a podpořil suverenitu a územní celistvost Ukrajiny. Na maďarsko-ukrajinských hranicích rozmístil maďarské ozbrojené síly, aby pohraničníkům pomáhaly s ochranou hranic, ale případně také pomohly ukrajinským uprchlíkům. Maďarský ministr obrany Tibor Benko uvedl, že jeho země neplánuje Ukrajinu zásobovat zbraněmi, natož tam vyslat vojenský personál.[522]
  -  Německo – Kancléř Olaf Scholz v první reakci personifikoval odpovědnost za napadení Ukrajiny do osoby Vladimira Putina, nikoli na celý ruský národ a invazi označil za hrubé porušení mezinárodního práva.[523] Uvedl, že návrat evropské politické architektury před rok 1989 či dokonce do 19. století je nemyslitelný.[524] Německo se nejprve postavilo proti vyloučení Ruska z mezinárodního bankovního systému SWIFT, 26. února bylo posledním členským státem EU, který se nevyjádřil k tomuto návrhu kladně, což bylo odůvodňováno obavami z ekonomických ztrát.[525] Pod tlakem domácích médií a veřejnosti však došlo v německé zahraniční politice k obratu. Ještě v sobotu 26. února Německo oznámilo, že dodá na Ukrajinu 1000 protitankových zbraní a 500 protiletadlových střel Stinger.[526] O den později kancléř Scholz v projevu na mimořádném zasedání německého Spolkového sněmu obvinil Putina z útočné války, kterou chce Ukrajinu vymazat z mapy, ujistil východní členy NATO, že Německo dostojí svým závazkům k jejich obraně a bude hájit každý metr území aliance, a oznámil prudké navýšení investic do armády: jen v roce 2022 má Bundeswehr dostat dodatečných 100 miliard eur.[527]
  -  Polsko – Premiér Mateusz Morawiecki odsoudil ruskou invazi a požadoval nejtvrdší možné sankce Evropské unie proti Rusku. Země začala připravovat přijímací centra pro ukrajinské uprchlíky a dne 25. února vyhlásila bojovou pohotovost.[528][529] Polské ministerstvo zahraničí uvedlo, že během dne 24. února přijalo 29 tisíc Ukrajinců a že je všem připraveno poskytnout pomoc. Týž den Polsko uzavřelo svůj vzdušný prostor pro ruské letecké společnosti. Polská prokuratura zahájila vyšetřování pro podezření ze spáchání trestného činu útočné války podle § 117 polského trestního zákoníku ze strany představitelů Ruska a Běloruska.[530] V den invaze polský správní úřad zablokoval ruskou televizní síť RT z důvodu šíření ruské propagandy.[531] Dne 18. března premiér a vicepremiér oznámili, že na summitu NATO požádají o vyslání mírové mise na Ukrajinu.[532] Návrh ale podporu nezískal.[533] Dne 23. března oznámil mluvčí ministerstva zahraničí, že Polsko vyhostí 45 ruských diplomatů, které podezírá ze špionáže.[534][535] Dne 30. března premiér oznámil, že Polsko plánuje do konce roku 2022 přestat dovážet ruskou ropu a nejpozději do května téhož roku chce přestat dovážet uhlí z Ruska.[536][537]
  -  Slovensko – Prezidentka Zuzana Čaputová, předseda vlády Eduard Heger a místopředsedkyně vlády Veronika Remišová odsoudili útok.[538][539] Slovensko potvrdilo, že bude přijímat ukrajinské uprchlíky a vytvořilo na hranicích osm míst pro poskytnutí nejnutnější pomoci. Delegace, která by navštívila Kyjev, se vzhledem na údajná bezpečnostní rizika neuskutečnila společně s Českem, Polskem a Slovinskem dne 15. března, ale premiér Eduard Heger využil možnost doprovodit Ursulu von der Layenovou dne 8. dubna 2022. Předsedkyně komise v oficiálním projevu poděkovala za vojenské dodávky Slovenska.[512]
  -  Švédsko – Premiérka Magdalena Anderssonová v projevu ze dne 1. března uvedla, že Rusko představuje hrozbu pro mezinárodní mír a bezpečnost.[540] Anderssonová oznámila, že její země pošle na Ukrajinu 5 000 protitankových střel, helmy a štíty.[515] Připomněla, že Švédsko nic takového neudělalo od roku 1939, kdy Sovětský svaz napadl Finsko.[514]

- Filipíny – Filipíny odsoudily ruskou invazi na Ukrajinu a dne 2. března podpořily rezoluci mimořádného zasedání Valného shromáždění OSN.[541] Prezident Rodrigo Duterte v prohlášení ze dne 4. března vyjádřil své obavy z další eskalace konfliktu, jenž by dle něj mohl přerůst v nukleární válku a Putina nazval „sebevrahem“.[542] Podle Duterteho osobního názoru by Filipíny měly zachovat neutralitu, avšak jak dále zkonstatoval „realita mi říká, že nakonec si prostě budeme muset vybrat, na kterou stranu se postavíme“.[543]

- Gruzie – Prezidentka Salome Zurabišviliová oznámila, že gruzínský národ je šokován ruskou agresí a vyzvala k zastavení bojů.[544] Premiér Irakli Garibašvili den po začátku invaze uvedl, že se jeho země nehodlá připojit k sankcím proti Rusku.[545] Dne 3. března oznámil premiér, že Gruzie podala žádost o vstup do Evropské unie.[546][547]
- Indie – Indie, podobně jako Čína, otevřeně nepodpořila ani jednu ze stran konfliktu. Premiér Naréndra Módí sice Putina vyzval k okamžitému zastavení násilí, ale země i nadále pokračuje v obchodování s Ruskou federací, která Indii dodává zbraně.[548] Při hlasování o rezoluci mimořádného zasedání Valného shromáždění OSN se Indie zdržela. Administrativa amerického prezidenta Joe Bidena pak zemi pohrozila sankcemi v případě, bude-li v úzkých ekonomických stycích s Ruskem pokračovat.[549] Na zasedání Rady bezpečnosti OSN dne 5. dubna stálý zástupce Indie označil zprávy o zabíjení civilistů v Buči za „znepokojivé“ a podporuje jejich nezávislé vyšetření.[550] Indie využila evropského embarga na dovoz ruské ropy a začala ve velkém nakupovat zlevněnou ropu z Ruska.[470]
- Írán – Ministr zahraničí Hosejn Amír Abdolláhján prohlásil za příčinu invaze provokace NATO. Válka však podle něj není řešením a vyzval k politickému a demokratickému vyřešení situace.[551] Írán začal později Rusku dodávat vojenský materiál a sebevražedné drony, které následně Rusko považovalo za své. Představitelé Íránu zpočátku popírali jakékoli dodávky dronů, nakonec je však přiznali, avšak s tvrzením, že je dodali ještě před začátkem války. V listopadu 2022 zkritizoval íránský duchovní Masih Mohajerí vládu za to, že Írán nenavázal s napadenou Ukrajinou silnější vztahy a nepřipomněl Rusku mezinárodní pravidla zakazující jakékoli zemi zabírat cizí území. Režim Kremlu označil za agresora. Bývalý íránský velvyslanec v Moskvě, Nematollah Izadí, se vyjádřil kriticky v otázce dodávek dronů do Ruska. Tyto skutečnosti poukazují na rozkoly v íránské zahraniční politice.[552]
- Izrael – Vláda po dřívějších zdrženlivých vyjádřeních vyzývajících k diplomatickému řešení následně odsoudila ruskou invazi. Vyjádřila obavu o osud zhruba 200 tisíc obyvatel židovské národnosti na území Ukrajiny.[551][553] Izrael žádá omluvu za výrok Lavrova o Hitlerovi,[554] který vychází ze zjednodušené interpretace DNA analýz.[555]
- Japonsko – Premiér Fumio Kišida odsoudil ruský vpád na Ukrajinu a oznámil, že v případě uvalování sankcí na Bělorusko a Rusko bude Japonsko postupovat v součinnosti s USA.[556] Země se posléze mj. připojila k sankcím proti Ruské centrální bance, omezila export do Běloruska a dne 8. března rozšířila sankční balíček o dalších dvacet osob, včetně čečenského prezidenta Kadyrova.[557][558] Ukrajinské armádě zaslalo Japonsko neprůstřelné vesty a helmy s příslibem dodávek dalšího materiálu.[559] V souvislosti s ruskou invazí na Ukrajinu pak japonský ministr zahraničí Jošimasa Hajaši připomněl, že jižní část souostroví Kurily, v současnosti kontrolovaná Ruskem, je nedílnou součástí Japonského císařství.[560]
- Mikronésie – V reakci na invazi přerušilo tichomořské souostroví své diplomatické vztahy s Ruskem a ke stejnému kroku vyzvalo i ostatní státy.[561] Podle vyjádření prezidenta Davida Panuela je ruský vpád na Ukrajinu „jednoznačně ničemný“ a Mikronésie jej vnímá „s nejvyšší mírou opovržení“.[561]
- Moldavsko – Prezidentka Maia Sanduová 24. února oznámila, že země na základě útoku uzavírá svůj vzdušný prostor[562] a ve večerních hodinách parlament odhlasoval vyhlášení výjimečného stavu na 60 dní.[563] Ministr zahraničí Nicu Popescu 28. února oznámil, že Moldavsko zůstane neutrální a nepřipojí se k sankcím EU, protože si to jako malá, na Rusku ekonomicky závislá, země nemůže dovolit. Zároveň ubezpečil, že bude pokračovat pomoc uprchlíkům.[564] Během návštěvy Josepa Borrella v Kišiněvě dne 3. března předseda parlamentu Igor Grosu oznámil, že země podá žádost o vstup do Evropské unie.[565]
- NATO – Generální tajemník Jens Stoltenberg považoval napadení Ukrajiny za vážnou hrozbu pro euroatlantickou bezpečnost a flagrantní porušení mezinárodního práva. Odsoudil agresi vůči nezávislé zemi.[523] 25. února lídři zemí NATO na mimořádném videosummitu jednohlasně odsoudili ruskou agresi, kterou označili za „hrozivou strategickou chybu“, a odhlasovali posílení východního křídla aliance. V případě potřeby budou ve východní Evropě rozmístěny další jednotky.[566] Podle Petra Fialy členské státy deklarovaly možnost rozhodným způsobem bránit území NATO v případě ohrožení jeho bezpečí. Jens Stoltenberg však oznámil, že jednotky NATO nemíní zasáhnout přímo na Ukrajině.[567]Vladimir Putin a severokorejský vůdce Kim Čong-un v Pchjongjangu v červnu 2024

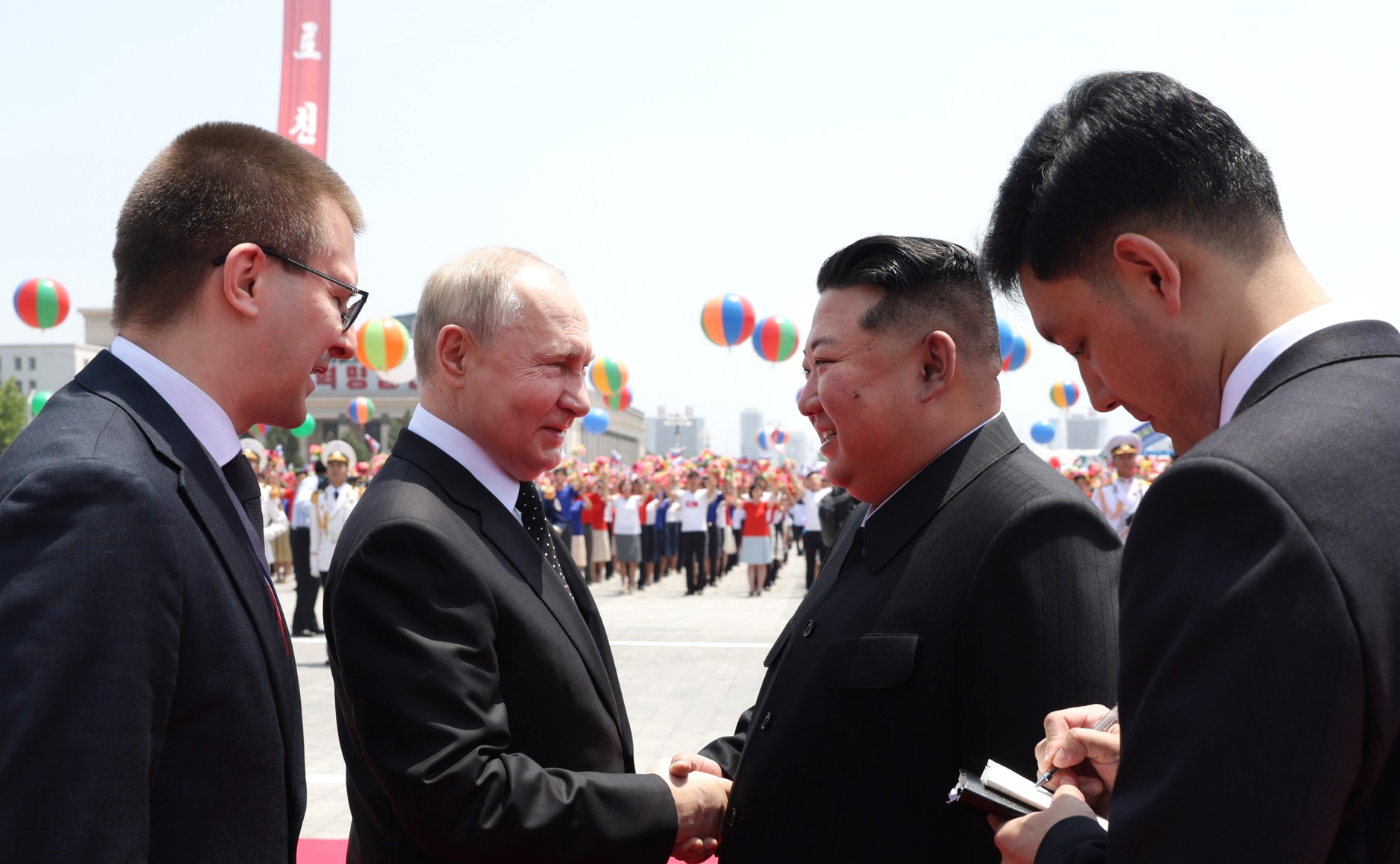
Vladimir Putin a severokorejský vůdce Kim Čong-un v Pchjongjangu v červnu 2024

- Severní Korea – Severokorejské ministerstvo zahraničí označilo dne 26. února za hlavního původce konfliktu USA a jejich údajnou snahu o rozšiřování NATO v Evropě.[568] Během hlasování o rezoluci mimořádného zasedání Valného shromáždění OSN byla Severní Korea jednou z pěti zemí, jež hlasovala proti rezoluci.[569]
- Spojené království – Princ Charles invazi odsoudil a označil ji za útok na svobodu a demokracii.[570] V den invaze, dne 24. února, oznámil premiér Boris Johnson, že uvalí sankce na více než 100 osob i subjektů, mezi nimi i několik oligarchů. Ruskou agresi odsoudila i ministryně zahraničí Liz Trussová a uvedla, že Británie bude s mezinárodními partnery pracovat na co nejtvrdší odpovědi.[571] Velká Británie také zmrazila aktiva velkých bank, mezi nimi i VTB Bank, a uzavřela svůj vzdušný prostor pro ruskou leteckou společnost Aeroflot.[572][573]Ukrajinský prezident Zelenskyj, americký prezident Joe Biden a americký ministr zahraničí Antony Blinken na summitu NATO ve Washingtonu v červenci 2024

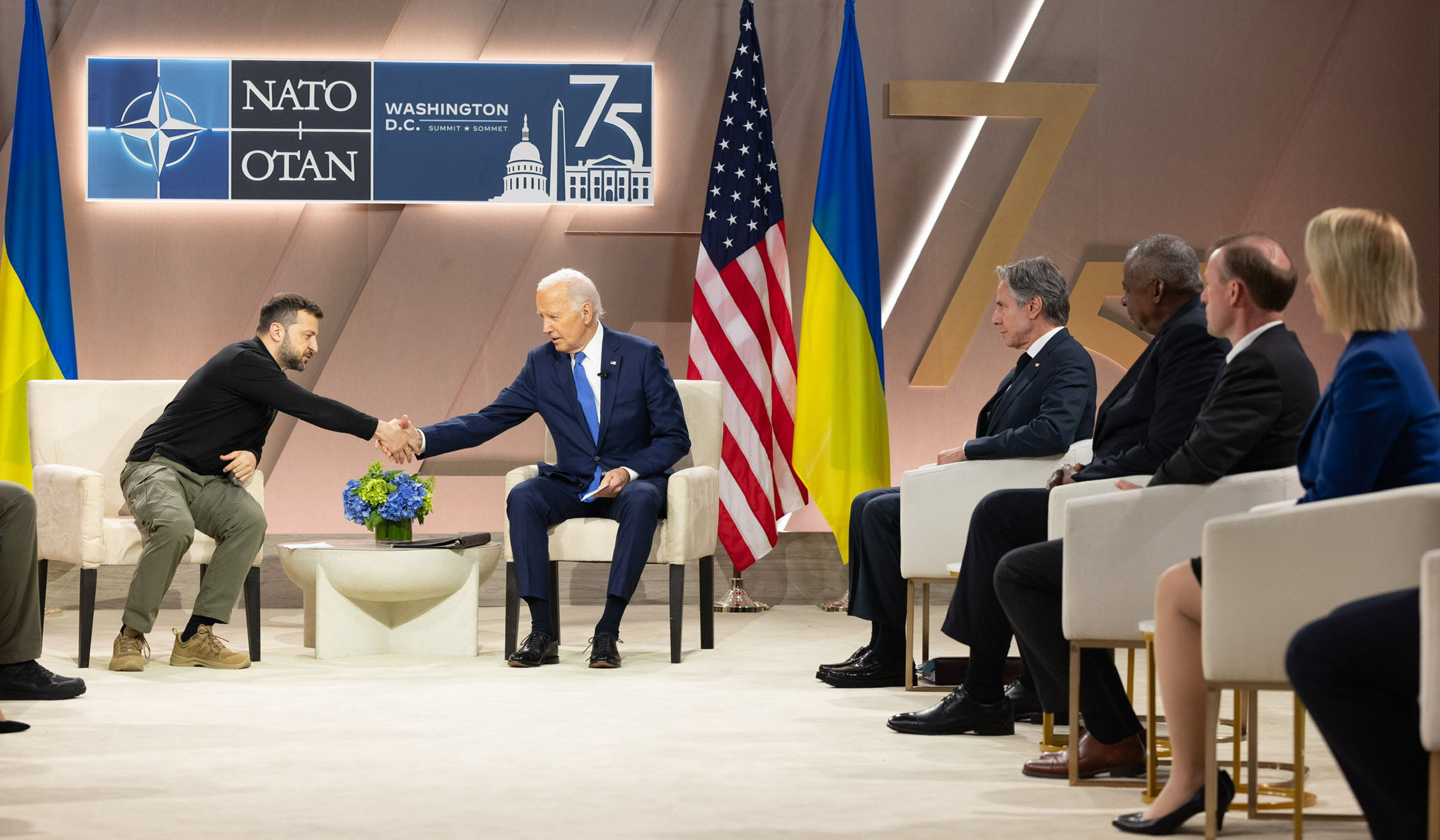
Ukrajinský prezident Zelenskyj, americký prezident Joe Biden a americký ministr zahraničí Antony Blinken na summitu NATO ve Washingtonu v červenci 2024

- Spojené státy americké – Prezident Joe Biden podepsal exekutivní příkaz zakazující obchod se separatistickými republikami na východě Ukrajiny. Ve večerních hodinách středoevropského času oznámil přijetí opatření, která zabrání Rusku být součástí světové ekonomiky, zároveň však vyloučil možné zapojení americké armády v bojích na území Ukrajiny.[574] Podle agentury Bloomberg zvažují Spojené státy uvalení sankcí na Ruskou centrální banku, které by znemožnily využít 643 miliard dolarů, které nashromáždila před invazí na Ukrajinu.[575] USA rozšířily sankce tak, aby zmrazily veškerá aktiva ruské centrální banky ve Spojených státech nebo v držení Američanů. Bidenova administrativa odhadla, že tento krok může mít dopad na „stovky miliard dolarů“ ruských finančních prostředků.[576]
- Švýcarsko – Stejně jako země NATO i Švýcarsko projevilo solidaritu vůči Ukrajině. Současný ministr hospodářství a bývalý prezident země Guy Parmelin uvedl, že Rusové, na které byly uvaleny sankce, nesmějí do Švýcarska. Přestože se k unijním sankcím Švýcarsko nepřipojilo, ministr hospodářství chce zabránit využívání nebo případnému obcházení švýcarských finančních institucí sankcionovanými Rusy. Švýcarsko je totiž dle švýcarského velvyslanectví v Moskvě nejoblíbenějším místem, kam bohatí Rusové posílají své peníze. Dle stanice RTS to v roce 2020 bylo 2,5 miliardy dolarů (tedy 55 miliard korun).[577][578][579][580][581] Dne 28. února uvedla ve vyjádření švýcarská vláda, že přijímá balík sankcí, které v předchozích dnech přijala EU. Mezi nimi jsou například finanční postihy prezidenta, premiéra či ministra zahraničí nebo zákaz vstupu pěti ruským oligarchům.[515][582]
- Turecko – Prezident Recep Erdogan nejprve odsoudil ruský útok na Ukrajinu. O den později však odmítl ukrajinskou žádost o uzavření Bosporu a Dardanel pro ruské válečné lodě a postavil se proti uvalení ekonomických sankcí na Rusko. Uvedl, že turečtí právníci musí přezkoumat, jestli konflikt naplňuje podstatu války.[583] Dne 26. února však prezident Ukrajiny Zelenskyj na Twitteru poděkoval Erdoganovi za uzavření průlivů pro ruské válečné lodě.[584] Následujícího dne uzavření potvrdil ministr zahraničí Mevlüt Çavuşoğlu podle konvence z Montreux.[585][586]
- Vatikán – Papež František vyjádřil dne 26. února svou podporu ukrajinskému prezidentovi Zelenskému a navzdory protokolu osobně navštívil ruskou ambasádu ve Vatikánu, kde jednal s velvyslancem Alexandrem Avdějevem.[587] Dne 6. března pak papež odmítl ruské tvrzení, že na Ukrajině provádí „speciální vojenskou operaci“, střet nazval válkou a Ukrajinu označil za „zemi mučedníků“, ve které „tečou potoky slz a krve“.[588] Kardinál státní sekretář Pietro Parolin v telefonickém rozhovoru s ruským ministrem zahraničí Lavrovem zopakoval papežovu výzvu k pokoji zbraní a vyjádřil ochotu k jakémukoli zprostředkování míru.[589] Na žádost ukrajinských katolických biskupů provedl papež 25. března zasvěcení Ruska a Ukrajiny Neposkvrněnému Srdci Panny Marie, jak o to s příslibem nastolení míru žádala Panna Maria při zjevení ve Fatimě.[590] Stejně jako žádal papež Jan Pavel II. klid zbraní během války v Kosově (duben 1999), také papež František během mše svaté na Svatopetrském náměstí v květnou neděli vyzval válčící mocnosti k příměří a ke společným jednáním během nadcházejících Velikonoc (17. duben 2022).[591]

V důsledku celosvětového vyjádření solidarity Ukrajině ruská vláda reagovala 7. března 2022 schválením aktualizovaného seznamu svých nepřátel. K Česku a USA tam přibyly všechny státy Evropské unie, Kanada, Spojené království, Ukrajina, Černá Hora, Švýcarsko, Albánie, Andorra, Island, Lichtenštejnsko, Monako, Norsko, San Marino, Severní Makedonie, Japonsko, Jižní Korea, Austrálie, Mikronésie, Nový Zéland, Singapur i Tchaj-wan (přestože ho Čína neuznává jako samostatný stát).
Podle Economist Intelligence Unit dvě třetiny světové populace žijí v zemích jako Čína nebo Indie, které jsou neutrální nebo se přiklánějí k Rusku.

### Mezinárodní trestní soud a válečné zločiny Ruska

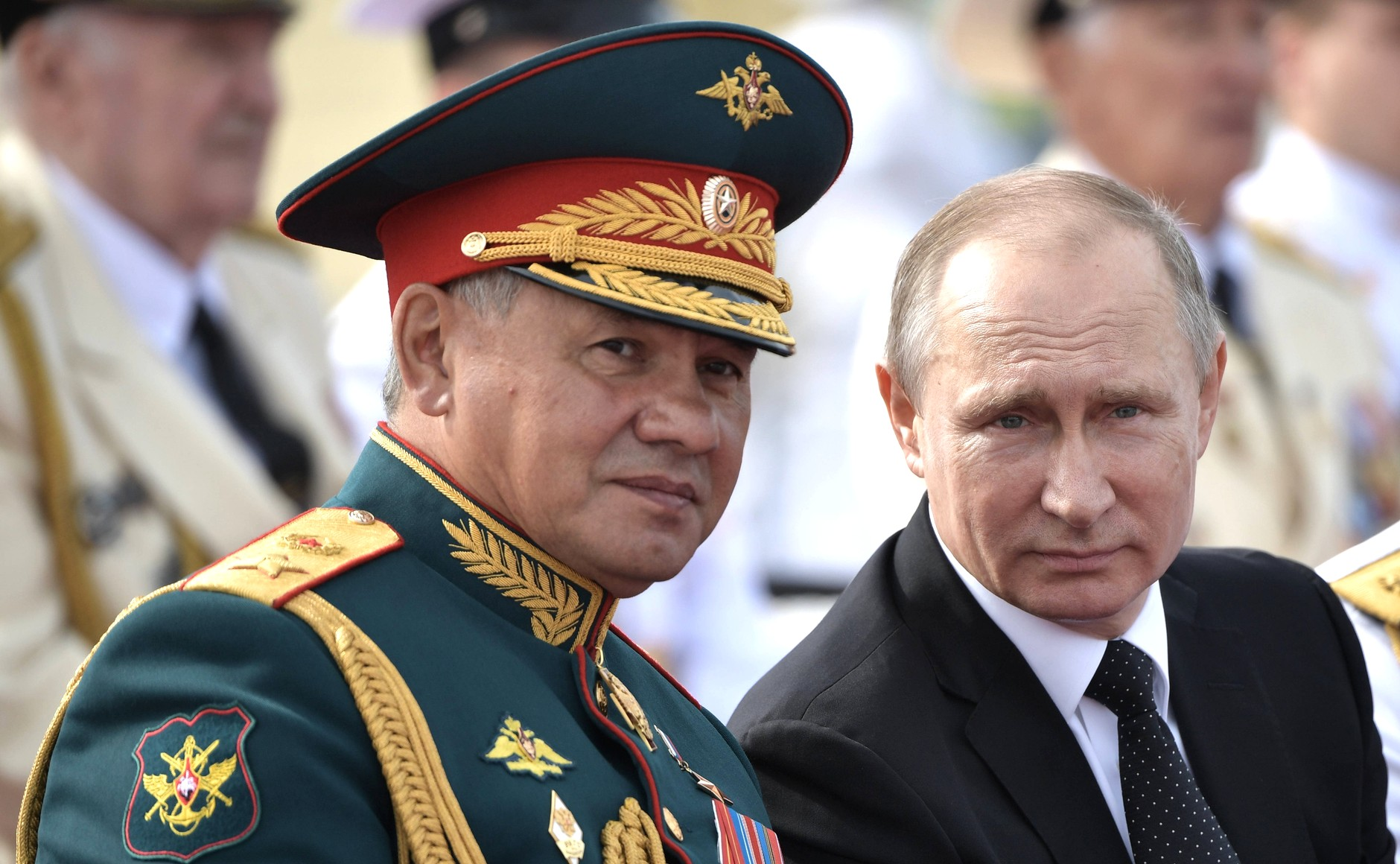
Prezident Putin a Sergej Šojgu byli obviněni z odpovědnosti za válečné zločiny

Mezinárodní trestní soud uvedl, že po nevyprovokované invazi Ruska na Ukrajinu okamžitě zahájí aktivní vyšetřování možných válečných zločinů. Ministr zahraničí USA Antony Blinken prohlásil 6. března, že USA zaznamenaly velmi důvěryhodné zprávy o použití určitých zbraní na Ukrajině, které „by mohlo představovat válečný zločin.“ Měl na mysli podezření, že Rusko používá kazetové bomby v hustě osídlených oblastech s velkým počtem civilistů.
Dne 16. března 2022 dorazil osobně na Ukrajinu hlavní žalobce Mezinárodního trestního soudu Karim Ahmad Khan a mluvil telefonicky s prezidentem Zelenským. Jeho návštěvou začalo oficiální vyšetřování možných válečných zločinů ruské armády na Ukrajině.
Americká viceprezidentka Kamala Harrisová 10. března 2022 vyjádřila rozhořčení nad bombardováním porodnice a scénami evakuace zkrvavených těhotných žen a podpořila výzvu k mezinárodnímu vyšetřování válečných zločinů Ruska kvůli jeho invazi na Ukrajinu.
Mezinárodní soudní dvůr v Haagu (ICJ) v rozhodnutí, pro které hlasovalo 13 z 15 soudců, vyhověl předběžným opatřením které navrhla Ukrajina a nařídil okamžité zastavení vojenských aktivit ruské armády. Zároveň tím zamítl žádost Ruska vyřadit případ z agendy ICJ.
Britská generální prokurátorka Suella Bravermanová oznámila, že jmenuje Howarda Morrisona, aby pomohl s přípravou obžaloby proti Putinovi jak na Ukrajině, tak před Mezinárodním trestním soudem (ICC). Morrison byl v minulosti jedním ze soudců tribunálu pro bývalou Jugoslávii, který odsoudil za válečné zločiny Radovana Karadžiče.
Nejvyšší představitelka Rady OSN pro lidská práva Michelle Bacheletová na zasedání v Ženevě vyzvala Rusko, aby stáhlo své vojáky. Uvedla, že její úřad obdržel věrohodná tvrzení, že ruské síly použily kazetovou munici v obydlených oblastech Ukrajiny nejméně 24krát. "Masivní ničení civilních objektů a vysoký počet civilních obětí silně naznačují, že nebyly dostatečně dodržovány základní zásady rozlišování, přiměřenosti a opatrnosti," uvedla Bacheletová s odkazem na válečná pravidla zakotvená v Ženevských úmluvách. Dodala, že její úřad, který má na Ukrajině téměř 60 pozorovatelů OSN pro lidská práva, ověřil 77 incidentů, při nichž byla poškozena zdravotnická zařízení, včetně 50 nemocnic. Nebyly ušetřeny domy a administrativní budovy, školy, vodárny a elektrické systémy. Rusko se mohlo dopustit válečných zločinů.
Carla del Ponte, bývalá hlavní žalobkyně Mezinárodního trestního tribunálu OSN pro bývalou Jugoslávii (ICTY) v letech 1999–2007 a rovněž hlavní žalobkyně Mezinárodního trestního tribunálu pro Rwandu (TPR) v letech 1999–2003, vyzvala k vydání mezinárodního zatykače na Vladimira Putina.
Dne 17. března 2023 vydali soudci Mezinárodního trestního tribunálu (ICC) zatykače na prezidenta Putina a zmocněnkyni pro práva dětí Marii Lvovou-Bělovou za válečné zločiny na Ukrajině.

### Reakce OSN

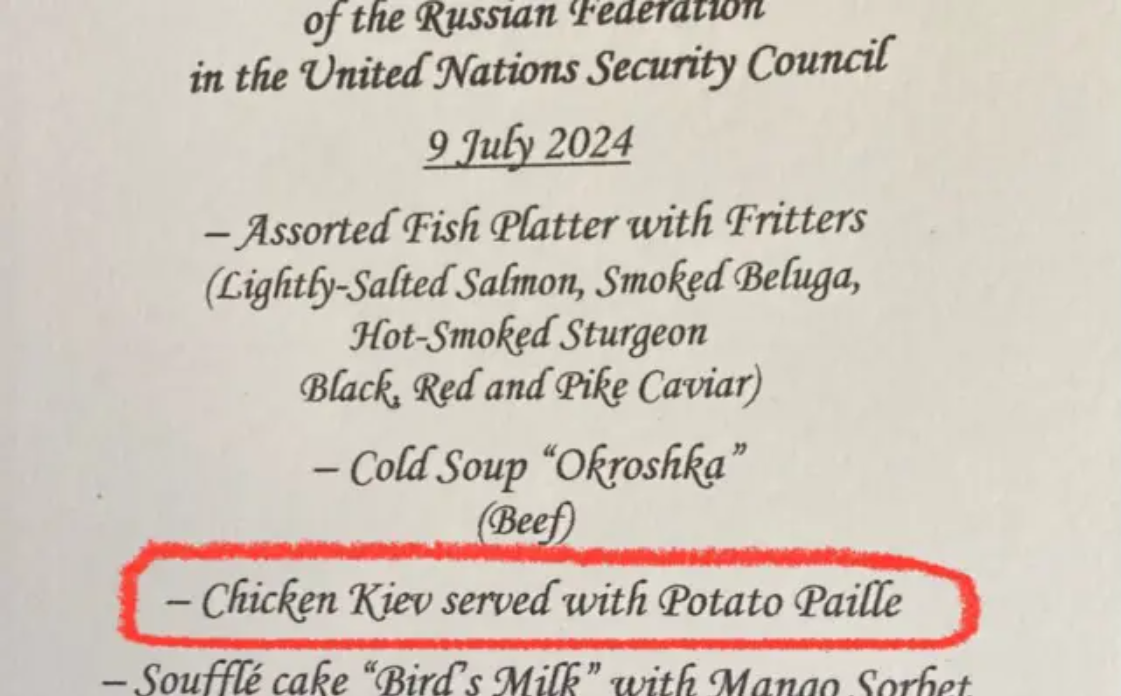
Rusko u příležitosti svého předsednictví v Radě bezpečnosti OSN uspořádalo v úterý (9. července 2024) v New Yorku slavnostní oběd, kde byl hlavním chodem kotleta po kyjevsku, což je pokrm z kuřecího masa známý v angličtině jako Chicken Kiev. Stálý zástupce Ukrajiny při OSN Serhij Kyslycja proti obědu vznesl námitku. Tuto informaci přinesla ukrajinská agentura Ukrinform.

Generální tajemník OSN António Guterres apeloval na Putina, aby ukončil ruský útok a stáhl jednotky z území Ukrajiny. Rusko však podle očekávání 26. února na mimořádném zasedání Rady bezpečnosti OSN vetovalo rezoluci odsuzující útok.
Valné shromáždění OSN přijalo 2. března 2022 na svém mimořádném zasedání rezoluci, která odsoudila ruskou invazi na Ukrajinu a požadovala okamžité ukončení bojů spolu se stažením ruských vojsk z území cizího státu. Valné shromáždění v rezoluci požadovalo, „aby Ruská federace okamžitě přestala používat sílu na Ukrajině a zdržela se jakýchkoliv dalších ilegálních výhrůžek nebo používání síly proti jakémukoliv členskému státu (OSN)“. Pro rezoluci hlasovalo 141 členských států, proti bylo pět – Bělorusko, KLDR, Eritrea, Rusko a Sýrie, zdrželo se 35 států včetně Číny, Indie či Jihoafrické republiky. Právně nezávazná rezoluce vznikla po vetu Ruska v Radě bezpečnosti, které nedovolilo přijmout obdobnou právně závaznou rezoluci.
Rezoluce rovněž odsuzuje rozkaz Putina z 27. února 2022, jímž uvedl jaderné síly své země do vyššího stupně pohotovosti.
Rada OSN pro lidská práva naprostou většinou hlasů svých členů podpořila rezoluci odsuzující ruskou invazi na Ukrajinu a Rusko zůstalo téměř osamoceno, protože hlasování se zdrželi jeho tradiční spojenci Čína, Kuba a Venezuela. Rusko podpořila pouze Eritrea. Na základě této rezoluce se také ustaví komise OSN pro vyšetřování případných válečných zločinů a zločinů proti lidskosti.
Agentura OSN pro uprchlíky (UNHCR) 3. března 2022 uvedla, že od počátku ruské invaze uprchl z Ukrajiny milion lidí, což je nejrychlejší exodus uprchlíků v 21. století.
OSN se dostala pod palbu kritiky, když 8. března 2022 vyšlo najevo, že jejím zaměstnancům byly rozeslány instrukce, zakazující používat v souvislosti s děním na Ukrajině slova „válka“ či „invaze“. Stejně tak byli pracovníci nabádáni, aby na svých profilech na sociálních sítích nevyjadřovali podporu Ukrajině, např. formou vyvěšení ukrajinské vlajky. Uniklá interní komunikace zveřejněná deníkem The Irish Times to odůvodňuje údajnou nutností dodržovat nestrannost v mezinárodních otázkách a potenciálním ohrožením dobré pověsti instituce.
Večer 15. března 2022 do obléhaného Kyjeva dorazila delegace tří evropských premiérů: Petra Fialy z Česka, Mateusze Morawieckého z Polska a Janeze Janši ze Slovinska, aby vyjádřili podporu prezidentovi Zelenskému a všem Ukrajincům. Delegaci doprovázel i polský expremiér Jarosław Kaczyński.
Dne 7. dubna 2022 valné shromáždění OSN schválilo vyloučení Ruska z Rady pro lidská práva. Pro návrh hlasovalo 94 členských států, proti bylo 24 států včetně Číny, Etiopie, Íránu, Kazachstánu či Vietnamu, zdrželo se jich 58.
Sir Geoffrey Nice, který byl hlavním žalobcem tribunálu se srbským prezidentem Slobodanem Miloševičem, vyzval k vyloučení Ruska z Rady bezpečnosti OSN nebo k odebrání jeho práva veta.
Prokurátor Mezinárodního trestního soudu (ICC), britský právník Karim Ahmad Khan, přijel do Kyjeva s týmem vyšetřovatelů a expertů, aby zahájil své nezávislé vyšetřování přímo na místě války. Dne 13. dubna 2022 spolu s generální prokurátorkou Ukrajiny Irynou Venediktovou navštívil místo, kde se nalézá masový hrob ve městě Buča.
Inspektoři OSN v září 2022 dorazili na Ukrajinu. Noam Chomsky tak srovnává, že zdejší válka je mírnější než válka v Iráku, kam inspektoři OSN nebyli vpuštěni.

### Občanské protesty

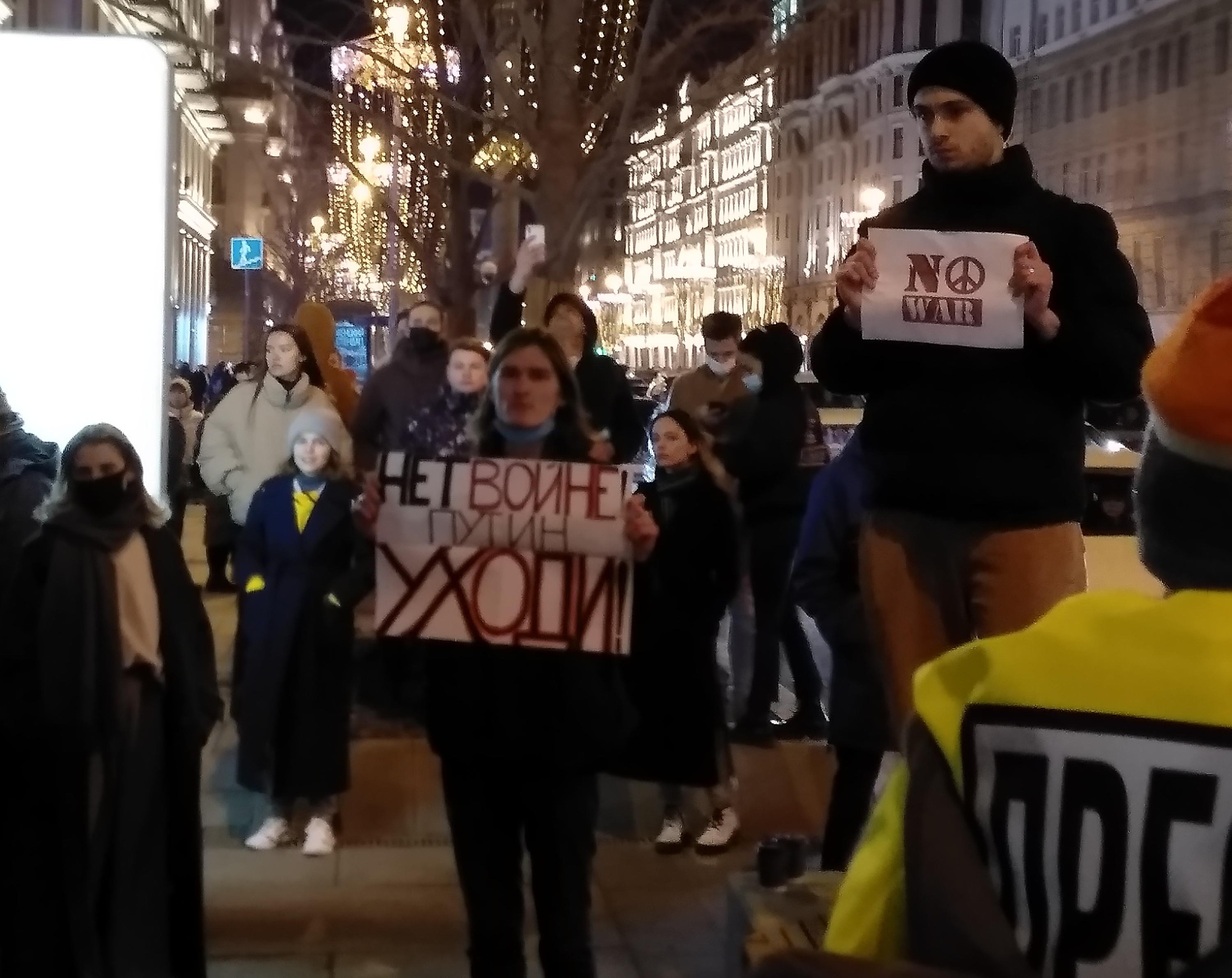
Protiválečný protest v Moskvě 24. února 2022

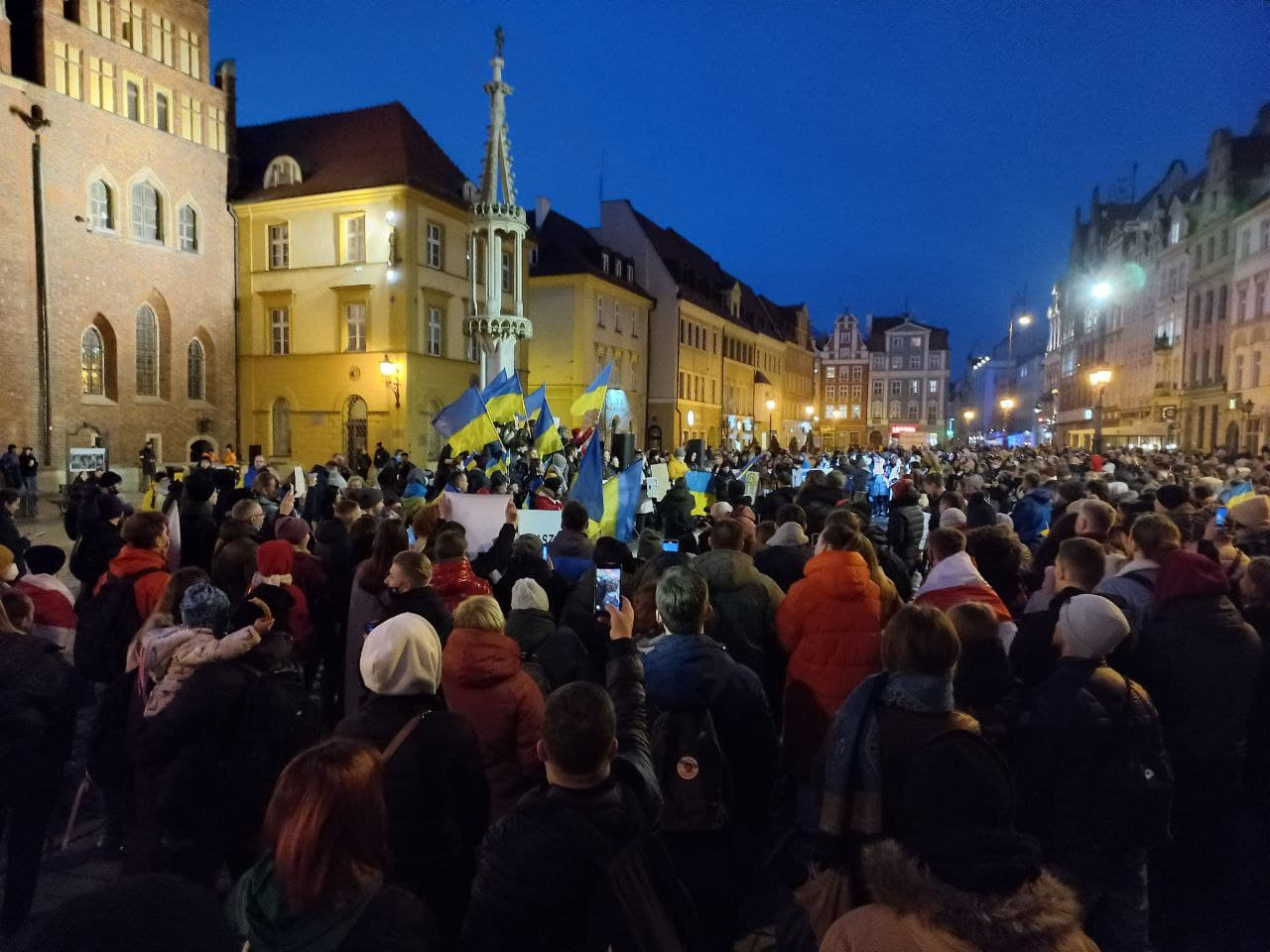
Manifestace solidarity s Ukrajinou v polské Vratislavi 24. února 2022

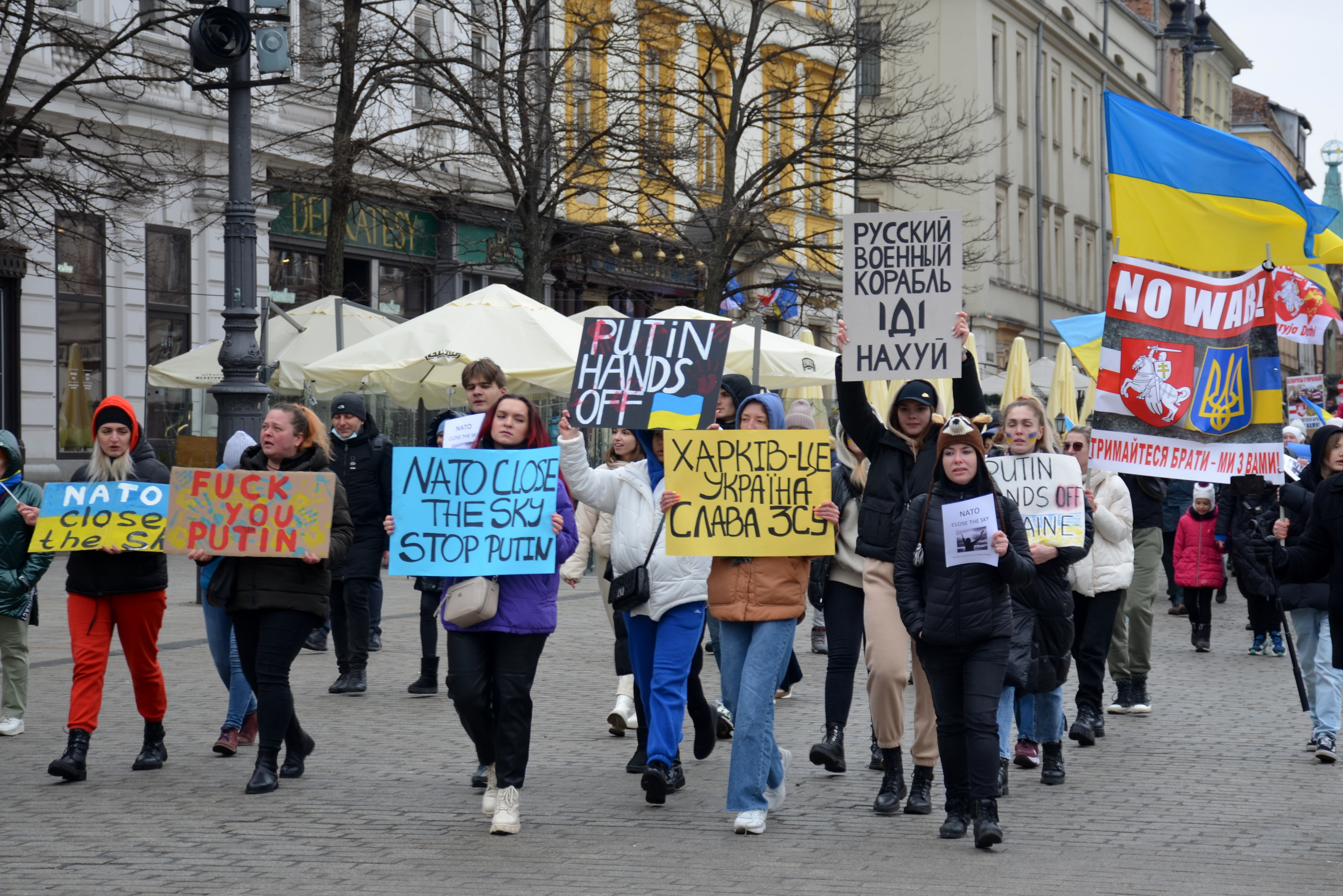
Ukrajinští uprchlíci v Polsku protestující 6. března proti invazi na Ukrajinu

Podle OVD-Info bylo 24. února 2022 v 51 ruských městech zadrženo policií více než 1 700 Rusů, kteří protestovali proti invazi. Ruský nositel Nobelovy ceny míru Dmitrij Muratov oznámil, že opoziční noviny Novaja gazeta budou vydávat své příští číslo v ukrajinštině i ruštině. Muratov, novinář Michail Zygar, režisér Vladimir Mirzojev a další podepsali dokument, v němž prohlásili, že Ukrajina není pro Rusko hrozbou, a vyzvali ruské občany, aby odsoudili válku. Elena Černěnková, novinářka listu Kommersant, rozšířila kritický otevřený dopis, který podepsalo 170 novinářů a akademiků.
K proukrajinským protestům došlo na několika ukrajinských a ruských velvyslanectvích v zahraničí, mimo jiné v Albánii, Argentině, Arménii, Austrálii, Ázerbájdžánu, Belgii, Bělorusku, Bosně a Hercegovině, Brazílii, Bulharsku, Česku, Dánsku, Estonsku, Finsku, Francii, Gruzii, Chile, Chorvatsku, Japonsku, Německu, Indii, Íránu, Irsku, Islandu, Itálii, Izraeli, Kanadě, Kazachstánu, Kolumbii, Maďarsku, Malajsii, Mexiku, Moldavsku, Nizozemsku, Norsku, Peru, Polsku, Portugalsku, Rumunsku, Řecku, Slovensku, Slovinsku, Španělsku, Švédsku, Švýcarsku, Tchaj-wanu, Turecku, USA a Velké Británii.
Běloruské protesty v Minsku během hlasování v referendu o ústavě skandovaly u volebních místností „Ne válce“.
Demonstrace na podporu Ukrajiny se konaly také v několika ruských městech, mimo jiné v Moskvě, Petrohradu, Novosibirsku, Nižním Novgorodu či Jekatěrinburgu. K 3. březnu se protestovalo nejméně ve 115 ruských městech. K 14. březnu bylo v Rusku zadrženo téměř 14 000 lidí. Za účast na protiválečné demonstraci hrozí v Rusku několik let ve vězení a 4. března byl zaveden zákon s cílem zamezit šíření „falešných zpráv“ o armádě, tresty za účast se mohou zvýšit až na 15 let odnětí svobody.

### Bojkot
V některých zemích, zejména v Pobaltí, se rozšířilo hnutí bojkotu ruských a běloruských výrobků. V Estonsku mnoho obchodních řetězců odstranilo z regálů ruské potraviny a nápoje. V Lotyšsku většina supermarketů odstranila ruské a běloruské výrobky, jako jsou potraviny, nápoje, časopisy a noviny, přičemž nejvýznamnějšími řetězci, které se k bojkotu připojily, byly Coop, Rimi, Maxima a Barbora. V Kanadě bylo kontrolním úřadům několika provincií, včetně Liquor Control Board of Ontario, Société des alcools du Québec, Newfoundland and Labrador Liquor Corporation, Manitoba Liquor & Lotteries Corporation, a Nova Scotia Liquor Corporation, nařízeno odstranit ruské alkoholické výrobky ze svých maloobchodních prodejen. V Kanadě vláda Britské Kolumbie zastavila dovoz ruských alkoholických výrobků a Rada pro kontrolu alkoholu v Ontariu oznámila odstranění ruského alkoholu ze všech 679 prodejen v rámci své jurisdikce. V USA politici v Ohiu, New Hampshire a Utahu zavedli zákonná omezení prodeje ruského alkoholu a mnoho barů, restaurací a prodejců alkoholu dobrovolně odstranilo ruské značky ze svého sortimentu, přičemž někteří podnikli další kroky na podporu ukrajinských likérů jako další projev solidarity s Ukrajinou. V návaznosti na protesty finský i švédský alkoholový monopol Alko a Systembolaget oznámily, že zastavují prodej ruských alkoholických nápojů. Také dva hlavní finští maloobchodníci, S-Group a Kesko, rovněž uvedli, že stahují ruské zboží ze svých regálů.
UEFA, evropský řídící orgán fotbalu, se po zasedání výkonného výboru rozhodla přesunout finále Ligy mistrů z Petrohradu do francouzského Saint-Denis. Národní fotbalové týmy Polska, Česka a Švédska odmítly hrát s Ruskem jakékoli zápasy. Formule 1 v důsledku krize odvolala letošní Velkou cenu Ruska, přičemž mistři světa Sebastian Vettel a Max Verstappen označili závodění v zemi za „špatné“. MOV vyzval mezinárodní sportovní federace, aby buď přesunuly, nebo zrušily všechny sportovní akce plánované v Rusku nebo Bělorusku; mezi těmi, které se podle toho zařídily, byly Mezinárodní cyklistická unie (UCI) a Mezinárodní gymnastická federace (FIG). Prezident finské hokejové reprezentace Harri Nummela, jehož země hostí Mistrovství světa v ledním hokeji 2022, uvedl, že požaduje vyloučení hokejových týmů Ruska a Běloruska ze šampionátu, k vyloučení těchto týmů z IIHF vyzvalo také Švýcarsko. Český svaz ledního hokeje rozhodl o zrušení všech reprezentačních zápasů s týmy Ruska a Běloruska.
Evropská vysílací unie (EBU) vyloučila Rusko z účasti na písňové soutěži Eurovize 2022 s tím, že by jeho zařazení mohlo „znevážit soutěž“.

## Seznam ofenzív a bitev v průběhu invaze
- Východoukrajinská ofenzíva
  - Bitva o Charkov
  - Bitva o Konotop
  - Bitva o Volnovachu
  - Bitva o Ochtyrku
  - Bitva o Starobilsk
  - Bitva o Sumy
  - Bitva o Mariupol
  - Bitva o Izjum
  - Vojenská střetnutí na Donbase
    - Bitva o Kreminnu
    - Bitva o Doněc
    - Bitva o Severodoněck
    - Bitva o Lysyčansk
    - Bitva o Rubižne
    - Bitva o Popasnu
    - První bitva o Lyman
    - První bitva o Svjatihorsk
    - Bitva o Siversk
    - Bitva o Toškivku
    - Bitva o Marjinku
    - Bitva o Vuhledar
    - Bitva o Očeretyne
    - Bitva o Bachmut
    - Bitva o Soledar

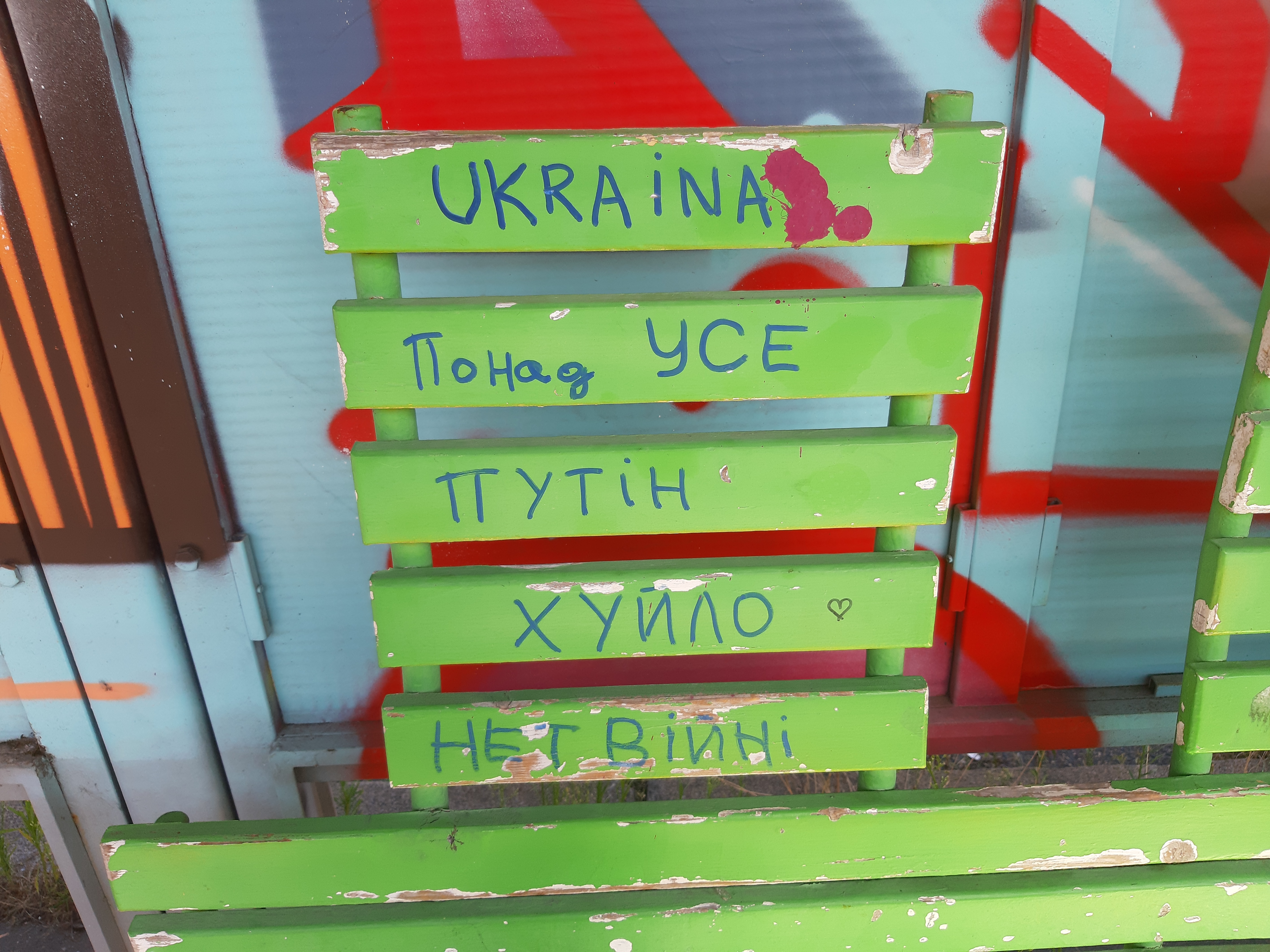
Protiputinovské graffiti - fotografie z autobusového nádraží v Pražských Holešovicích.

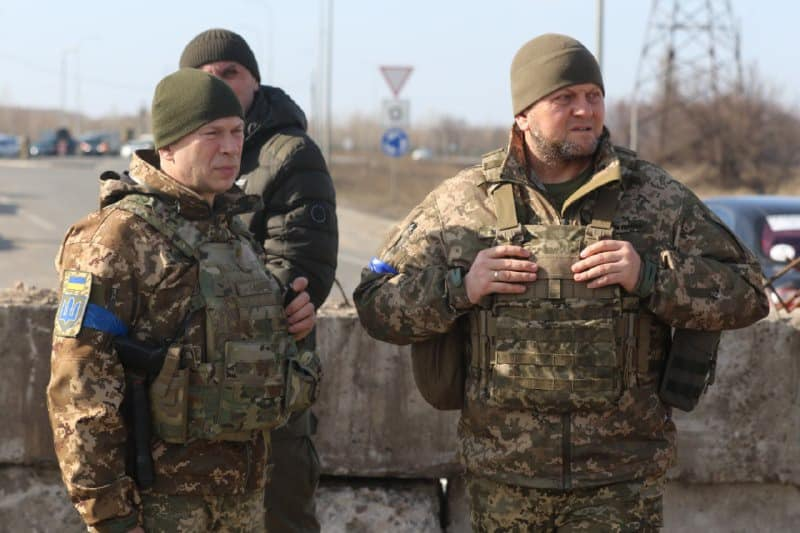
Náčelník generálního štábu Valerij Zalužnyj a generál Oleksandr Syrskyj během obrany Kyjeva v březnu 2022

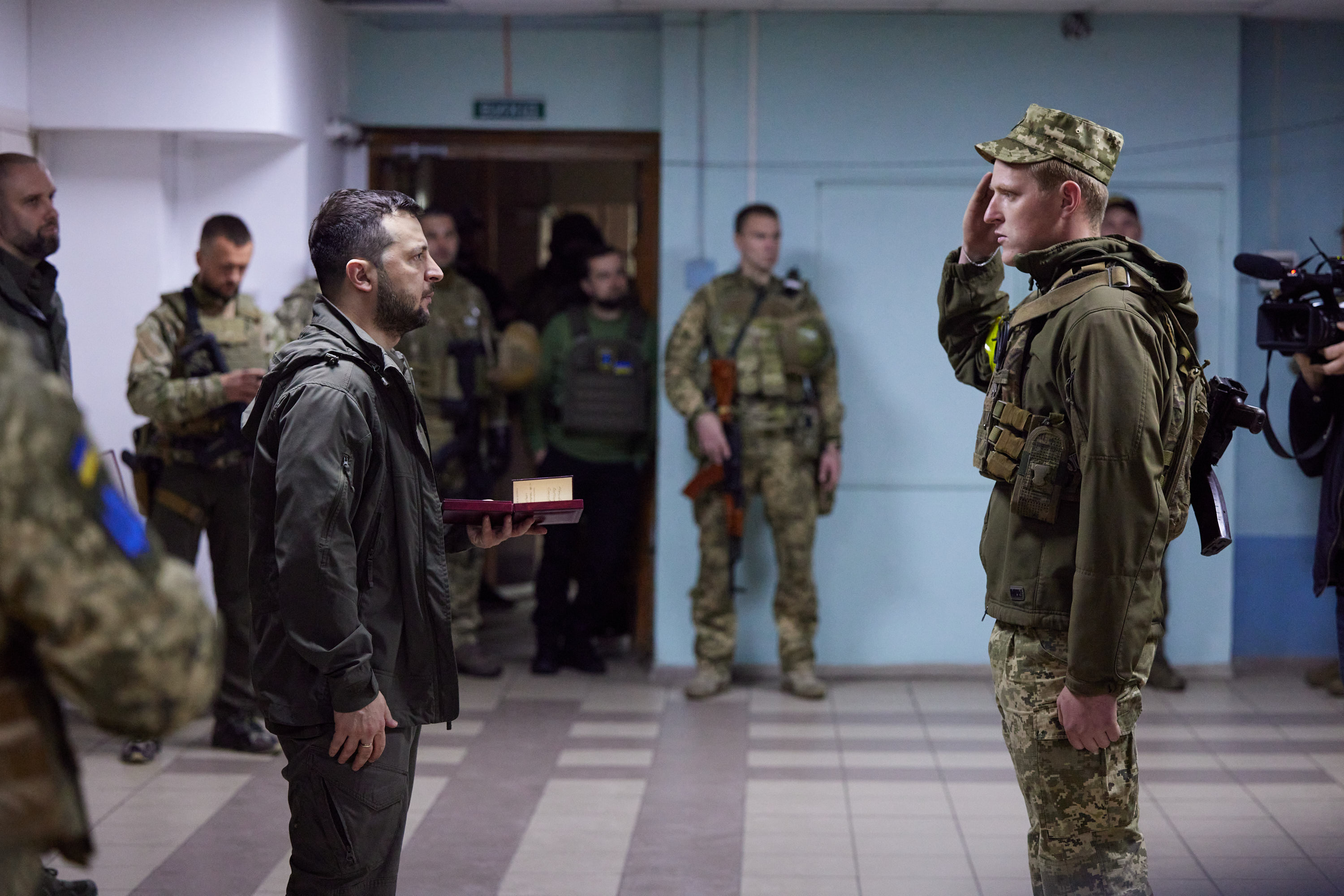
Zelenskyj uděluje vyznamenání poblíž frontové linie v Charkovské oblasti, 29. května 2022

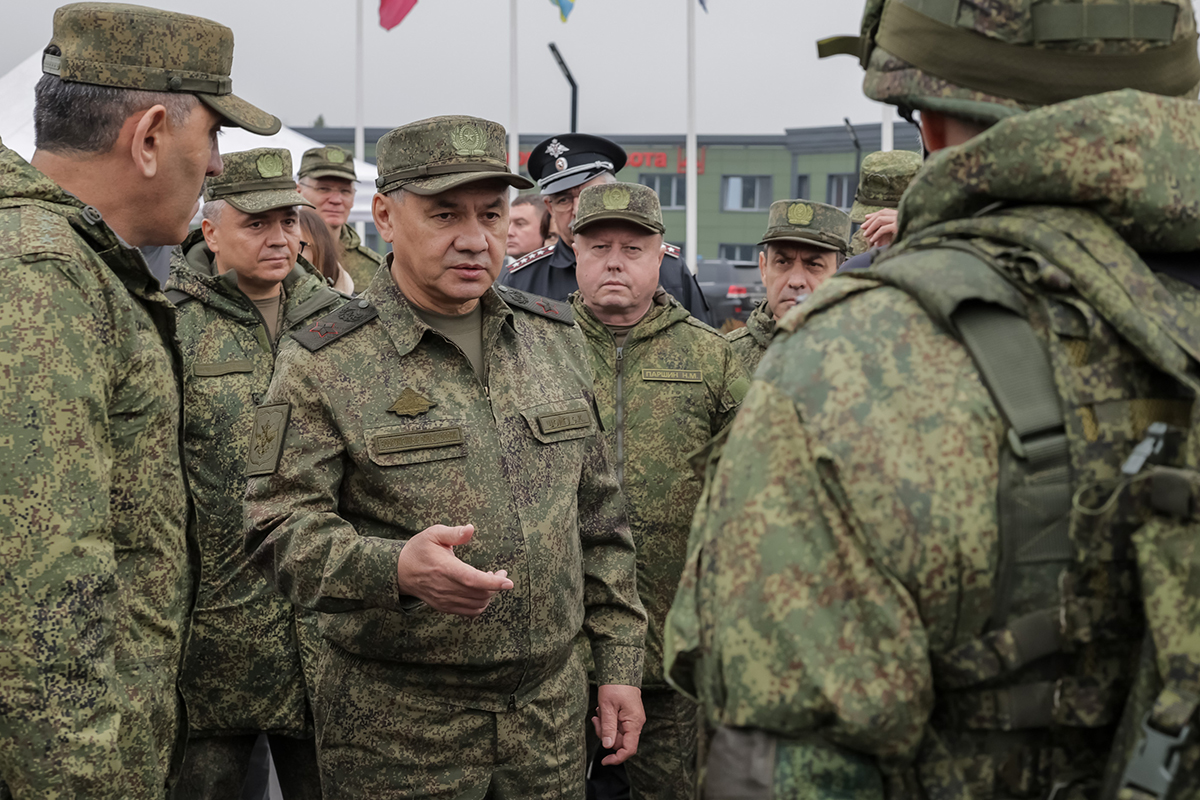
Ruský ministr obrany Sergej Šojgu a generálplukovník Junus-bek Jevkurov, 1. října 2022

    - Bitva o Bohorodyčne a Krasnopilju

- Charkovská protiofenzíva (2022)
  - Bitva o Balakliju
  - Bitva o Ševčenkove
  - Bitva o Kupjansk
  - Druhá bitva o Svjatihorsk
  - Druhá bitva o Lyman

- Kyjevská ofenzíva (2022)
  - Bitva o Kyjev
  - Ostřelování Brovar
  - Bitva o letiště Hostomel
  - Obléhání Černihivu
  - Bitva o Černobyl
  - Bitva o Ivankiv
  - Bitva o Vasylkiv
  - Vpád do Žytomyrské oblasti
- Jihoukrajinská ofenzíva
  - Bitva o Melitopol
  - Bitva o Mykolajiv
  - Bitva o Berďansk
  - Bitva o Záporoží
  - Bitva o Voznesensk
  - Obléhání Enerhodaru
    - Obsazení Záporožské jaderné elektrárny

  - Chersonská ofenzíva
    - Bitva o Cherson

- Ukrajinská jižní protiofenzíva (2022)
- Ukrajinská protiofenzíva (2023)
  - Bitva o Krynky
  - Bitva o Robotyne
- Ruská ofenzíva na východě Ukrajiny 2023–současnost
  - Bitva o Avdijivku

- Tažení do Kurské oblasti (2024)
- Nezařazené bitvy a útoky
  - Útok na leteckou základnu Millerovo
  - Útok na Hadí ostrov
  - Potopení křižníku Moskva
  - Ruské údery proti ukrajinské infrastruktuře
  - Výsadek u vesnice Andrijčikove
  - Zničení Kachovské přehrady
  - Střety v Dněpropetrovské oblasti (2022)
  - Střety v Poltavské oblasti
  - Operace Pavučina